# Astorga (Espanha)

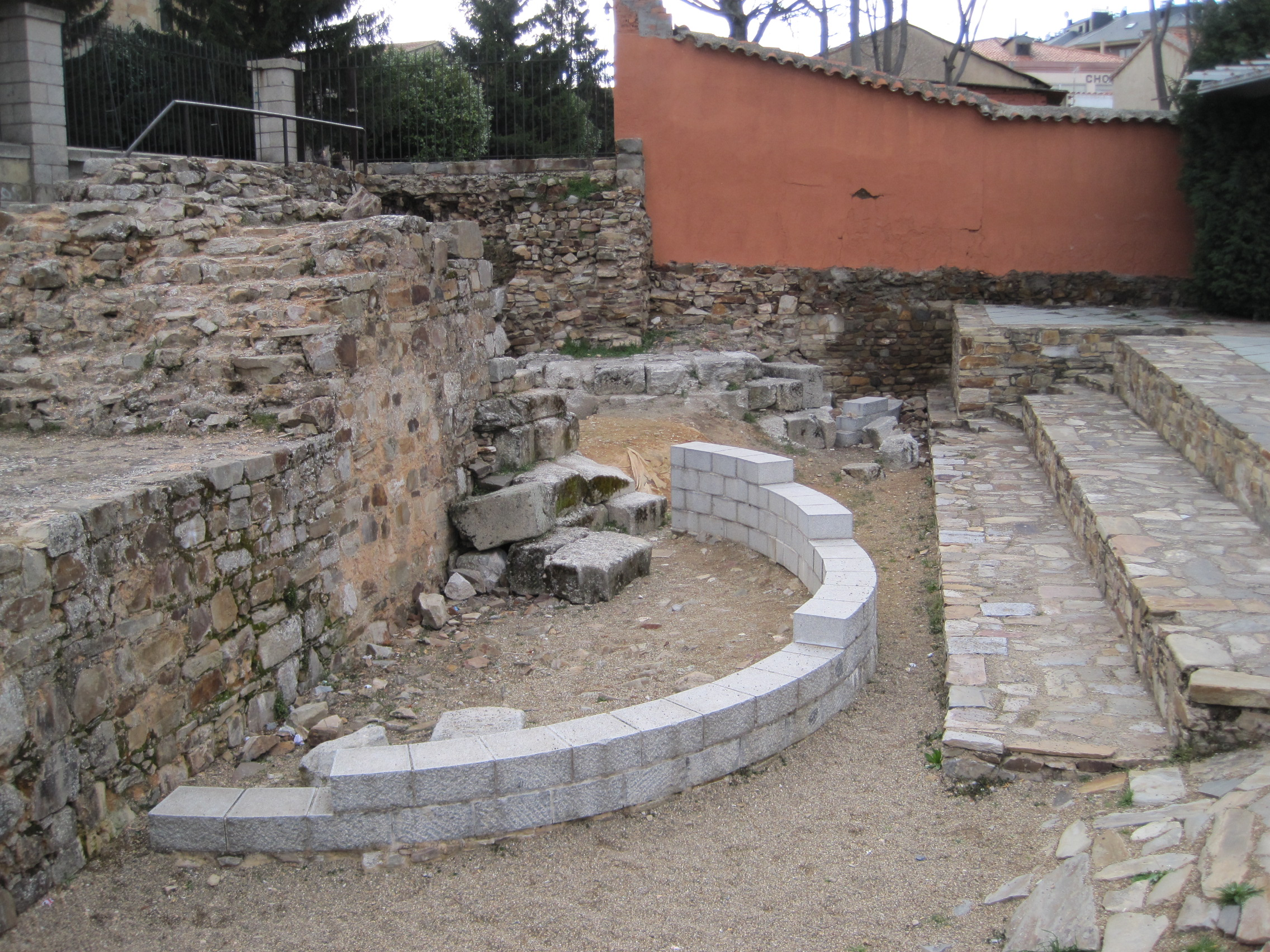
Ruínas duma porta da cidade romana de Asturica Augusta

Astorga (em asturiano e leonês: Estorga; Asturica Augusta durante o período romano) é um município da Espanha na zona central da província de Leão, comunidade autónoma de Castela e Leão. Tem 46,78 km² de área e em 2021 tinha 10 553 habitantes (densidade: 225,6 hab./km²). Situa-se na área de transição entre as planícies do Páramo Leonês e os montes de Leão e é o principal polo económico das regiões histórico-culturais comarcas históricas da Maragateria, La Cepeda e Ribera del Órbigo. É a sede de uma das dioceses mais antigas e mais extensas de Espanha, cuja jurisdição abarca metade da província de Leão e parte das províncias de Ourense e de Samora, e sede do partido judicial número 5 da província de Leão.
A cidade começou por ser um acampamento militar romano da Legio X Gemina em finais do século I a.C., tornando-se depois a cidade de Asturica Augusta, que foi a capital do Convento Asturicense. Desenvolveu-se como um importante nó de comunicações do noroeste da Península Ibérica e teve alguma prosperidade nos primeiros séculos da era cristã graças à mineração de ouro, tendo sido definida por Plínio, o Velho como vrbs magnífica. Em meados do século III d.C. tornou-se sede episcopal, com Basílides como seu primeiro bispo. Na sequência das invasões bárbaras, fez parte do Reino Suevo e em 714 foi tomada pelas tropas muçulmanas de Tárique. Foi reconquistada pelo Reino das Astúrias poucas décadas depois, mas em finais do século X voltou a ser atacada em três ocasiões pelos muçulmanos comandados pelo caudilho do Alandalus Almançor.
Desde o século XI, graças ao Caminho de Santiago, a cidade foi-se desenvolvendo progressivamente, com o apoio da Igreja. Em 1465, Henrique IV de Castela concedeu o título de Marquês de Astorga a Álvaro Pérez Osorio, Conde de Trastâmara, pelo que a cidade perdeu a sua autonomia para passar a seu um feudo. No início do século XIX, Astorga sofreu as consequências da invasão francesa e foi uma das primeiras cidades espaholas a rebelarem-se contra os ocupantes, com os camponeses e jornaleiros a amotinarem-se em 2 de maio de 1808. As tropas francesas entraram na cidade no dia 31 de dezembro do mesmo ano e durante os anos seguintes a praça mudou de mãos várias vezes até que finalmente os franceses capitularam a 17 de agosto de 1812.
Entre meados do século XIX e princípio do século XX, assistiu-se a um significativo desenvolvimento industrial, no qual tiveram papéis fundamentais a chegada do caminho de ferro e o apogeu da indústria chocolateira. Esta última continua ativa, juntamente com outros ramos da indústria alimentar, como a pastelaria e indústrias de carne, embora a economia do município se baseie sobretudo nos serviços, onde se destacam sobretudo a administração, comércio e turismo cultural. Este último é sustentado principalmente pelo património histórico-artístico, nomeadamente a catedral, o Palácio Episcopal (da autoria de Gaudí), a Casa Consistorial (paços do concelho, sede do governo municipal) e o   ergástulo romano, os quais estão todos classificados como bens de interesse cultural nacional, além de ser uma das extremidades da Via da Prata e um local de passagem do Caminho de Santiago francês, o qual está classificado como Património Mundial pela UNESCO.
As celebrações festivas mais representativas são o Carnaval (no primeiro fim de semana depois da quarta-feira de cinzas), a Semana Santa (declarada festa de interesse turístico nacional), a festa dos Ástures e Romanos (declarada de interesse turístico regional) e, de forma descontínua, a procissão da Zuiza em honra do pendão de Clavijo e a procissão da Virgem de Castrotierra, cuja imagem é levada para a cidade em anos de seca desde o seu santuário situado a 17 km da cidade.

## Toponímia
O topónimo de Astorga é uma evolução natural e popular do antigo topónimo latino Asturica. Sobre a origem e significado desde último há várias teorias. Para alguns autores, como o cronista Gil González de Ávila (c. 1577–1658), provém de Astyr ou Astur, escudeiro do herói grego Mêmnon; para outros deriva de Astiria, Astirica ou Asturia, nome que ainda era usado durante as conquistas de Munuza, no século VIII.
Apoiando-se noutros textos, como o Diccionario de Covarrubias, Pedro Junco escreveu em 1635 que o nome derivava de Astu e Orgia, duas palavras que juntas formariam Astorgia, com o significado de "cidade para celebrar o culto dos deuses", concretamente de Baco. que latinizada se trasnformaria em Asturica; mais afirmou que antes de se chamar Asturica se chamava Rhoma, sinónimo de forte em grego antigo.
A cidade é mencionada como Astorica em documentos de 878, como Osturga e Austurga no Codex Calixtinus e como Astur, Asturius e Asturia ao longo da Idade Média. João de Barros refere: «Astorga - cidade na Espanha Terraconense chamava-se `Astruria´como diz o Itinerário, e `Asterica´. Os Godos lhe chamavam `Roma´. No século XIX, Víctor Gebhardt escreveu na sua Historia general de España que em épocas anteriores Astorga teve o nome de Asturica Amak. Na edição de 1734 do dicionário de Antonio de Nebrija, a cidade aparece com os nomes Asturia e Asturica: «Asturia, região e cidade perto de Portugal» e «Asturica Augusta, cidade da Espanha tarraconense, vulgarmente llamada Roma». Em todo o caso, Asturica foi o nome da antiga capital das 22 tribos ástures, que mais tarde recebeu de Augusto o apelido de Augusta quando a elevou a capital de convento jurídico.

## Símbolos e títulos
O escudo heráldico municipal tem a seguinte descrição oficial: «Escudo de gules, um ramo de carvalho da sua cor. O timbre é uma coroa de marquês.» Desconhece-se quando começou a ser usado. Num documento de 1320 aparece um selo do Concelho de Astorga no qual é representado um castelo com três torres e uma árvore. Porém, em 1635 já se usava o escudo ainda vigente atualmente, o qual aparece na obra de Pedro Junco Fundación, nombres y armas de la ciudad de Astorga. Este interpretou que o antigo nome da cidade — Roma — provinha do apelativo de robur e daí a representação dum carvalho do qual Quercus robur é uma das espécies mais comuns, com o significado de força, firmeza e fortaleza, similares aos atributos de solidez e longevidade da mitologia clássica. Em relação ao campo de cor vermelha seria similar ao de Roma, com o significado do sangue do inimigo que tentasse conquistar a cidade. A bandeira municipal tem seguinte descrição oficial: «Bandeira de cor vermelha com o escudo no centro.»
Os títulos da cidade são «Mui Nobre, Leal, Benemérita, Magnífica e Augusta». Os três primeiros foram concedidos pelo papel desempenhado durante a Guerra da Independência. Vários séculos antes, o epíteto de «Augusta» foi recebido do imperador romano Augusto e o de «Magnífica» por Plínio, o Velho.

## História

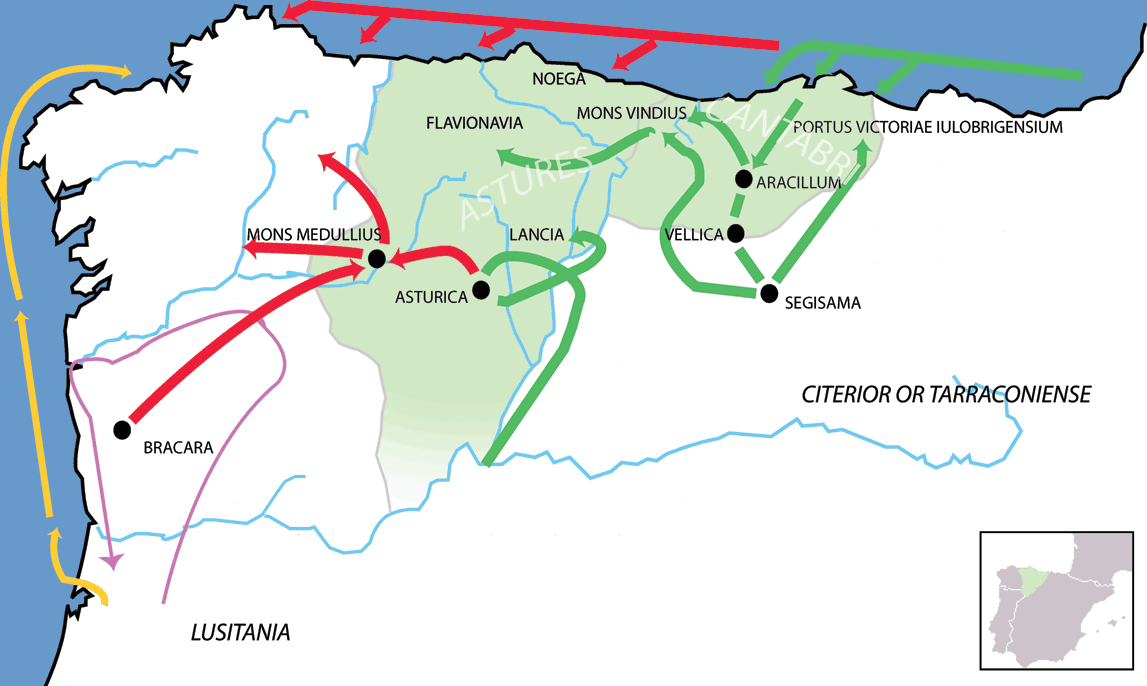
Operações militares romanas durante as Guerras Cantábricas nas duas frentes contra cântabros (Bellum Cantabricum) e contra ástures (Bellum Asturicum).
Campanha de Décimo Júnio Bruto Galaico de
Campanha de Júlio César de
Campanha de
Campanha de

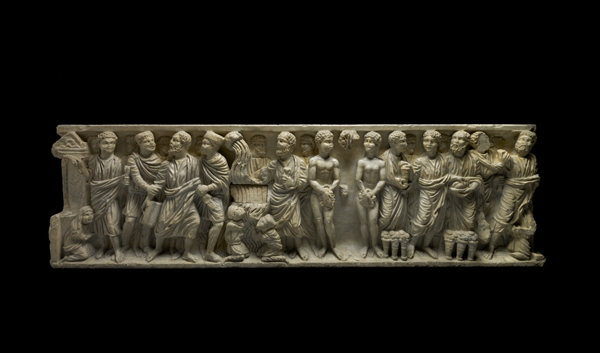
O sarcófago de San Justo de la Vega atesta a presença duma comunidade cristã na região de Astorga entre os séculos III e IV

### Antiguidade
Teoriza-se que a história de Astorga remonte à época pré-romana, pois Ptolemeu referiu-se a Asturica como cidade ásture e capital dos amacos. Baseados nesta hipótese, vários estudiosos, como Manuel Gómez-Moreno (1870–1970) ou José María Luengo Martínez, atribuíram-lhe origem indígena. No entanto, nas escavações arqueológicas realizadas no recinto urbano não foi descoberto material que possa corrobar tal origem, pelo que não se pode afirmar cientificamente que tenha havido povoamento pré-romano, apesar da existência de vários castros da Idade do Ferro nos arredores de Astorga, como o de La Mesa, em Castrillo de los Polvazares. A partir dos dados arqueológicos, a fundação da cidade está relacionada com a presença dum destacamento da Legio X Gemina devido às Guerras Cantábricas. Essa presença é atestada pela descoberta de duas trincheiras ou fossos que formavam um sistem defensivo, bem como pela existência de várias valas de fundações para possíveis estruturas de madeira. Quando as campanhas militares de Augusto contra os ástures e os cântabros terminaram, entre 29 e 19 a.C., foi erigido um acampamento militar, que depois da pacificação do território, se converteu num assentamento de caráter civil dentro da província Tarraconense. Essa conversão deve ter ocorrido no início do século I d.C., pois no ano 27, o Hospitalitas (pacto de hospitalidade) com os zelas demonstra que as relações de Roma com os indígenas já estavam estabilizadas.
Aproximadamente na transição entre os reinados de Cláudio (r. 41–54) e Vespasiano (r. 69–79), a cidade tornou-se a capital do Convento Asturicense (Conventus Iuridicus Asturum) e era o principal núcleo recetor do ouro extraído de Las Médulas. Este apogeu fez com que Plínio, o Velho, na altura procurador da Hispânia Tarraconense, qualificasse a cidade como vrbs magnifica na sua obra Naturalis Historia. Com a regorganização territorial realizada no século III, a cidade passou a fazer parte da Província da Hispânia Galécia, com capital em Bracara Augusta (atual Braga). Quando as explorações mineiras terminaram, na época de Diocleciano, começou a decadência de Astorga.[carece de fontes?]
Em meados do século III deve ter-se estabelecido como sede episcopal com Basílides como seu primeiro bispo. Porém, a implantação  do cristianismo foi ameaçada pelas invasões bárbaras e pela expansão das doutrinas priscilianistas e maniqueístas, contra as quais lutaram mais tarde Idácio e São Turíbio.

### Idade Média

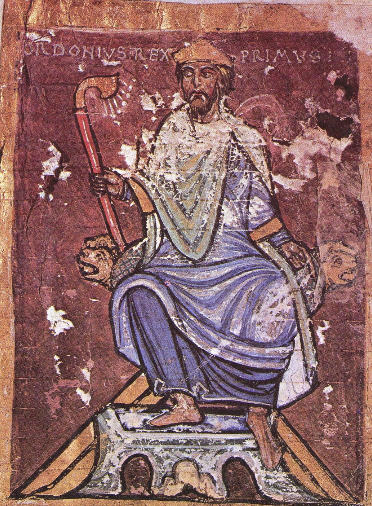
Ordonho I das Astúrias ordenou o repovoamento e reconstrução de Astorga na segunda metade do século IX

Na sequência das invasões bárbaras, os suevos estabeleceram-se no território da antiga Galécia, cerca de 410, e a cidade passou a fazer parte do seu reino. O confronto dos survos com os visigodos provocou vários saques destes a Astorga, o primeiro por Teodorico II em 459 e o segundo por Leovigildo em 569. A cidade perdeu o estatuto de capital de convento jurídico, juntamente com o desaparecimento do sistema político e administrativo romano, e o protagonismo regional passou então para a cidade de Leão. Em 714, durante a invasão muçulmana da Península Ibérica, Astorga foi atacada e destruída por Tárique na sua marcha para norte. Após o surgimento do Reino das Astúrias em meados do século VIII, Afonso I das Astúrias avançou para sul e reconquistou para os cristãos várias cidades, entre elas Astorga. Ordonho I das Astúrias, que ascendeu ao trono em 850, encarregou o conde Gatón do repovoamento e reconstrução da cidade.[carece de fontes?]
Anos mais tarde, os cinco filhos de Afonso III das Astúrias sublevaram-se contra o pai, que repartiu a coroa entre eles após abdicar. Garcia I de Leão ficou com o Reino de Leão e instalou a sua corte em Astorga durante os quatro anos do seu reinado, que terminou com a sua morte em  914. O seu herdeiro e irmão Ordonho II, até então rei da Galiza, transferiu a capital para Leão. Em 988, a cidade de Leão foi saqueada pelo caudilho do Alandalus Almançor, o que segundo Víctor Gebhardt provocou a mudança temporal da capital para Astorga, que também foi cercada e saqueada pelas tropas de Almançor em 988, 994 e 996.
Em 1034, Sancho Garcês III de Pamplona tomou a cidade e o resto do reino leonês devido a desavenças com Bermudo III de Leão. Em 1073 foi estabelecida a tenência como forma de governo. Nos primeiros anos do século XII, esta tenência esteve ocupada por Teresa, condessa de Portugal, aproveitando as disputas entre a sua irmã Urraca de Leão e Afonso I de Aragão; em 1143 passou a ser domínio do seu filho Afonso Henriques de Portugal. Durante o reinado de Fernando III de Castela, o modo de administração territorial foi alterado e as tenências passaram a ser senhorios. No caso de Astorga, isso aconteceu em 1277, mas em 1345 Afonso X de Castela decidiu que o governo da cidade passasse a estar nas mãos dum corregedor e vários regedores.[carece de fontes?]

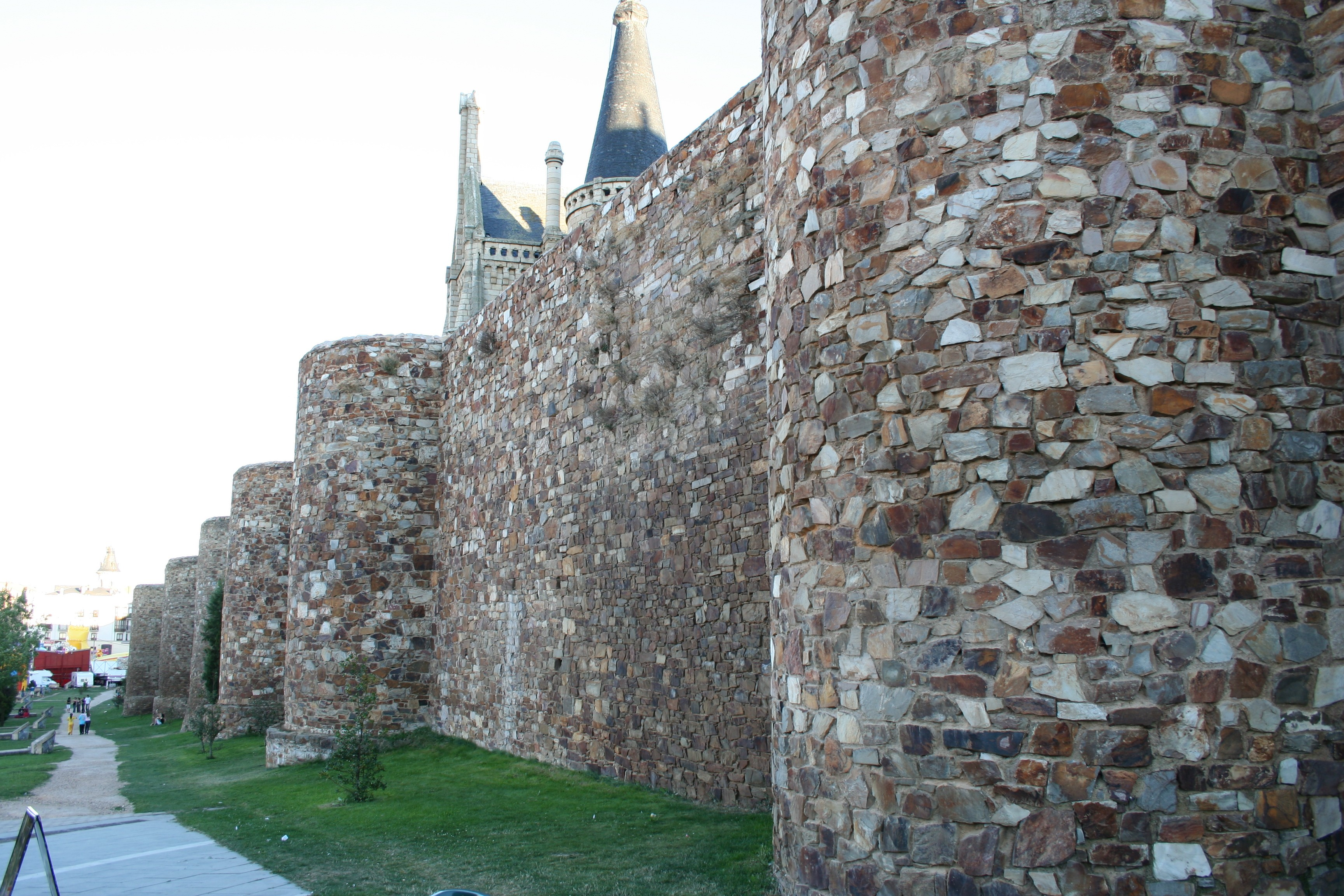
A muralha de Astorga, construída originalmente durante o período romano

A partir de 1367 e até finais do século XIV, a cidade esteve em crise devido à peste, aos confrontos entre os filhos de Afonso XI de Castela Pedro, o Cruel e Henrique de Trastâmara e a má situação económica. Nesta época, os comerciantes astorganos mantinham relações comerciais com várias povoações da Galiza, o que pode ter estado na origem do que se tornaria uma atividade pela qual ficou conhecida a Maragateria: a arriería (condução de mulas e cavalos).
Em 16 de julho de 1465, através dum privilégio dado em Toro, Henrique IV de Castela concedeu o título de Marquês de Astorga a Álvaro Pérez Osorio, Conde de Trastâmara, pelo que a cidade perdeu a sua autonomia para passar a seu um feudo. O poder do marquesado exerceu uma grande influência no governo da cidade e chegou a afetar áreas que estavam sob a alçada do cabido catedralício.

### Idade Moderna

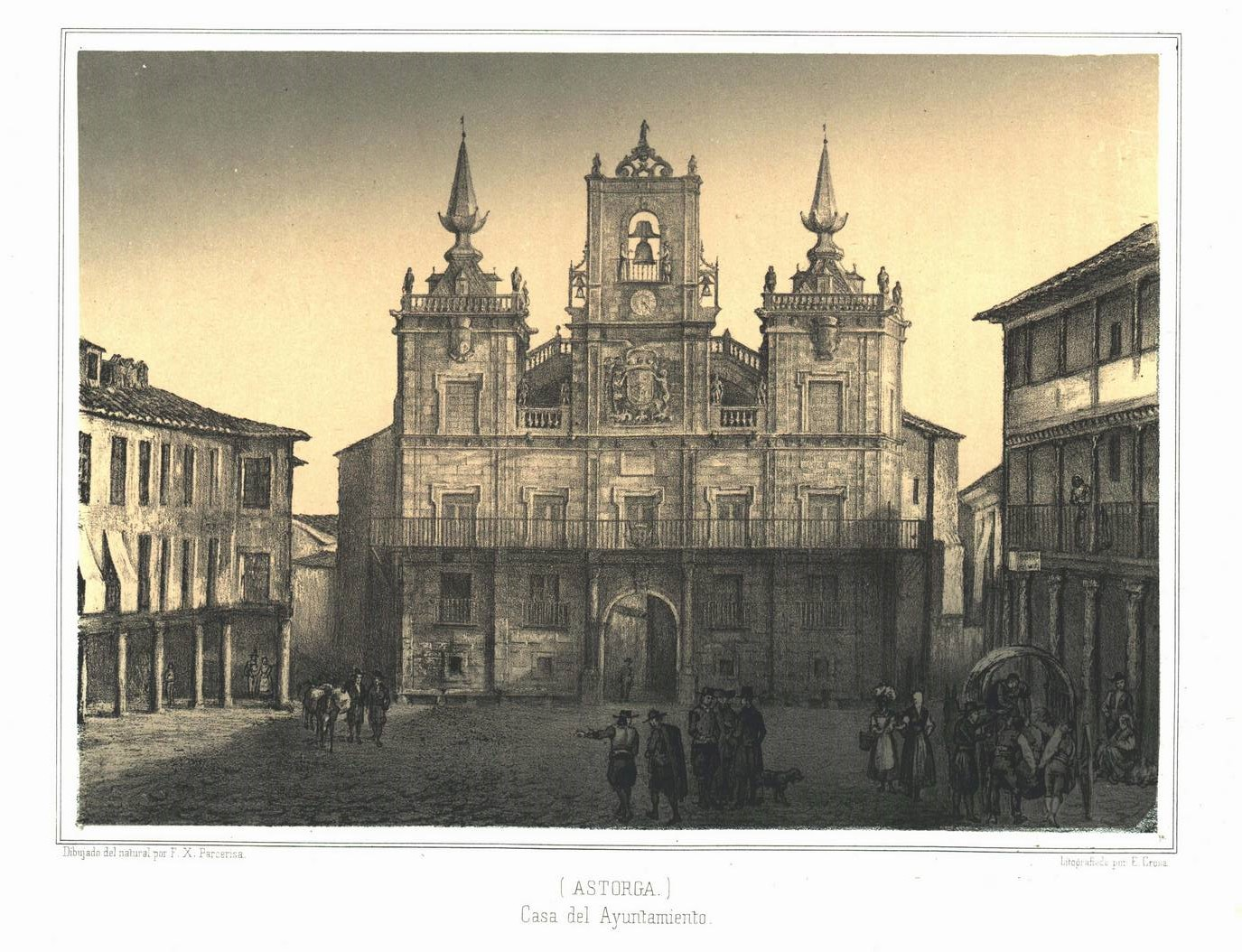
A Casa Consistorial (paços do concelho, a sede do governo municipal, em 1855)

Os primeiros anos do século XVI foi marcado pela Guerra dos Comuneiros (1520–1522), na qual Astorga tomou o partido do rei, pois o marquês era apoiante do monarca Carlos V. Nesse período foram fundadas numerosas confrarias que socorriam, através de hospitais, pobres e peregrinos, para o que contribuiu o facto da cidade estar no Caminho de Santiago. Dos muitos hospitais que existiram na cidade ainda restam os hospitais das Cinco Chagas e o de São João Batista, este último mencionado na classificação de Património Mundial dos Caminhos de Santiago. A influência religiosa estava sempre presente, não só pelo domínio moral e eclesiástico, mas também porque o cabido era proprietário de vastas propriedades rústicas e urbanas.
A chegada da imprensa em 1545, pela mão de Agustín de Paz, favoreceu a produção escrita, que então se resumida quase exclusivamente a missais e obras eclesiásticas, como o Thesaurus Angelorum de Francisco de Evia. Na cidade desenvolveu-se uma tradição de impressores, como Antonio de la Calzada, cujo apogeu ocorreu no fim do século XIX e início do século XX, quando havia em Astorga mais tipografias do que na capital provincial, entre as quais as de Antonio Gullón, Juan Alonso, Porfirio López, Nicesio Fidalgo e de González Revillo y Ortiz.
Durante o século XVIII a cidade teve alguma prosperidade e na vida quotidiana dos seus habitantes eram habituais os jogos de canas (simulações de ações bélicas a cavalo), touradas Plaza Mayor, boliche (regulado em 1601), peças de teatro e atos religiosos. Entre os séculos XVIII XIX, o território de Astorga viu-se afetado pela divisão da província em cantões e jurisdições, que depois foi modificada durante a Guerra da Independência.[carece de fontes?]

### Idade Contemporânea

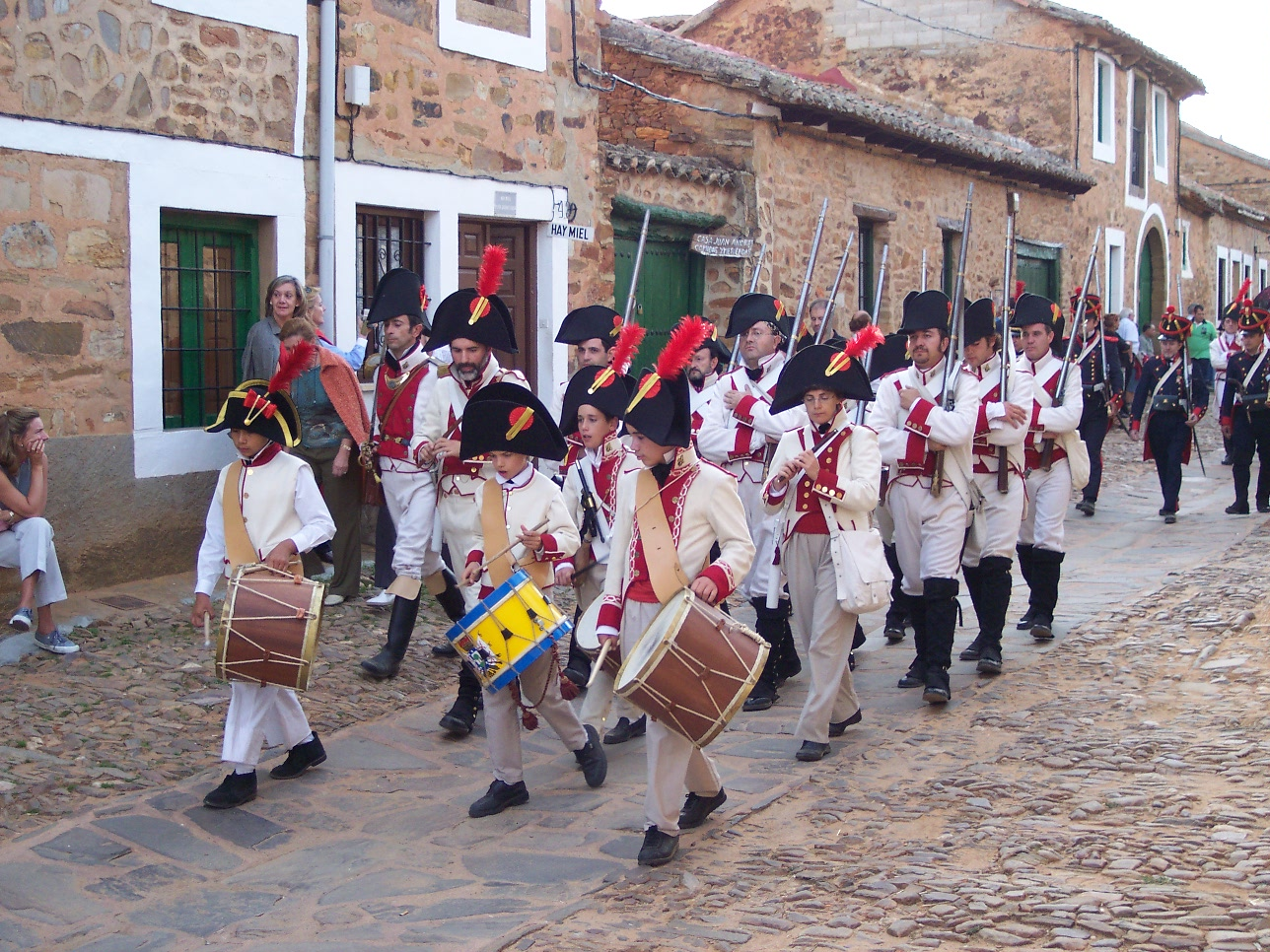
Reconstituição dos cercos de Astorga nos primeiros anos do século XIX

No início do século XIX, o crescimento da cidade deteve-se devido a epidemias e à ocupação francesa. Astorga foi das primeiras cidades a revoltar-se contra os ocupantes, com a amotinação de camponeses e jornaleiros ocorrido a 2 de maio de 1808 e a formação da Junta de Armamento e Defesa no mês seguinte. O exército francês entrou na cidade em 31 de dezembro de 1808 e nos anos seguintes a praça trocou de mãos várias vezes. Ocorreram alguns atos heróicos, como a defesa comandada pelo general Santocildes, até que finalmente os franceses capitularam a 17 de agosto de 1812, graças à estratégia preparada pelos generais Castaños e Wellington. Os combates em Astorga foram descritos pelo general Santocildes na sua obra Resumen histórico de los ataques, sitio y rendición de Astorga.
Após a restituição do trono a Fernando VII, este aboliu a constituição de 1812 e restabeleceu o absolutismo, o que foi bem recebido pelos setores eclesiástico, nobre e burguês da cidade. A influência da diocese e do cabido manteve-se forte ao longo dos séculos XIX e XX. Em relação à administração local, durante o breve governo de José Bonaparte (r. 1808–1813) foi proposta uma nova organização territorial, na qual Astorga figurava como sede de um dos departamentos, o do Esla. A ideia nunca foi posta em prática e em 1820, com o início do Triénio Liberal, foi planeada uma nova divisão, na qual Astorga era um dos onze partidos da província de Leão, mas em 1823 foi anulada. Em 1833, com a nova reordenação territorial a cidade e a Maragateria foram integradas na província de Leão.[carece de fontes?]

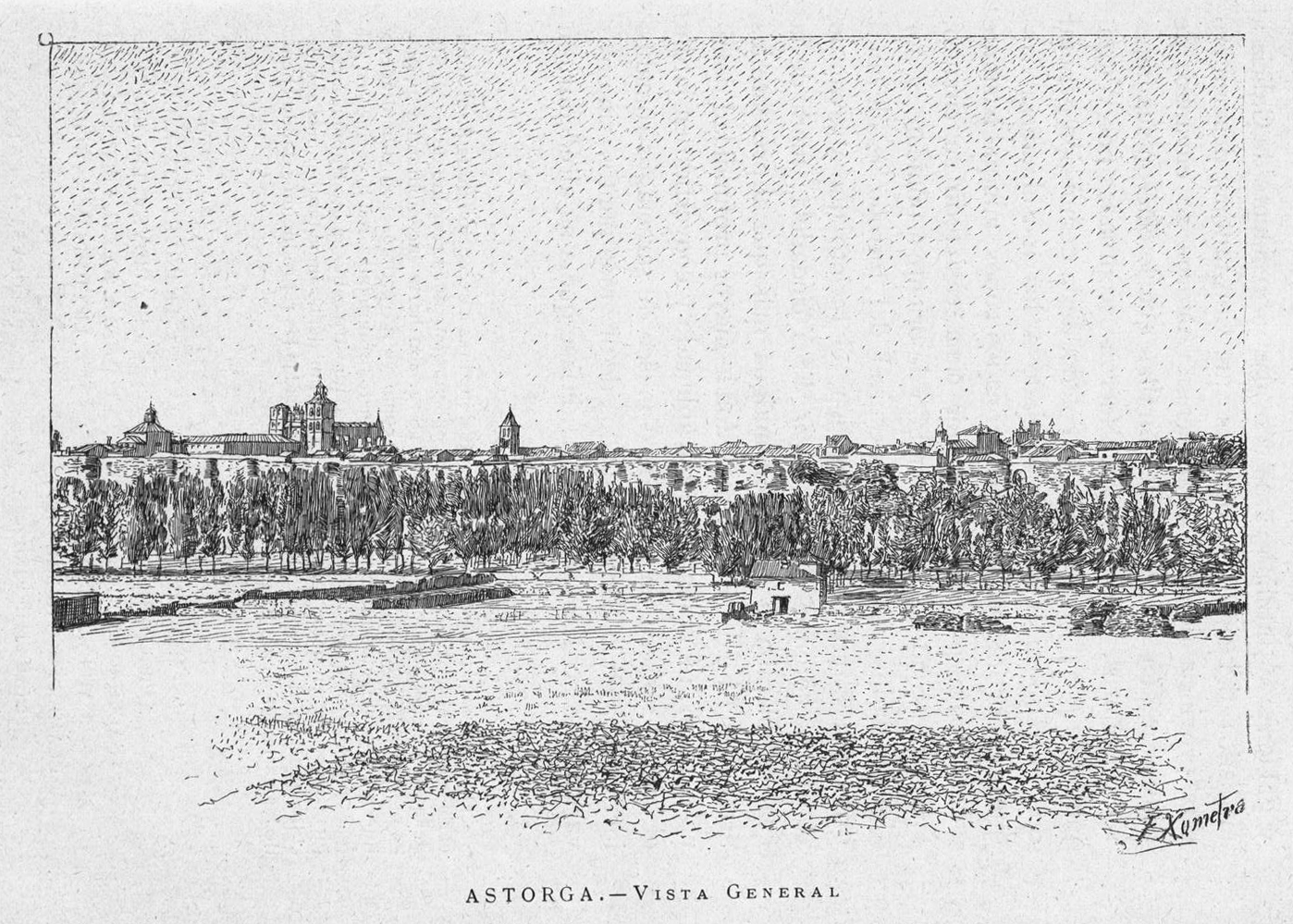
Vista de Astorga numa publicação de 1885

Durante o reinado de Isabel II e depois da constituição de 1845, Astorga foi representada nas cortes pelo progressista Santiago Alonso Cordero. Nas décadas seguintes os deputados pr Astorga foram Pío Gullón Iglesias, que fez parte da alternativa política  a Cánovas del Castillo, e Manuel García Prieto, que foi primeiro-ministro várias vezes, a última delas em 1922, anterior ao golpe militar de Primo de Rivera. Logo a seguir ao golpe de estado de 18 de julho de 1936, que marcou o início da Guerra Civil Espanhola, a Guarda Civil e as tropas franquistas tomaram o controlo da cidade a 20 de julho, quando as colunas de mineiros que inicialmente tinham marchado para sul foram para as Astúrias. À semelhança da maior parte da província, a cidade permaneceu em território controlado pelos nacionalistas durante a guerra. Décadas depois, a Transição e a chegada da democracia trouxeram um novo impulso ao desenvolvimento de Astorga, com uma maior diversidade das atividades económicas graças ao aumento do turismo, dos transportes rodoviários e a revitalização como centro comarcal.[carece de fontes?]

### Religião

#### Paganismo
Não se conhece qualquer menção a divindades indígenas na cidade ou nas suas vizinhanças mais próximas, mas foi encontrada uma lamela de prata com onde é mencionado Marti Tileno, um deus indígena, senhor da montanha, que os romanos assimilaram a Marte, em Quintana del Marco (situada cerca de 40 km a sudeste de Astorga)[carece de fontes?] e uma inscrição já desaparecida dedicada ao deus Caraedudi, um deus de origem celta, em local incerto perto da cidade, provavelmente em Celada de la Vega (situada cerca de 4 km a sudeste de Astorga).

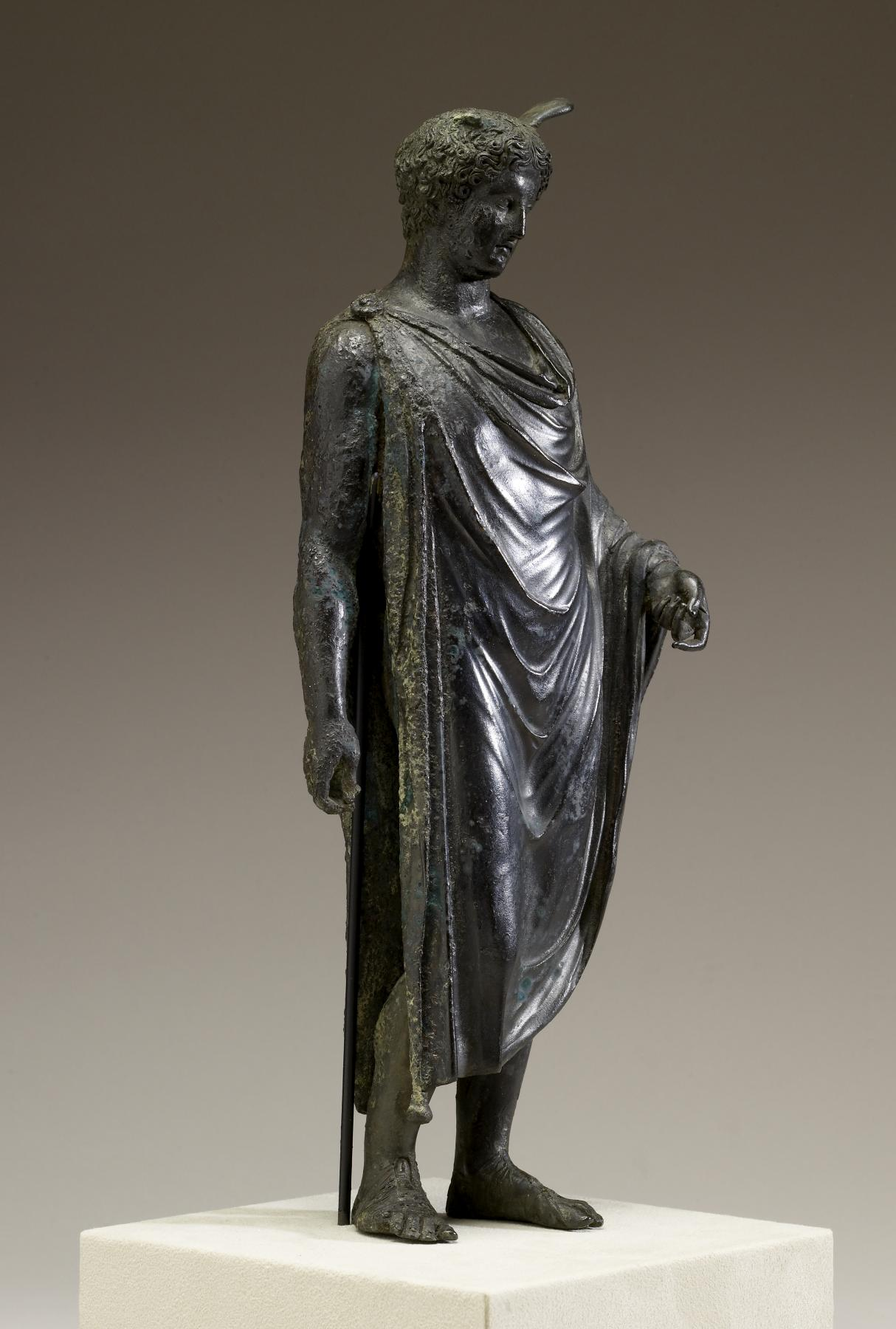
Estatueta do de Mercúrio, um dos deuses romanos venerados em Astorga

A instalação do acampamento romano que deu origem à cidade fez com que passassem a ser adorados no local não só deuses romanos mas também gregos. Há evidências de ter havido culto dos seguintes deuses na cidade:
- Marte — Sendo deus da guerra, ajudava o acampamento militar.  Em Astorga era também conhecido como Gradivo (o deus que também faz crescer as colheitas) e como Sagato (uma alusão ao sagum, a capa de campanha usada pelo soldados.[52]
- Mercúrio — Deus do comércio e dos caminhos, em Astorga só foi uma representação dele, num caminho secundário que ligava a ciade às minas de ouro de Las Médulas.[53]
- Culto do imperador e da imperatriz — É natural que existissem estos cultos, pois Astorga era a capital dum convento jurídico, onde viviam numerosos funcionários imperiais.[carece de fontes?]
- Iulia Domna — Que se considerava e se respeitava como mãe do imperador, mãe do senado, do acampamento e da pa´tria. Este culto fazia-se através das deusas Minerva e Juno.[54]
- Proserpina — Filha de Ceres, era conhecida em Astorga com o títo de Invicta.[55]
- Apolo — Deus do imperador, em Astorga era associado a Granno, deus celta cujo nome significa "granada" ou "reluzente como o sol" e tinha um santuário em Tréveris.[56]
- Esculápio (deus da medicina e da cura) e o seu filho Telésforo (deus da recuperação da doença).[carece de fontes?]

Deuses orientais
Devido a ser capital de convento jurídico e local onde viviam funcionários superiores da administração imperial, em finais do século II e início do século III começaram a ser adorados na cidade deuses orientais. Estes foram introduzidos no Império Romano a partir da dinastia severa, trazidos pelos funcionários imperiais superiores originários do Oriente, que trouxeram com eles os seus deuses. Por vezes, as inscrições de dedicação estão escritas em grego.[carece de fontes?]
- Ísis — Aparece com o apelativo grego Myronimo (mil nomes), em referência aos seus atributos de protetora da terra, produtora de alimentos, padroeira dos partos e da saúde da mulher.[57]
- Mitra — Deus do sol de origem persa, absorvido pelos romanos, dele se encontrou uma inscrição onde se lê Invicto Deo e outra com Soli Invicto.[carece de fontes?]
- Serápis — Deus de origem egípcia, em alguns casos aparece formando um casal com Ísis. É o deus da saúde, a quem se atribuíam poderes curativos e a quem se dedicavam amueltos e ex-votos.[58]

#### Cristianismo

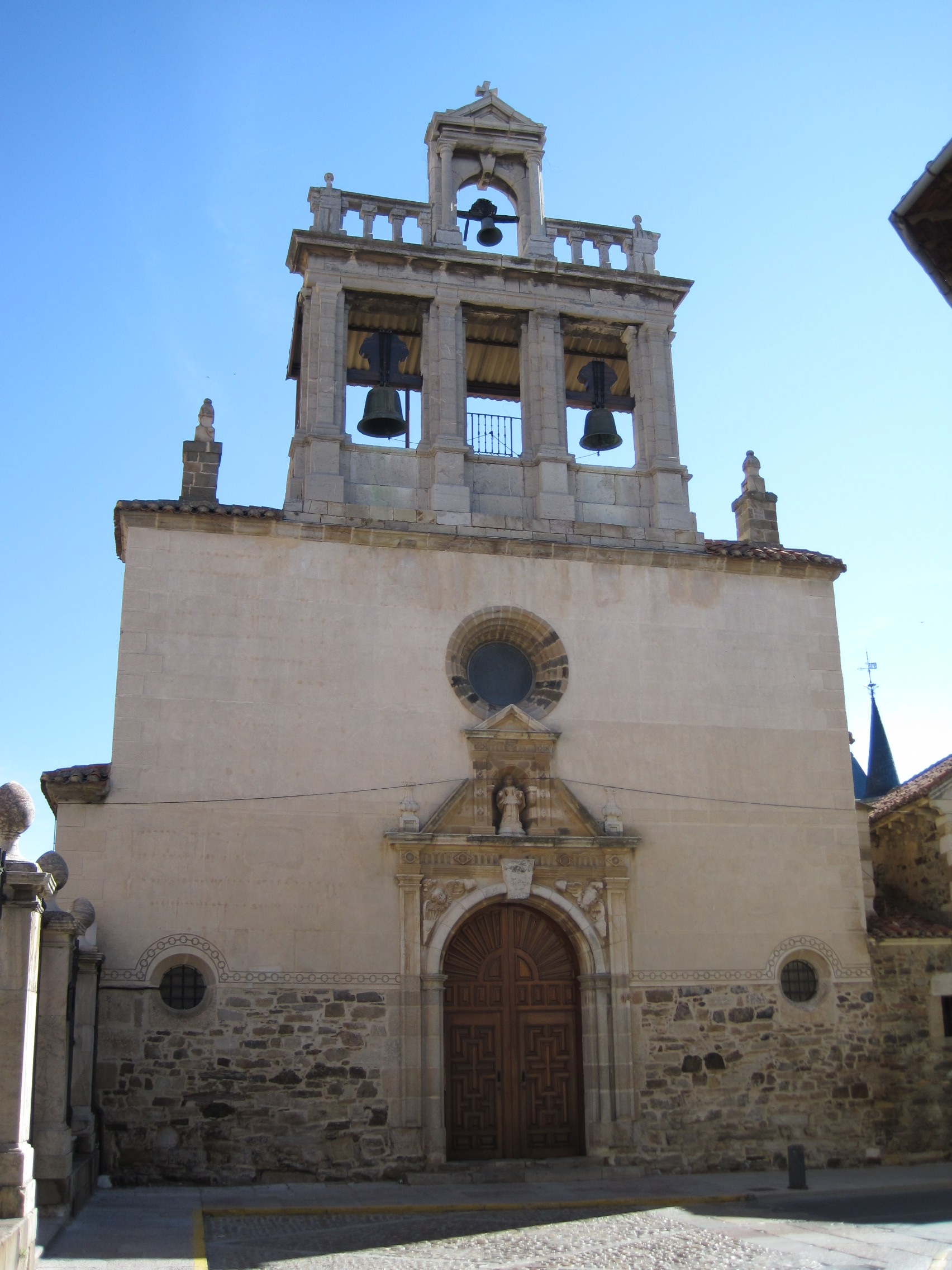
Igreja de Santa Marta, a santa mártir do século III natural da cidade e sua padroeira

Com a chegada do cristianismo foram cosntruídas igrejas dedicadas a alguns santos muito veneradas nessa época, como São Martinho, Santo Acisclo, São Cristóvão ou Santa Marta. No Concílio de Elvira, realizado em data incerta no primeiro quartel do século IV ou talvez ainda no século III, no qual participaram algumas 19 bispos e 26 presbíteros da Península Ibérica, esteve presente Decêncio, bispo de Leão, que então era sede episcopal juntamente com Astorga, uma das mais antigas da Hispânia cristã. Depois do Édito de Milão (313), considerou-se que a cidade de Leão estava muito influenciada pelo mitraísmo, popular entre os soldados, devido ao seu caráter de lugar militar, pelo que a sede episcopal passou a ser exclusivamente Astorga. Nessa altura, Astorga tinha perdido toda a sua importância política porque com as reformas administrativas de Diocleciano (r. 284–305) tinha deixado de ser a capital do convento jurídico, que passou a ser Bracara Augusta. A transferência da sede da diocese eclesiástica favoreceu a cidade, pois a diminuição da sua importância política foi contrabalançada pelo reforço da sua importância religiosa. A obra de arte cristã mais significativa dessa época é um sarcófago decorado com seis cenas do Antigo e Novo Testamentos que foi importado de Roma.[carece de fontes?]
As notícias e referências que se conservam em diferentes documentos aportam conhecimento sobre a existência dos sucessivos bispos da diocese de Astorga a partir de 380, ano em que a diocese esteve representada no Pimeiro Concílio de Saragoça. Há registos da presença de bispos astorganos nos vários concílios de Toledo. O bispo Dictínio esteve no Primeiro Concílio de Toledo, realizado entre 397 e 400. Um dos temas tratados neste concílio foi o das igrejas rurais, a sua manutenção e o seu culto; muitas destas igrejas sobreviveram graças à conversão de locais de outros cultos em ermidas e santuários da diocese, como ocorreu com a ermida da Virgem de Castrotierra, atualmente no município de Riego de la Vega, situada no local onde existiu um assentamento da Idade do Ferro. Além da documentação dos concílios de Toledo, sabe-se da existência de bispos astorganos durante todo o século V pela Crónica de Idácio.
Durante o episcopado de São Turíbio (440–480) ocorreram as invasões dos suevos, vândalos, alanos e visigodos, durante as quais as igrejas astorganas foram destruídas. Na mesma época, surgiu em Astorga uma heresia maniqueísta, que foi um tema tratado no Concílio de Astorga de 456, realizado quando Turíbio era bispo. Mais tarde, em 585, chegou a Astorga outra heresia, o arianismo, que se expandiu até à conversão ao cristianismo do rei visigótico Recaredo em 589, no Terceiro Concílio de Toledo, quando Talasio era bispo de Astorga. A diocese astorgana esteve representada em todos os concílios toledanos até ao 16.º, realizado em 693.[carece de fontes?]

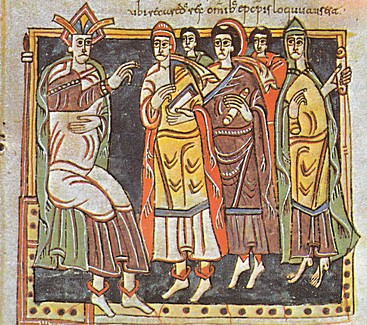
Iluminura de versão da Crónica Albeldense de 976, onde é representado o rei visigodo Recaredo com vários bispos no Terceiro Concílio de Toledo, realizado em 589

Na Idade Média a diocese foi reestruturada. Durante a época do repovoamento a atividade cristã foi ativada e apareceram na cidade uma série de igrejas e mosteiros, entre os quais se destacaram o de São Cristóvão, São Julião e Santa Basilissa (atualmente o Santuário de Nossa Senhora de Fátima), São Acisclo, São Salvador, São Tomé, Santo Isidoro e São Pedro. Fora da cidade foi fundado o Mosteiro de São Dictínio. No século XI foi construída a Catedral de Santa Maria, várias igrejas e o Hospital de São João Batista; fora da cidade, além de várias igrejas, foi construído o Mosteiro de Santa Clara e o Hospital de São Tomás de Cantuária.
Lista de bispos de Astorga que estiveram presentes ou representados em concílios na Hispânia, segundo os documentos dos concílios:[carece de fontes?]
- Dictínio, presente no Primeiro Concílio de Toledo, em 397–400
- Políbio, I Concílio de Braga, 561
- Talasio, III Concílio de Toledo, 589
- Concordio, IV Concílio de Toledo, 633
- Oscando, VI Concílio de Toledo, 638.
- Candidato, representado pelo presbítero Pablo no VII Concílio de Toledo, 646
- Candidato, VIII Concílio de Toledo, 653
- Elpídio, X Concílio de Toledo, 656
- Isidoro, III Concílio de Braga, 675
- Aurélio, representado pelo abade Leopardo, XIII Concílio de Toledo, 683
- Aurélio, XV Concílio de Toledo, 688
- Aurélio, XVI Concílio de Toledo, 693

As notícias posteriores sobre a diocese e os seus bispos referem-se à época do repovoamento da cidade e da recriação da diocese durante a Reconquista. Desde 1954 que a diocese de Astorga depende da Arquidiocese de Oviedo.

### Urbanismo
A cidade antiga

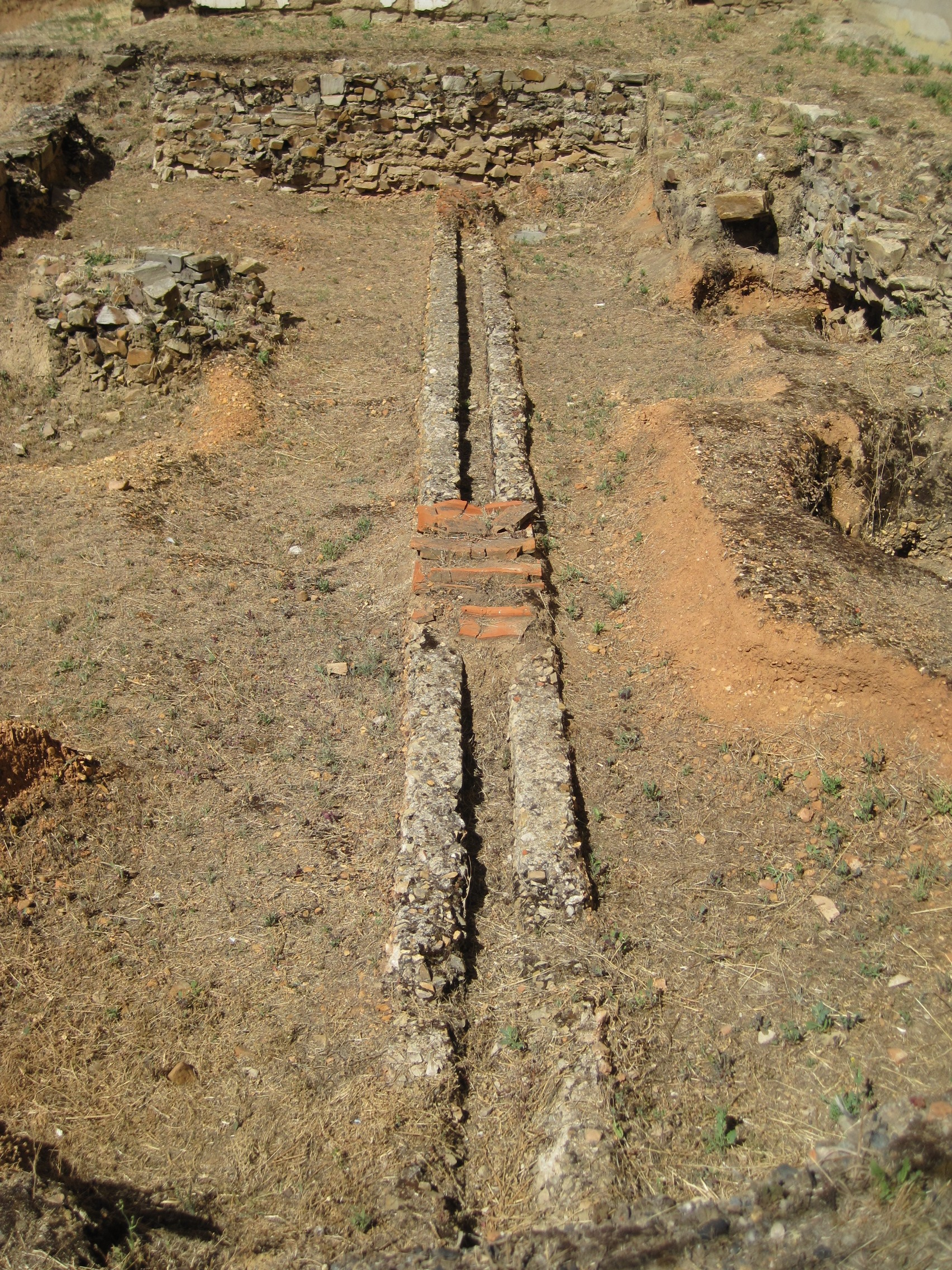
O primeiro sistema de canalização de águas foi construído na época romana

O urbanismo de Astorga foi condicionado historicamente pela orografia do terreno, com o assentamento desde a Antiguidade situado no alto dum espigão natural. Após o fim das Guerras Cantábricas e a conversão do acampamento militar num núcleo urbano, a cidade teve um período de crescimento graças à atividade mineira, cujo auge ocorreu entre os séculos I e III. É isso que origem de ser sede do concillium (reunião dos delegados da tribos indígenas), do culto imperial e do Convento Asturicense. A cidade romana ocupava uma área 26 hectares, limitada por uma muralha com mais de dois quilómetros de perímetro. A forma do recinto muralhado não era retangular devido a um estreitamento do espigão natural no seu canto meridional, pelo que nesse local, onde se situava o fórum, o traçado tinha forma triangular. Foram erigidos edíficios públicos e as ruas foram pavimentadas e algumas dotadas de pórticos, foi construído uma rede de esgotos e uma rica arquitetura residencial. A tudo isso juntou-se, no século III, o estatuto de sede episcopal, o que marcou a vida da cidade nos séculos posteriores.
Com a Queda do Império Romano do Ocidente, Astorga, como muitos outros núcleos urbanos, passou por um período de decadência que só terminaria no fim da Alta Idade Média, quando começou a recuperar. Nessa época, o núcleo urbano, ainda cercado pelas muralhas, tinha casas cobertas de feno e telhas, construídas sobre o antigo traçado romano.
A cidade medieval

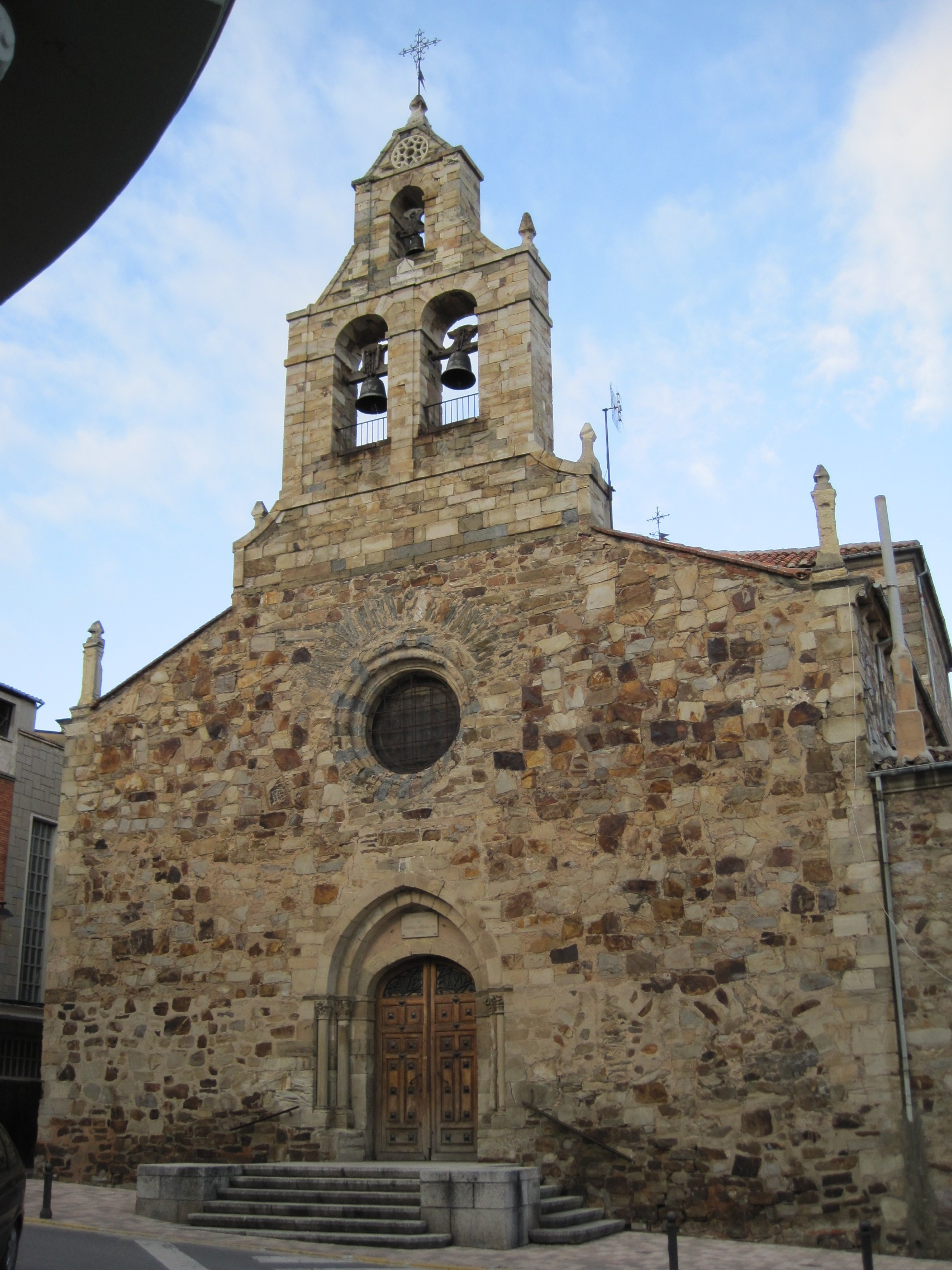
A igreja medieval de São Julião e Santa Basilissa (atualmente o Santuário de Nossa Senhora de Fátima)

No século IX, a política de repovoamento do rei Ordonho I das Astúrias provocou que a população aumentasse durante várias décadas; surgiram novos bairros e os terrenos vizinhos da cidade foram arados. Durantes os séculos XII e XIII, as novas igrejas foram substituindo os mosteiros da Alta Idade Média, que começaram a desaparecer. Dois dos fatores determinantes para a cidade no período medieval foram a contribuição da  população judia e o desenvolvimento do Caminho de Santiago. Os judeus astorganos construíram uma sinagoga, uma cisterna e um cemitério; o Caminho de Santiago favoreceu a construção de vários hospitais. O tecido urbano era constituído por edificações contíguas entre ruelas, becos, terrenos livres, hortas e recintos religiosos. No século XII, as casas tinham geralmente estábulo, lagar, adega, panera (espigueiro ou pequeno celeiro), pombal e horta.
A construção de edifícios religiosos continuou durante os séculos seguintes; no século XV contavam-se oito igrejas, algumas delas desaparecidas depois, como a de São Dictínio e a de São Feliz. Com os mosteiros aconteceu o mesmo e, além dos mais antigos, também desapareceram o de São Martinho e o de São Francisco. Por outro lado, foram construídas várias capelas a expensas de grémios, como a de Santo Estêvão, Santo Adriano, São Filipe Néri ou São Pedro, e numerosos hospitais devido ao Caminho de Santiago. Em 1471 começou a ser construída a nova catedral.[carece de fontes?]
A cidade moderna
Em finais do século XVII, Manuel de la Lastra projetou a Plaza Mayor e o edifício do ayuntamiento, onde passaram a realizar-se a sessões do concejo, que até então decorriam no átrio da igreja de São Bartolomeu, como era usual nos concelhos leoneses. No século XVIII a cidade tinha quatro paróquias: São Bartolomeu, São Miguel, São Julião e Santa Marta. Fora das muralhas havia os arrabaldes de San Andrés, Puerta de Rey y Rectivía. As comunicações com outros pontos da Península Ibérica limitavam-se a caminhos de carroças, com vários estados de conservação, e vários autores, como Antonio Ponz e Alexandre de Laborde, referiram, entre 1787 e 1807, o estado lamentável das ruas da cidade, a sua irregularidade e a sua pouca limpeza.
A cidade contemporânea

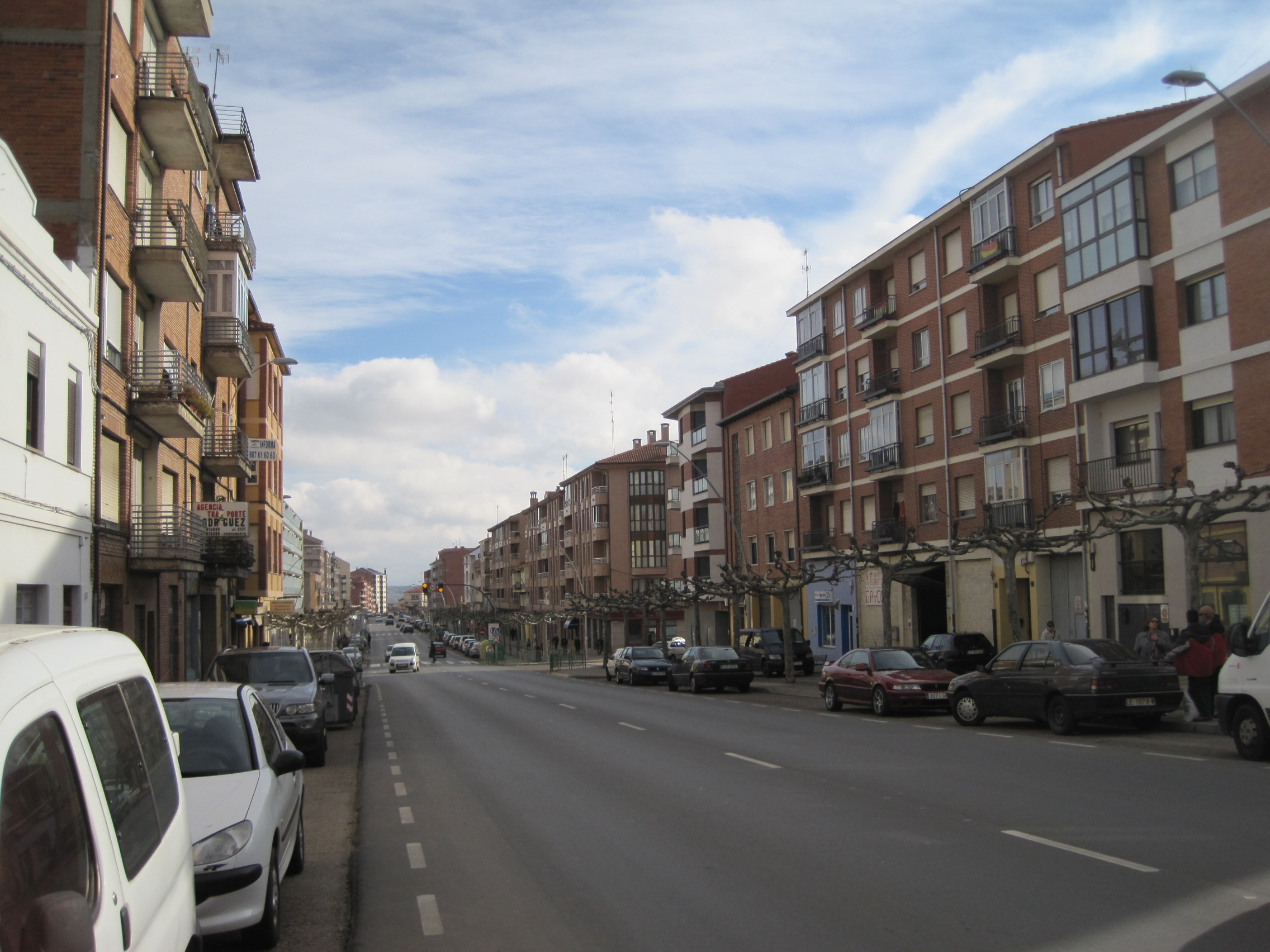
Avenida de Ponferrada, um dos principais eixos da cidade contemporânea

Após o fim da Guerra da Independência, da qual Astorga foi um dos teatros de operações, a cidade começou a recuperar graças às atividades comercial e industrial, especialmente com o desenvolvimento da indústria chocolateira. No últimos anos do século XIX, a cidade começou a expandir-se para fora da muralha. Em fevereiro de 1866 o caminho de ferro chegou à cidade, com a inauguração do trecho entre Leão e Astorga da Linha Leão-Corunha; em julho de 1898 foi aberta a Linha Plasencia-Astorga. Esta ligação ferroviária dupla provocou o crescimento dos bairros de San Andrés e Puerta de Rey, enquanto que a união entre as estradas Madrid-Corunha e Logroño-Leão-Vigo favoreceu o resto da cidade. Este desenvolvimento foi acompanhado com a inauguração da rede de abastecimento de água em 1889, que acabou com a necessidade de recorrer à nascente de Fuente Encalada, e a instalação em 1897 da iluminação pública elétrica.
Em 1924 foi inaugurado o quartel de de Santocildes. No segundo quartel do século XX o perímetro urbano expandiu-se para norte e oeste, mas a guerra civil fez abrandar essa expansão. Exemplos do crescimento nas décadas seguintes são as zonas de Santa Clara, Manjarín, Candelas, Cuatro Caminos ou a estrada de Pandorado. Em 1996 foram inaugurados duas áreas verdes, até então escassos no perímetro urbano, com a transformação de La Eragudina em jardim e a conversão de El Melgar em área de recreio. Desde 1985 que existe um plano integral de proteção de edifícios classificados bens de interesse cultural, outro de proteção de fachadas e um terceiro de recuperação de elementos singgulares. Graças as esses planos, foram reabilitados espaços como o o Aljibe, a praça da Culebra ou a praça Romana e foi vedado o trânsito de automóveis no chamado Eixo Monumental, entre a Puerta Sol e praça Eduardo de Castro.

## Geografia e ambiente

### Geografia
O município de Astorga tem 46,78 km² de área e situa-se na zona de transição entre a planície do Páramo Leonês e os montes de Leão, uma localização que torna a cidade um núcleo estratégico de comunicações, atestado desde há muitos séculos, ao ser a encruzilhada entre o Caminho de Santiago francês e a Via da Prata e a porta natural de entrada na Galiza.
| Municípios limítrofes de Astorga |                                      |                      |
| Brazuelo                         | Brazuelo • Villaobispo de Otero      | San Justo de la Vega |
| Brazuelo                         |                                      | San Justo de la Vega |
| Santa Colomba de Somoza          | Val de San Lorenzo • Santiago Millas | San Justo de la Vega |

#### Orografia
A cidade situa-se na zona noroeste da bacia do Douro e a sua orografia é suave em geral, com duas zonas diferenciadas: a oeste há uma série de serras orientadas a ESE-NNO, com materiais geológicos do Paleozoico Inferior; a leste estende-se a planície do rio Tuerto, com materiais do Terciário cobertos posteriormente durante o Quaternário. A zona ocidental tem uma morfologia de vales, com a mesma orientação das estruturas de orogenia hercínica (ESE-NNO), caraterizados por fundos planos com sedimentos do Mioceno, ao passo que a zona oriental é constituída por planícies aluviais com vários níveis de terraços.
A altitude média do município varia entre os 830 m das várzeas que circundam a cidade e mais de mil metros no extremo ocidental, culmina em cumes como o de El Sierro (969 m de altitude), La Cuesta (996 m) e o Cuerno (1 114 m). Apesar desta diferença de altitude, as encostas são suaves. A cidade propriamente dita situa-se num alto com 870 m de altitude, cujo perfil faz lembrar um esporão, com as encostas mais suaves no lado ocidental.

#### Hidrografia

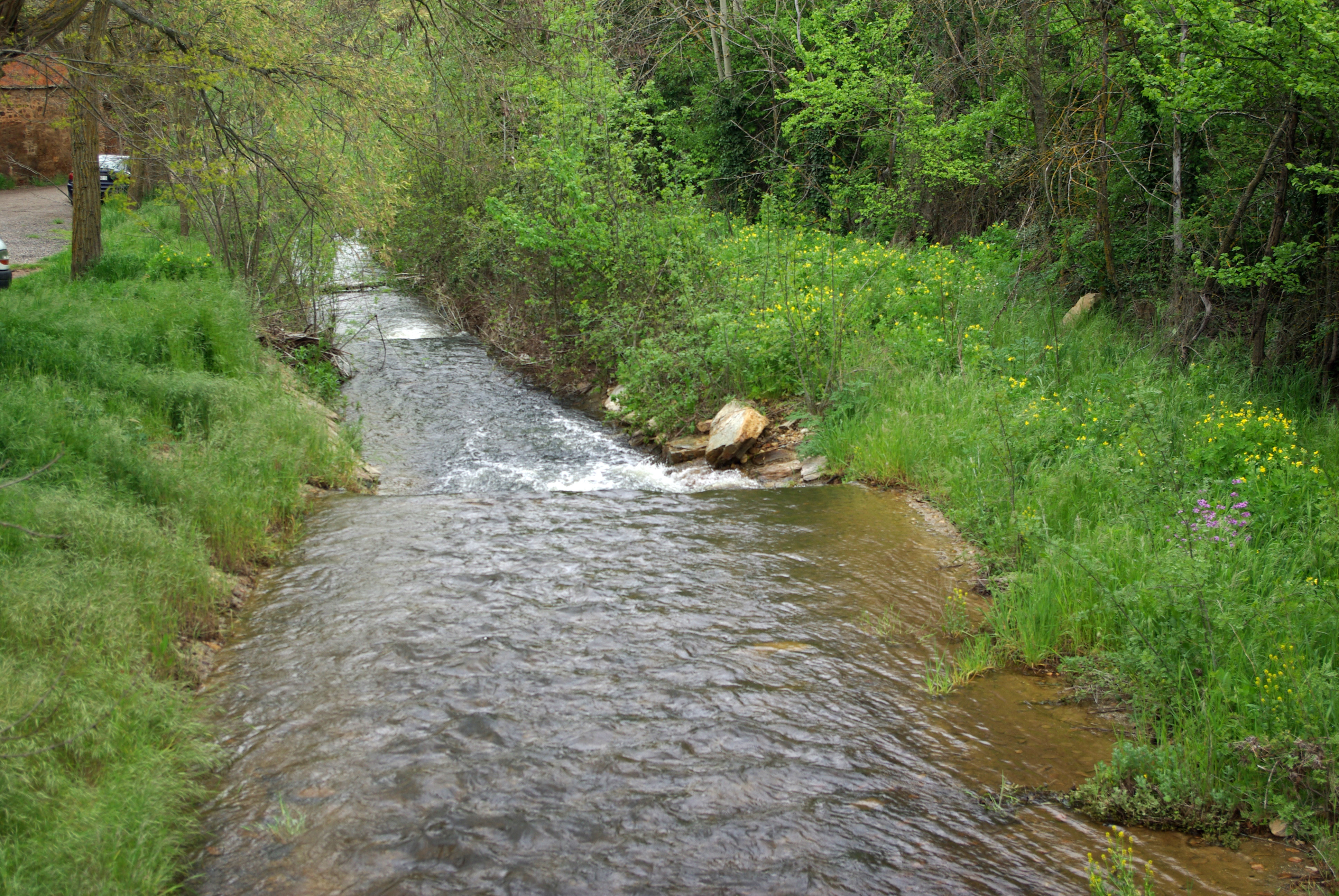
O rio Jerga em Astorga

Todo o município se encontra na bacia hidrográfica do Douro. Como em grande parte da província, os cursos de água têm caudais bastante irregulares, muito baixos no verão e grandes crescimentos no outono e inverno devido à chuva e à fusão das neves.
A várzea do rio Tuerto, afluente do Órbigo, é a maior do município, estendo-se pela sua parte oriental. Porém, o curso de água com o leito mais comprido no município é o rio Jerga, que nasce na Peña del Gato, perto do  porto de Foncebadón, nos montes de Leão e, depois de passar por Castrillo de los Polvazares, Murias de Rechivaldo, Astorga e Celada de la Vega, desagua no rio Tuerto a poucos quilómetros de Astorga. Outros cursos menores são as ribeiras que desaguam nesses dois rios, como o da Moldera, o de Val Seco ou o do Fontanal.

#### Clima

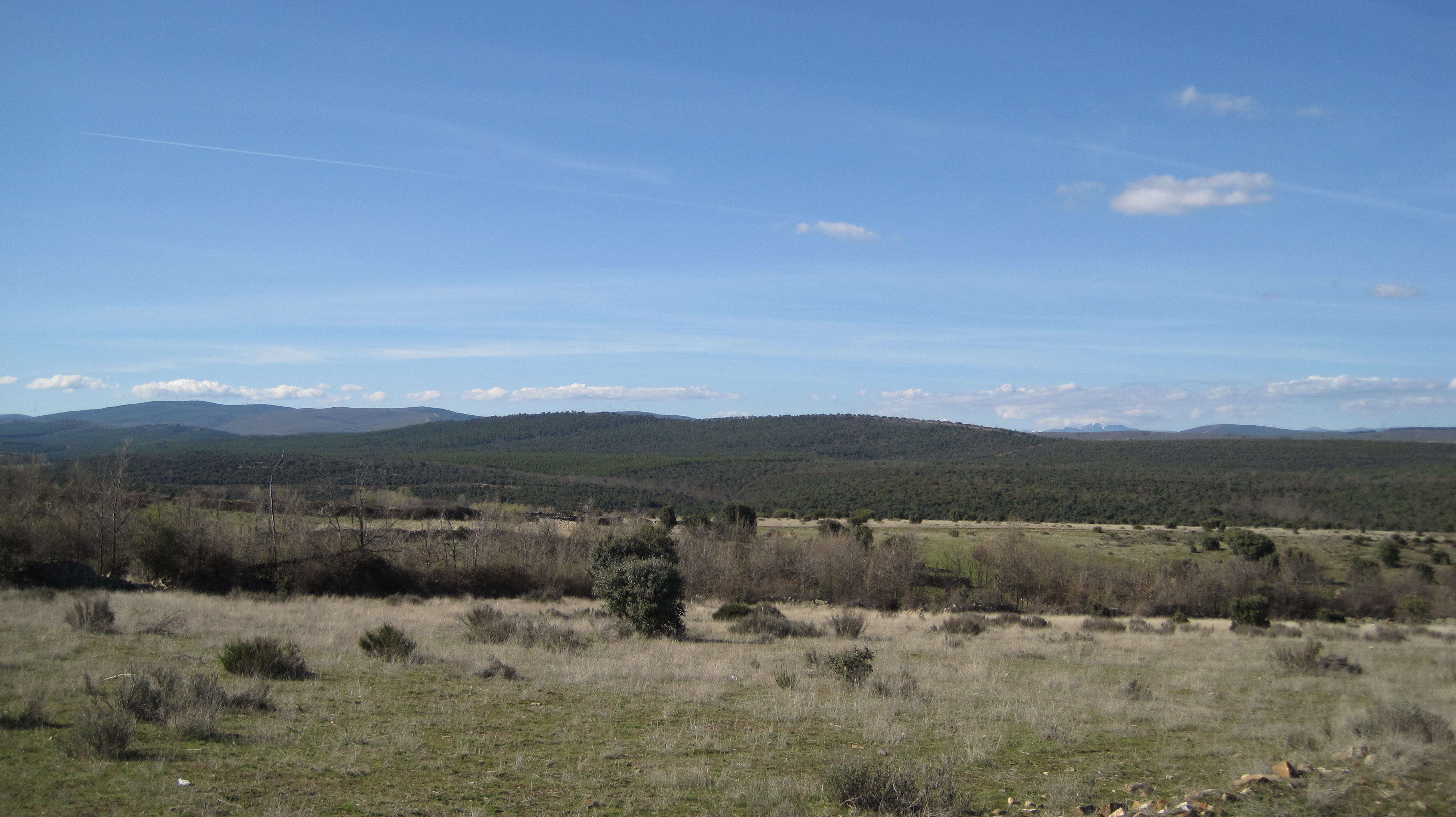
Vista desde o Alto del Cuerno, que com de altitude é o ponto mais alto do município

O clima é do tipo  mediterrânico continental (Csb na classificação de Köppen), de transição entre o mediterrânico (Csa) e o oceânico (Cfb). Os invernos são frios, com geadas frequentes, e verões são quentes e secos. A média do mês mais quente não é superior a 22 °C, mas baixa para 10 °C durante cinco ou mais meses. A variação térmica anual ronda os 15 °C e a diário por vezes ultrapassa os 20 °C. As chuvas distribuem-se de forma irregular ao longo do ano, sendo escassas no verão e concentrando-se no final do outono, nos meses de inverno e no princípio da primavera. A altitude acima do nível do mar e das áreas em volta, bem como a exposição aos ventos, favorecem uma temperatura geralmente fresca grande parte do ano, sendo especialmente instável e pouco agradável especialmente no inverno e na primavera.
A cidade tem uma estação meteorológica situada em El Sierro, que depende da Agência Estatal de Meteorologia.
| Dados climatológicos para Astorga | Dados climatológicos para Astorga | Dados climatológicos para Astorga | Dados climatológicos para Astorga | Dados climatológicos para Astorga | Dados climatológicos para Astorga | Dados climatológicos para Astorga | Dados climatológicos para Astorga | Dados climatológicos para Astorga | Dados climatológicos para Astorga | Dados climatológicos para Astorga | Dados climatológicos para Astorga | Dados climatológicos para Astorga | Dados climatológicos para Astorga |
| Mês                               | Jan                               | Fev                               | Mar                               | Abr                               | Mai                               | Jun                               | Jul                               | Ago                               | Set                               | Out                               | Nov                               | Dez                               | Ano                               |
| --------------------------------- | --------------------------------- | --------------------------------- | --------------------------------- | --------------------------------- | --------------------------------- | --------------------------------- | --------------------------------- | --------------------------------- | --------------------------------- | --------------------------------- | --------------------------------- | --------------------------------- | --------------------------------- |
| Temperatura máxima média (°C)     | 6,9                               | 9,3                               | 12,3                              | 15,2                              | 18,5                              | 23,7                              | 27,3                              | 26,8                              | 23,0                              | 17,1                              | 11,3                              | 7,4                               | 27,3                              |
| Temperatura média (°C)            | 3,0                               | 4,6                               | 7,4                               | 9,4                               | 12,6                              | 16,8                              | 19,6                              | 19,3                              | 16,4                              | 11,6                              | 6,7                               | 3,7                               | 10,8                              |
| Temperatura mínima média (°C)     | −0,9                              | 0                                 | 2,6                               | 3,7                               | 6,7                               | 10                                | 11,9                              | 11,9                              | 9,8                               | 6,1                               | 2,1                               | 0                                 | 0                                 |
| Precipitação (mm)                 | 54                                | 55                                | 33                                | 51                                | 55                                | 40                                | 23                                | 28                                | 47                                | 66                                | 79                                | 76                                | 607                               |
| Fonte:                            |                                   |                                   |                                   |                                   |                                   |                                   |                                   |                                   |                                   |                                   |                                   |                                   |                                   |

#### Geologia
Em termos geológicos, Astorga situa-se na Zona Asturocidental-Leonesa, a sudoeste do Domínio do Navia-Alto Sil. Os materiais litológicos mais importantes que se encontram no município são, por um lado, áridos naturais do Quaternário e argilas do Mioceno, as quais são tradicionalmente usadas para o fabrico de cerâmica, tanto de forma industrial como artesanalmente, e por outro quartzitos, arenitos e ardósias do Paleozoico. Sobre os depósitos do Mioceno dão-se concentrações de ouro de cráter secundário e baixo rendimento, tanto em terraços aluviais antigas como modernas. Na estratigrafia da parte ocidental do município encontram-se níveis das formações geológicas da Série de Los Cabos, do Câmbrico Superior e do Ordovícico Inferior, e das Ardósias de Luarca, do Ordovícico Médio. Os afloramentos do Paleozoico são flanqueados por níveis do Mioceno sobre os quais de dispoem em áreas extensas os sedimentos do Quaternário e cobrem totalmente as bacias fluviais dos rios Jerga y Tuerto.

#### Flora

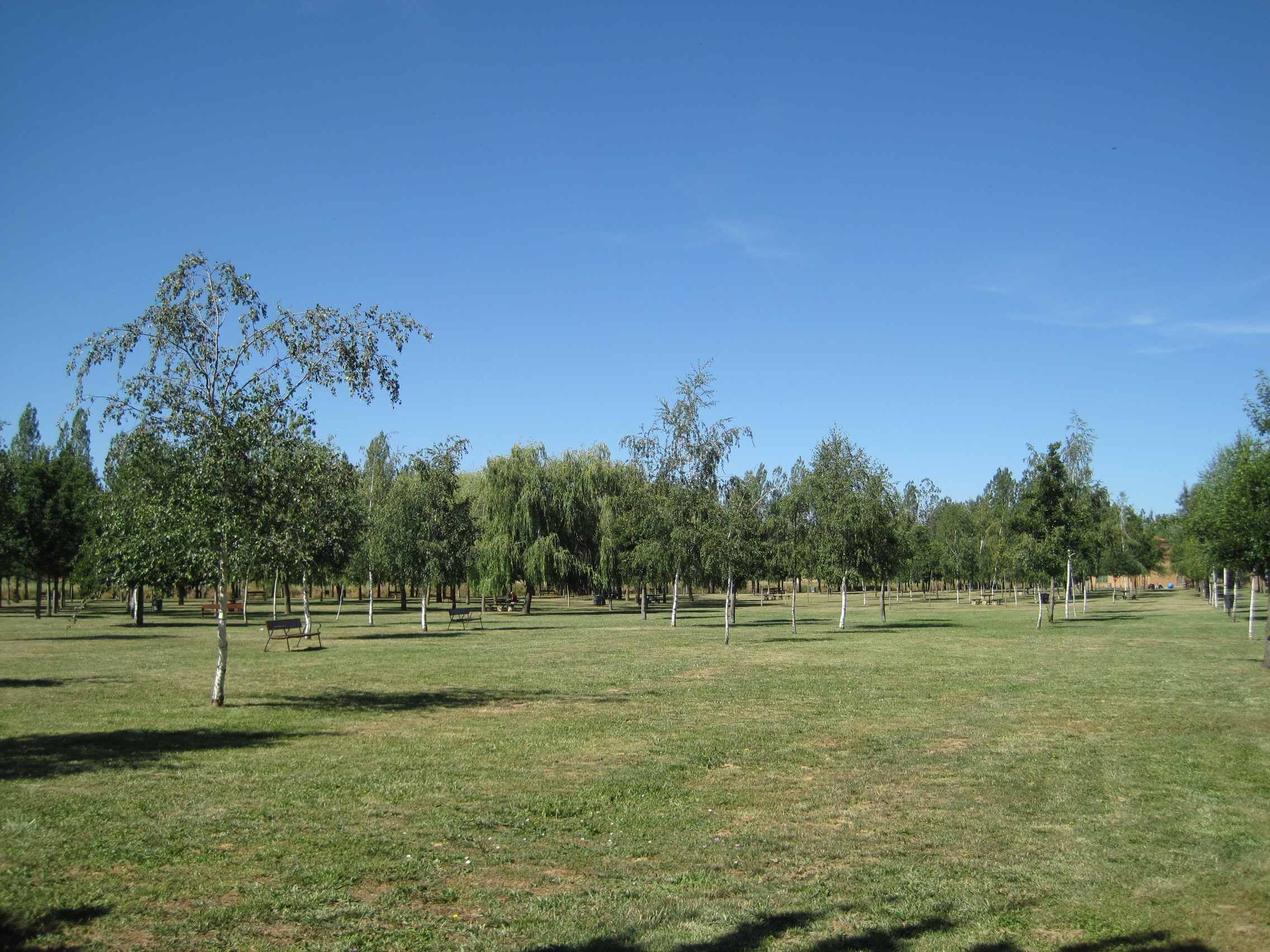
Parque urbano da Eragudina

A área do município encontra-se na zona climática por altitude supramediterrânica, pelo que a sua vegetação clímax é composta por espécies marcescentes e coníferas. Entre elas encontram-se o carvalho-negral, que cresce nas zonas mais frescas e húmidas do oeste do município, sobre depósitos do Quaternário e solos predominantemente silícios, assim como os pinhais plantados, que se encontram principalmente na área do Alto del Cuerno, compostos de espécies como o Pinus sylvestris. A azinheira também está presente, geralmente de forma dispersa, exceto no monte entre Castrillo de los Polvazares e Murias de Rechivaldo, onde forma uma unidade homogénea, que se encontra muito degradada devido ao uso tradicional da azinheira para lenha e carvão, o que também sucede no resto da província.
No estrato inferior encontram-se, por exemplo, o Trifolium arvense e espécies dos géneros Genista e Lavandula. Nas zonas onde não está presente o estrato arbóreo, principalmente nas encostas mais expostas ao sol, devido à fraca qualidade dos solos e à escassez de água, aparecem matagais de alecrim, esteva e Adenocarpus hispanicus. Na várzea do rio Tuerto, há plantações de choupos-negros e também se encontram choupos-brancos, salgueiros e Alnus.[carece de fontes?]

#### Fauna

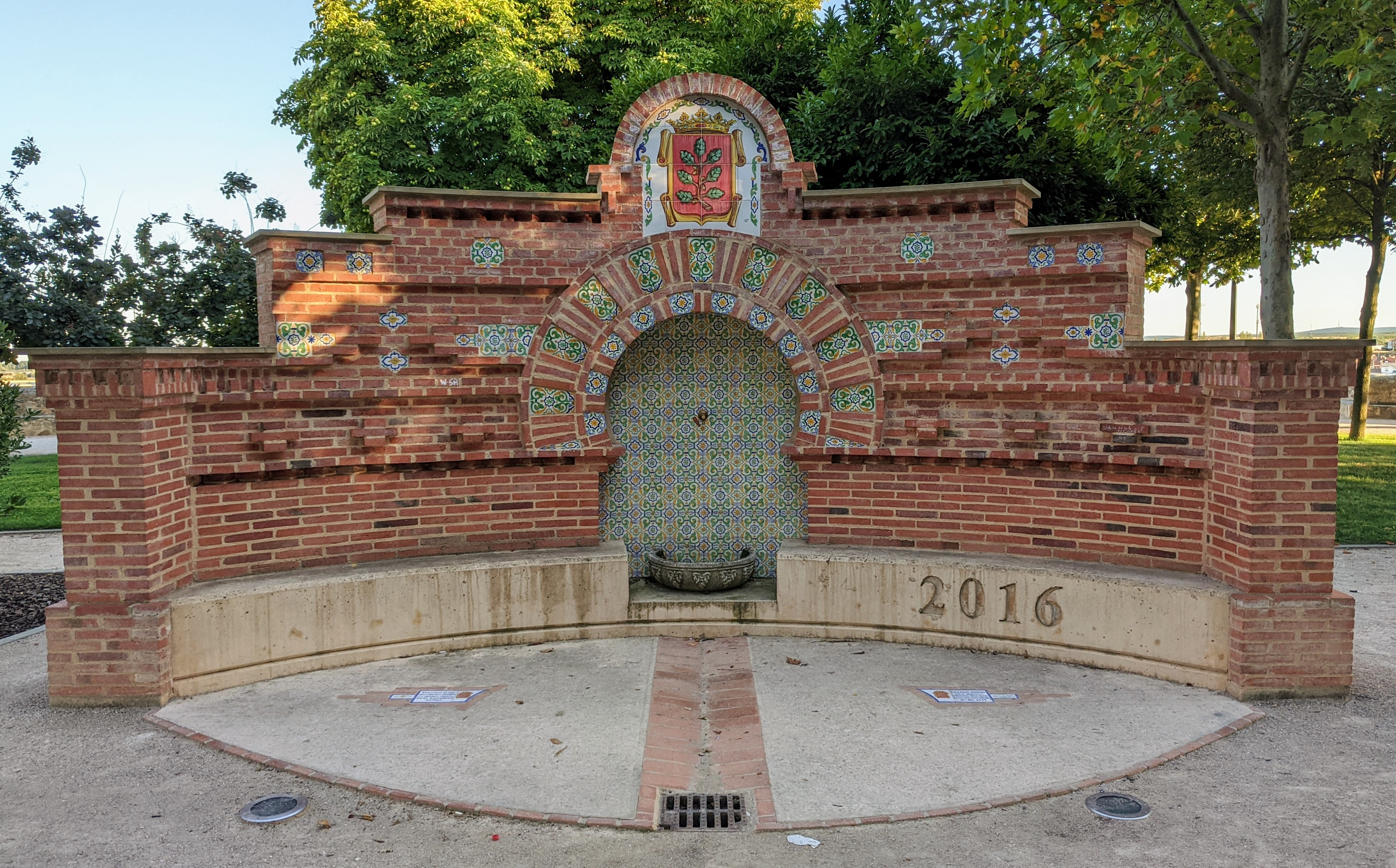
Fuente Moruna (fonte moura) no Jardim da Sinagoga

Devido à sua localização numa zona transição entre o mundo mediterrânico e o euro-siberiano, a fauna da região é rica e variada. Em relação a peixes, estão presentes, por exemplo, o Luciobarbus bocagei (barbo) e a boga-do-douro (Pseudochondrostoma duriense). Em relação a mamíferos, cabe mencionar a lontra-europeia (Lutra lutra); anfíbios e répteis estão presentes o sapo-comum (Bufo bufo), o tritão-marmoreado (Triturus marmoratus), o sardão (Lacerta lepida), a víbora-de-seoane (Vipera seoanei e a cobra-rateira (Malpolon monspessulanus).
Nas áreas planas do município encontram-se aves, como o peneireiro-vulgar (Falco tinnunculus) ou o gavião-da-europa (Accipiter nisus), e pequenos mamíferos como o coelho-europeu (Oryctolagus cuniculus) ou a lebre-ibérica (Lepus granatensis). Nas proximidades das localidades são comuns a cegonha-branca (Ciconia ciconia), a andorinha-das-chaminés (Hirundo rustica), o andorinhão-preto (Apus apus), o pombo-torcaz (Columba palumbus), várias espécies de  Paridae, a gralha-calva (Corvus frugilegus) e várias aves de rapina, como o milhafre-real (Milvus milvus). Nas zonas de pastagem há aves como a perdiz-vermelha (Alectoris rufa) e mamíferos como a corça (Capreolus capreolus), a doninha-anã (Mustela nivalis), a raposa-vermelha (Vulpes vulpes), o javali (Sus scrofa) e, ocasionalmente, o lobo-ibérico (Canis lupus signatus).

#### Parques e jardins

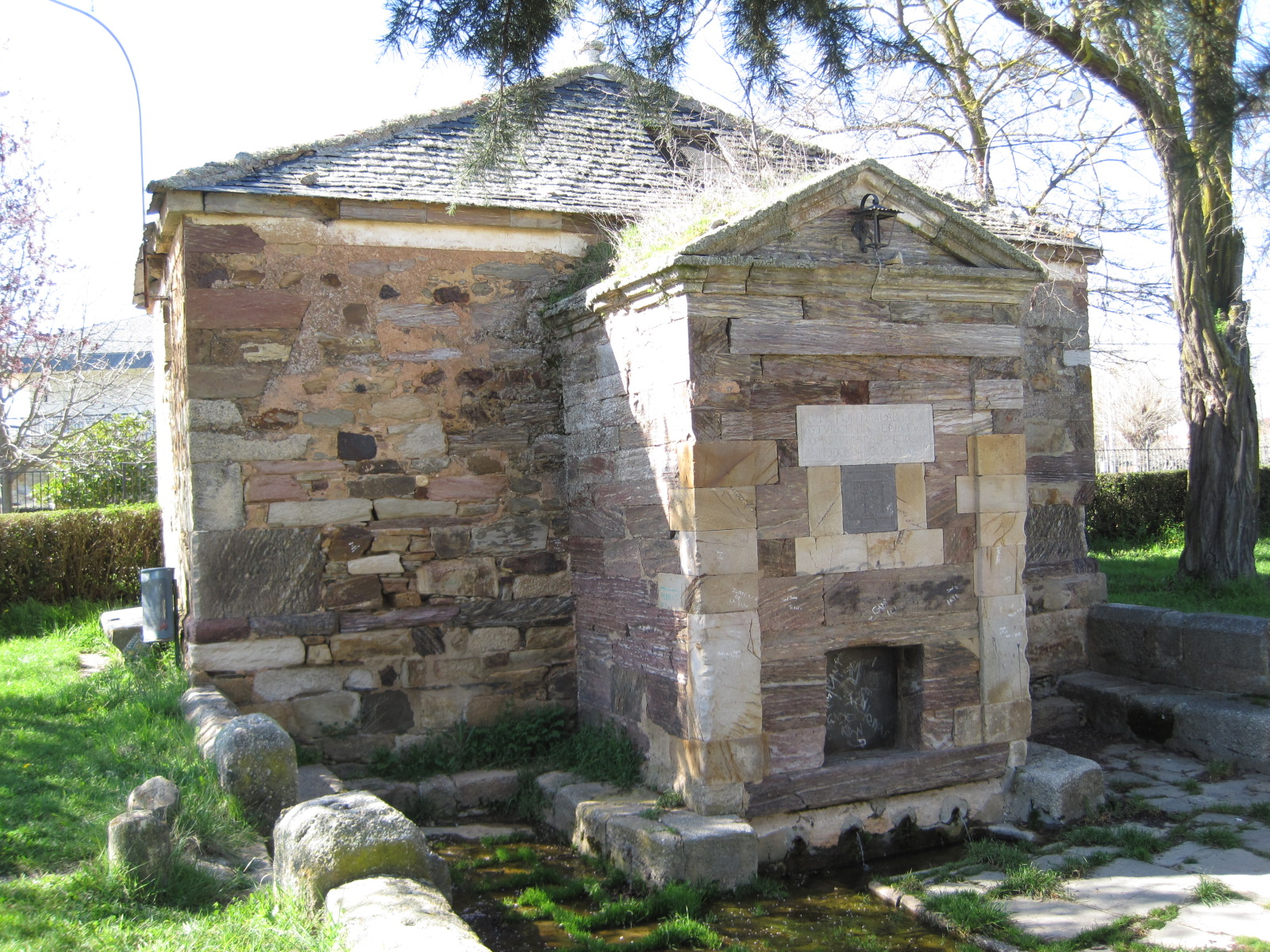
Fuente Encalada (fonte caiada), construída em 1674

A cidade tem várias áreas verdes, entre as quais se destaca, pela sua antiguidade, o jardim da Sinagoga, ao se juntaram nas últimas décadas do século XX os parques da Eragudina, do Melgar e do Mayuelo. O jardim da Sinagoga, que antes se chamou de São Francisco, de Afonso XIII e do Generalíssimo, foi criado em 1835 e é o parque mais antigo da cidade. Situa-se no local onde se erguia outrora a sinagoga da judiaria da cidade. Três anos depois do seu projeto ter sido iniciado, foram completadas os trabalhos de terraplenagem da zona, que apresentava um grande desnível. As obras terminaram em 1840 e o jardim, segundo Roberto Alonso, um dos primeiros de tipo romântico, tinha uma fonte rochosa, sebes e passeios, aos quais mais tarde foi adicionado um roseiral. Aquilo que foi outrora o caminho de ronda da muralha e que com o tempo se tornou o principal passeio da cidade, começa no jardim da Sinagoga.
O parque do Mayuelo, situado a meio caminho entre o núcleo urbano e o monte do Sierro, fica numa área de prados, onde havia várias nascentes, alguns deles usados para consumo ou para lavar roupa. E meados dos anos 1970, foi construída uma fontes sobre uma das nascentes, foi instalado um parque infantil e foram plantadas algumas árvores. Finalmente, em 1993, o ayuntamiento construiu o parque, que tem mais de 7 000 m² e tem um passeio central com árvores, zonas de jogos infantis e de recreio. A fonte foi também remodelada pela escuela taller ("escola-oficina"; centro de formação profissional municipal).
O campo da Eragudina, antigo espaço de recreio dos marqueses de Astorga situado junto ao leito do rio Jerga, foi transformado em jardim público em 1996, e tem diversas espécies de árvores de plantação recente, como salgueiros, freixos, bordos e choupos, uma fonte e zonas de recreio. No mesmo ano, o espaço situado no sopé da muralha, conhecido como o Melgar, também foi transformado em parque, ao mesmo tempo que se requalificou as vizinhanças da Porta Romana, atrás da abside da catedral. Outras zonas de recreio da cidade são o são o parque do Aljibe, perto da catedral e assim chamado devido a um aljibe (depósito de água) usado na Idade Média, e a área da Fuente Encalada (fonte caiada). Esta foi construída em 1674 e reformada em 1788 em estilo neoclássico; atualmente fica numa área ajardinada.

### Demografia
Segundo os dados do Instituto Nacional de Estatística espanhol, em 2021 o município de Astorga tinha 10 553 habitantes, 47,2% do sexo masculino e 52,8% do sexo feminino. A cidade propriamente dita tinha 10 475 habitantes, Valdeviejas 130, Murias de Rechivaldo 111, Castrillo de los Polvazares 101 e Santa Catalina de Somoza 50. A densidade populacional era 225,6 hab./km². Ao contrário do que aconteceu com outras cidades da província, como Leão ou Ponferrada, Astorga não atraiu a si população das comarcas vizinhas e cresceu lentamente durante o século XX, alcançando o número máximo de habitantes em 1981, tendo em conta que os números de 1940 só são superiores devido à presença na cidade de muitos soldados e reclusos da Guerra Civil Espanhola.
Desde a década de 1980 que se assiste a uma ligeira mas contínua descida da população, em consequência do envelhecimento demográfico, ao cada vez menor número de nascimentos e à emigração para núcleos urbanos mais dinâmicos. Devido a isso, em 2011 Astorga estava na 25.ª posição entre os municípios espanhóis com a idade média mais alta (46,63 anos, contra 17,34 anos da média nacional).
População estrangeira
Em 2019 havia 411 habitantes estrangeiros em Astorga. As nacionalidades mais numerosas eram a marroquina (178 habitantes), búlgara (47), portuguesa (36), romena (28), chinesa (19), paraguaia (11) e boliviana (11).
| Gráfico da evolução da população de Astorga entre 1842 e 2019 |
| ------------------------------------------------------------- |
|                                                               |

| Distribuição da população do município por localidades em 2019 | Distribuição da população do município por localidades em 2019 | Distribuição da população do município por localidades em 2019 | Distribuição da população do município por localidades em 2019 | Distribuição da população do município por localidades em 2019                                                                    |
| Localidade                                                     | N.º de habitantes                                              | km da capital                                                  | Coorde- nadas                                                  | Mapa |
| -------------------------------------------------------------- | -------------------------------------------------------------- | -------------------------------------------------------------- | -------------------------------------------------------------- | --- |
| Astorga                                                        | 10 475                                                         | 0                                                              | 42° 27' 16" N 6° 3' 11" O                                      | Astorga Castrillo de los Polvazares Murias de Rechivaldo Santa Catalina de Somoza Valdeviejas Alto del Cuerno Polígono industrial |
| Castrillo de los Polvazares                                    | 101                                                            | 5,5                                                            | 42° 27' 54" N 6° 07' 43" O                                     | Astorga Castrillo de los Polvazares Murias de Rechivaldo Santa Catalina de Somoza Valdeviejas Alto del Cuerno Polígono industrial |
| Murias de Rechivaldo                                           | 111                                                            | 3,5                                                            | 42° 27' 37" N 6° 06' 15" O                                     | Astorga Castrillo de los Polvazares Murias de Rechivaldo Santa Catalina de Somoza Valdeviejas Alto del Cuerno Polígono industrial |
| Santa Catalina de Somoza                                       | 50                                                             | 8,5                                                            | 42° 27' 16" N 6° 09' 31" O                                     | Astorga Castrillo de los Polvazares Murias de Rechivaldo Santa Catalina de Somoza Valdeviejas Alto del Cuerno Polígono industrial |
| Valdeviejas                                                    | 130                                                            | 1,7                                                            | 42° 27' 41" N 6° 04' 44" O                                     | Astorga Castrillo de los Polvazares Murias de Rechivaldo Santa Catalina de Somoza Valdeviejas Alto del Cuerno Polígono industrial |
| Total                                                          | 10 867                                                         |                                                                |                                                                | Astorga Castrillo de los Polvazares Murias de Rechivaldo Santa Catalina de Somoza Valdeviejas Alto del Cuerno Polígono industrial |

## Política e administração

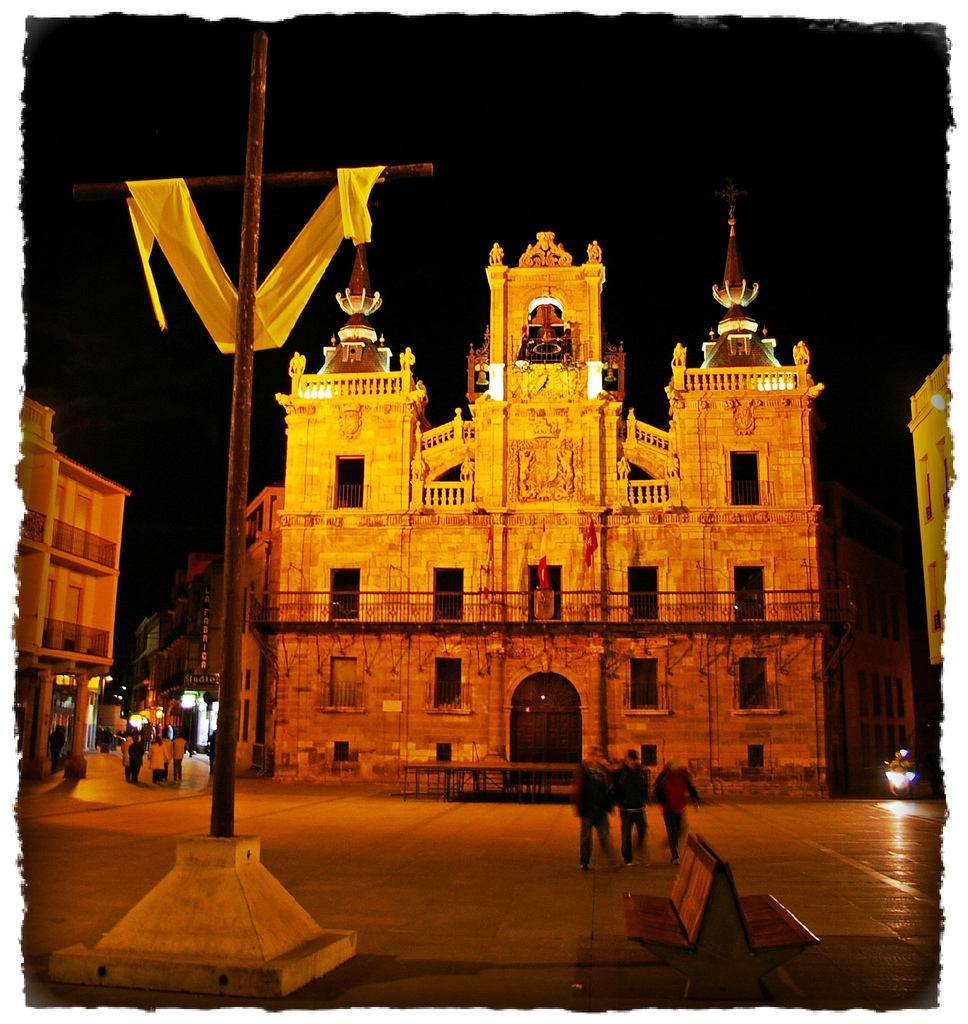
casa consistorial, sede da administração municipal

### Administração pública
Administração autonómica
A Junta de Castela e Leão (o governo regional) tem as competências relacionados com a educação, exercidas pelo Gabinete de Educação, que está encarregado da gestão dos docentes e dos centros educativos, e de saúde, através do Sacyl (Sanidad de Castilla y León), que gere os serviços sanitários do município.
Administração municipal
A administração local do município está a cargo dum ayuntamiento de gestão democrática, cujos membros são eleitos a cada quatro anos por sufrágio universal. O eleitorado é composto por todos os residentes registados em Astorga maiores de 18 anos, com nacionalidade espanhola ou que qualquer estado membro da União Europeia. Segundo o disposto na Lei do Regime Eleitoral Geral, que estabelece o número de vereadores elegíveis em função da população do município, a Corporação Municipal é formada por 17 vereadores (concejales).
Administração judicial
Astorga é a sede do partido judicial homónimo, o número cinco da província de Leão, e tem dois julgados de primeira instância e de instrução. A cidade também tem um notariado.

### Governo municipal
As primeiras eleições democráticas de 1979 foram ganhas pela União de Centro Democrático (UCD), com Luis González Pérez à cabeça. Nas eleições seguintes, em 1983, foi eleito alcaide Recaredo Bautista,  cabeça de da lista da Agrupación Electoral Popular Independiente (AEPI). Nas eleições de 1987, Juan José Alonso Perandones, do Partido Socialista Operário Espanhol (PSOE) ficou à beira de obter a maioria absoluta, mas os quatro grupos da oposição uniram-se para dar o cargo de alcaide a Adolfo Alonso Ares, do Partido Democrata Popular (PDP). No entanto, dois anos depois, graças ao apoio da veredora Rosa Fernández González Centro Democrático e Social (CDS), Adolfo Alonso Ares foi derrubado por uma moção de censura e Perandones tomou o seu lugar à frente do ayuntamiento, que ocupou até 2011, quando anunciou que ia retirar-se da política.
Nas eleições de 2011 o cargo de alcaide foi para a cabeça da lista mais votada, Victorina Alonso Fernández, do PSOE. Em 2015 foi eleito Arsenio García, do Partido Popular (PP), apesar de não ter maioria.
Em julho de 2019, na sequência da eleições realizadas em maio, o PP reclamou judicialmente a validade dum voto inicialmente considerado nulo, cuja nulidade acabou por ser confirmada pelo Tribunal Superior de Justiça de Castela e Leão, e que tinha dado um vereador ao PP em detrimento do PSOE. O PSOE e a Esquerda Unida (IU) acordaram então um governo municipal de coligação, que devolveu o cargo de alcaide novamente a Perandones, que tinha estado 8 anos afastado da política.
| Partido político | 1979    | 1979         | 1983  | 1983 | 1987  | 1987 | 1991  | 1991 | 1995  | 1995 | 1999  | 1999 |
| Partido político | % votos | verea- dores | %     | ver. | %     | ver. | %     | ver. | %     | ver. | %     | ver. |
| --- | ------- | ------------ | ----- | ---- | ----- | ---- | ----- | ---- | ----- | ---- | ----- | ---- |
| PSOE | 13,8    | 2            | 30,94 | 6    | 40,67 | 8    | 58,65 | 11   | 49,63 | 10   | 48,1  | 9    |
| PP (CD, * [cd] CP [es] [cp] e AP até 1989) | 15,96   | 3            | 35,34 | 6    | 28,64 | 5    | 32,63 | 6    | 38,14 | 7    | 40,22 | 7    |
| UPL * [upl] | -       | -            | -     | -    | -     | -    | -     | -    | 3,6   | 0    | 8,46  | 1    |
| IU | -       | -            | -     | -    | -     | -    | 1,94  | 0    | 2,43  | 0    | 1,3   | 0    |
| UCD | 33,89   | 7            | -     | -    | -     | -    | -     | -    | -     | -    | -     | -    |
| Outros | 36,34   | 5            | 33,72 | 5    | 29,17 | 4    | 6,3   | 0    | 4,58  | 0    | 0,18  | 0    |
| [cd] ^ A CD (Coligação Democrática) foi uma coligação de partidos de centro-direita dissolvida em 1982. [cp] ^ A CP (Coligação Popular) foi uma coligação de partidos regionais e de direita dissolvida em 1987. [upl] ^ A UPL (União do Povo Leonês) é um partido regionalista da região histórica de Leão. |         |              |       |      |       |      |       |      |       |      |       |      |

| Partido político                                                                                        | 2003    | 2003         | 2007  | 2007 | 2011  | 2011 | 2015  | 2015 | 2019  | 2019 |
| Partido político                                                                                        | % votos | verea- dores | %     | ver. | %     | ver. | %     | ver. | %     | ver. |
| --- | ------- | ------------ | ----- | ---- | ----- | ---- | ----- | ---- | ----- | ---- |
| PSOE | 46,79   | 8            | 45,11 | 8    | 35,68 | 7    | 18,45 | 3    | 33,85 | 7    |
| PP | 37,19   | 7            | 31,14 | 6    | 35,59 | 7    | 40,68 | 8    | 38,66 | 7    |
| UPL * [leo]                                                                                             | 13,53   | 2            | 9,61  | 1    | 3,16  | 0    | 1,68  | 0    | 7,11  | 1    |
| PAL-UL * [leo]                                                                                          | -       | -            | 10,43 | 2    | 18,57 | 3    | 17,19 | 3    | -     | -    |
| IU | -       | -            | -     | -    | 3,51  | 0    | 16,1  | 3    | 11,91 | 2    |
| C's | -       | -            | -     | -    | -     | -    | 2,39  | 0    | 4,45  | 0    |
| Outros                                                                                                  | 0,26    | 0            | -     | -    | 0,19  | 0    | 1,72  | 0    | 2,69  | 0    |
| [leo] ^ A UPL (União do Povo Leonês) e o PAL-UL são partidos regionalistas da região histórica de Leão. |         |              |       |      |       |      |       |      |       |      |

| Período | Alcaide                     | Partido político |
| --- | --------------------------- | ---------------- |
| 1979-1983 | Luis González Pérez         | UCD              |
| 1983-1987 | Recaredo Bautista           | AEPI [aepi]      |
| 1987-1989 | Adolfo Alonso Ares          | PDP              |
| 1989-2011 | Juan José Alonso Perandones | PSOE             |
| 2011-2015 | Victorina Alonso Fernández  | PSOE             |
| 2015-2019 | Arsenio García Fuertes      | PP [a]           |
| 2019- | Juan José Alonso Perandones | PSOE             |
| [aepi] ^ AEPI é o acrónimo de Agrupación Electoral Popular Independiente [a] ^ Em setembro de 2018 foi expulso do PP por após aparecer como investigado no sumário da operação policial anticorrupção Enredadera. |                             |                  |

Áreas de governo
A gestão executiva municipal está organizada em várias áreas, à frente das quais há um vereador da equipa do executivo. As áreas de gestão do ayuntamiento durante o mandato 2019-2023 são as seguintes:
- Obras, urbanismo e polícia
- Comércio, mercado e cemitério
- Saúde e desenvolvimento social
- Cultura, música e pessoal
- Turismo e desenvolvimento tecnológico
- Igualdade, comunicação e canil
- Desportos, festas e juventude
- Finanças, desenvolvimento económico e indústria
- Meio ambiente e pedanías

### Cidades gémeas
Astorga está geminada com as seguintes cidades:
 Reus, Espanha (desde 1988)
 El Aargub ,Saara Ocidental (desde 1993)
 Moissac, França (desde 1996)
 Clavijo, Espanha (desde 2007)
 Mérida, Espanha (desde 2012)

## Economia e infraestruturas
A estrutura económica da cidade é fortemente dependente do setor de serviços, da administração públcia e, em menor grau, da construção. A atividade industrial é pouco significativa e a agricultura ainda tem um peso relevante na economia das áreas rurais do município.

### Atividade empresarial e emprego
Em março de 2013 existiam no município 596 empresas, que ocupavam 2 280 trabalhadores. Em 2007, 1,3% dos empregados existentes no município estavam no setor primário, 14,6% na indústria

e 69,5% no setor terciário. O número de desempregados passou de 176 em maio de 2005 para 778 em março de 2020, dos quais 43,8% eram homens e 56,2% eram mulheres.
| Evolução da taxa de desemprego no município de Astorga entre 2006 e 2019 |
|                                                                          |
| Fonte: Instituto Nacional de Estatística                                 |

### Setor primário

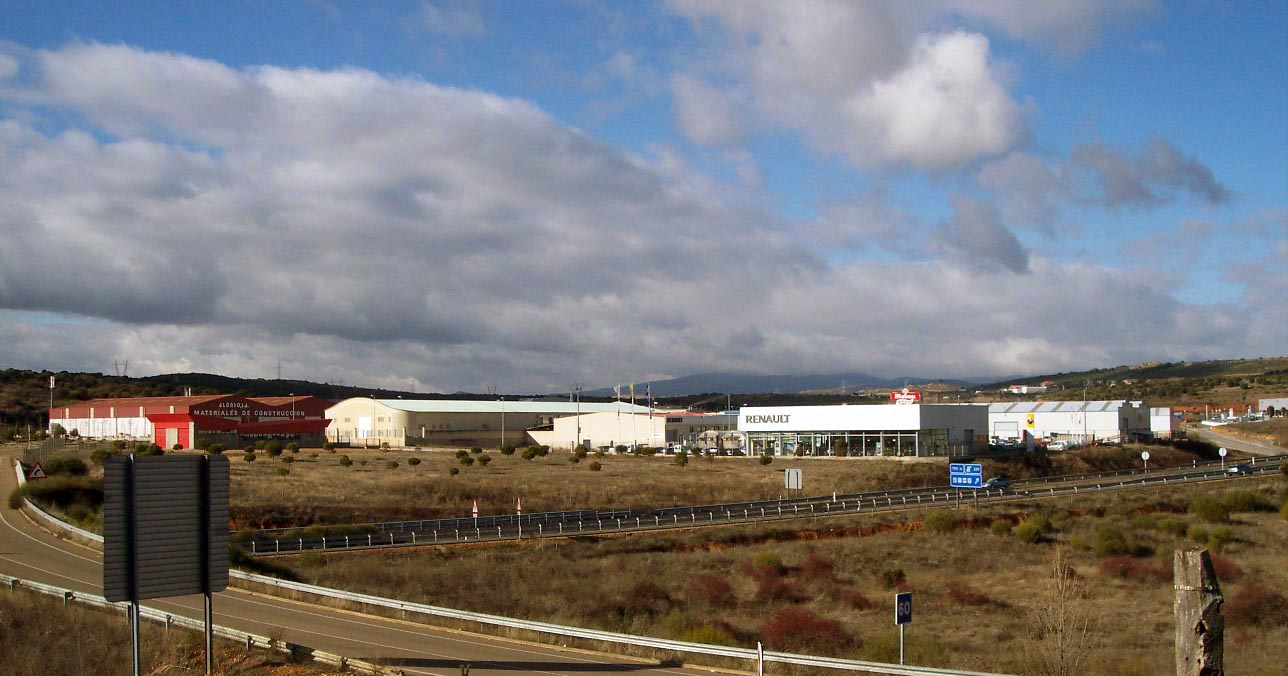
Parque industrial

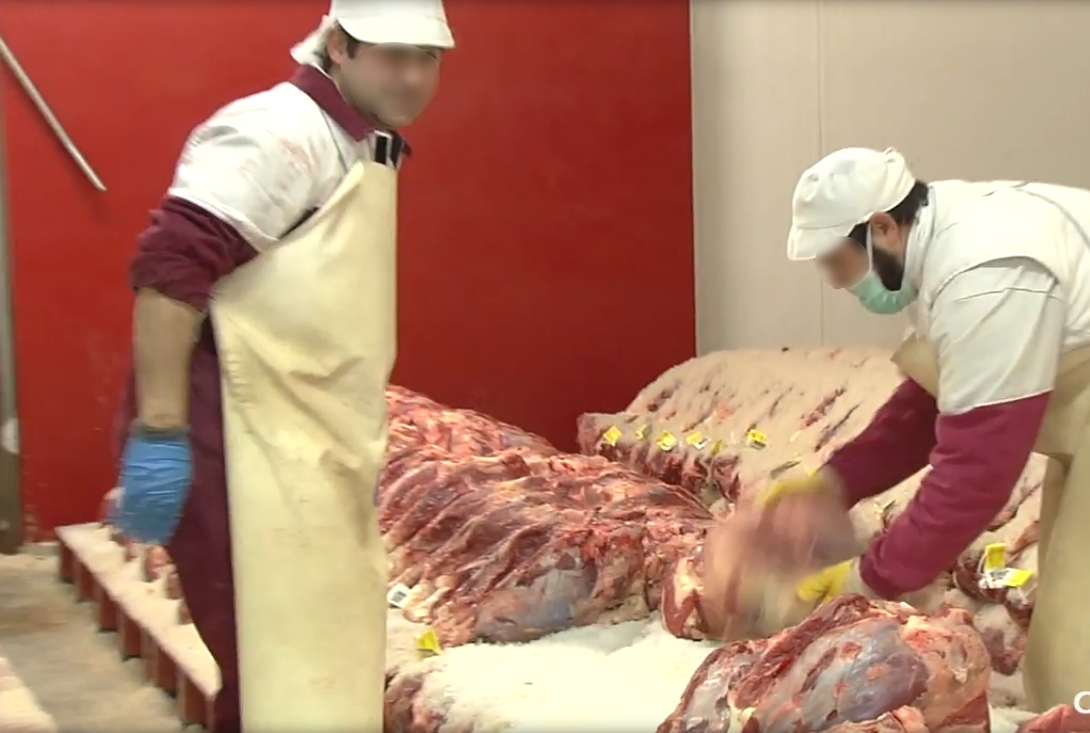
Fábrica de '

Em 2011 o município tinha 1 045,8 Hectares de terrenos agrícolas, dos quais 1 021,5 ha eram terras aráveis, sobretudo de sequeiro exceto na parte ocidental, no vale do rio Tuerto, onde há muitos terrenos de regadio. Na mesma data, havia 15 ha de hortas e 8,3 ha de pomares. O setor vitícola foi um dos pilares da economia da cidade, principalmente entre os séculos XIII e XV, mas já no século XVII se importava vinho de Rueda e de Toro devido ao paulatina desaparecimento dos terrenos de vinha, que atualmente só ocupa um hectare. O resto dos terrenos distribui-se entre pastagens (2 396,6 ha), floresta (557,9 ha) e outros espaços agrícolas (706,2 ha). Em geral, o setor primário era responsável por 1,3% dos empregos e 0,5% das empresas. A atividade agrícola, ainda presente nas aldeias e áreas rurais do município, é praticamente existente na capital.

### Setor secundário
Em 2007, a indústria era a segunda atividade mais importante do município, representando 29,2% dos empregos e 24,5% das empresas. A maior parte das empresas industriais não realizam atividades pesadas nem muito  poluidoras. As mais representativas são da indústria alimentar, com empresas como a Cecinas Pablo, Dulces La Mallorquina ou Alonso, cuja produção se centra especialmente em produtos típicos como os hojaldres, as mantecadas e as cecinas (ver a secção "Gastronomia"). Os dois últimos têm Indicação Geográfica Protegida com sede em Astorga.[carece de fontes?]
Embora atualmente minoritária, a indústria de chocolate foi muito importante entre meados do século XIX e o primeiro terço do século XX. Em 1916 chegou a haver 41 fabricantes de chocolate, dos quais atualmente ainda estão em funcionamento quatro. Todo o legado dessa indústria (emablagens, publicidade, litografias e maquinaria antiga) está no Museu do Chocolate. A indústria têxtil também teve alguma importância no passado, mas 2008 só havia uma fábrica e alguns testemunhos do passado, como um lavadouro.

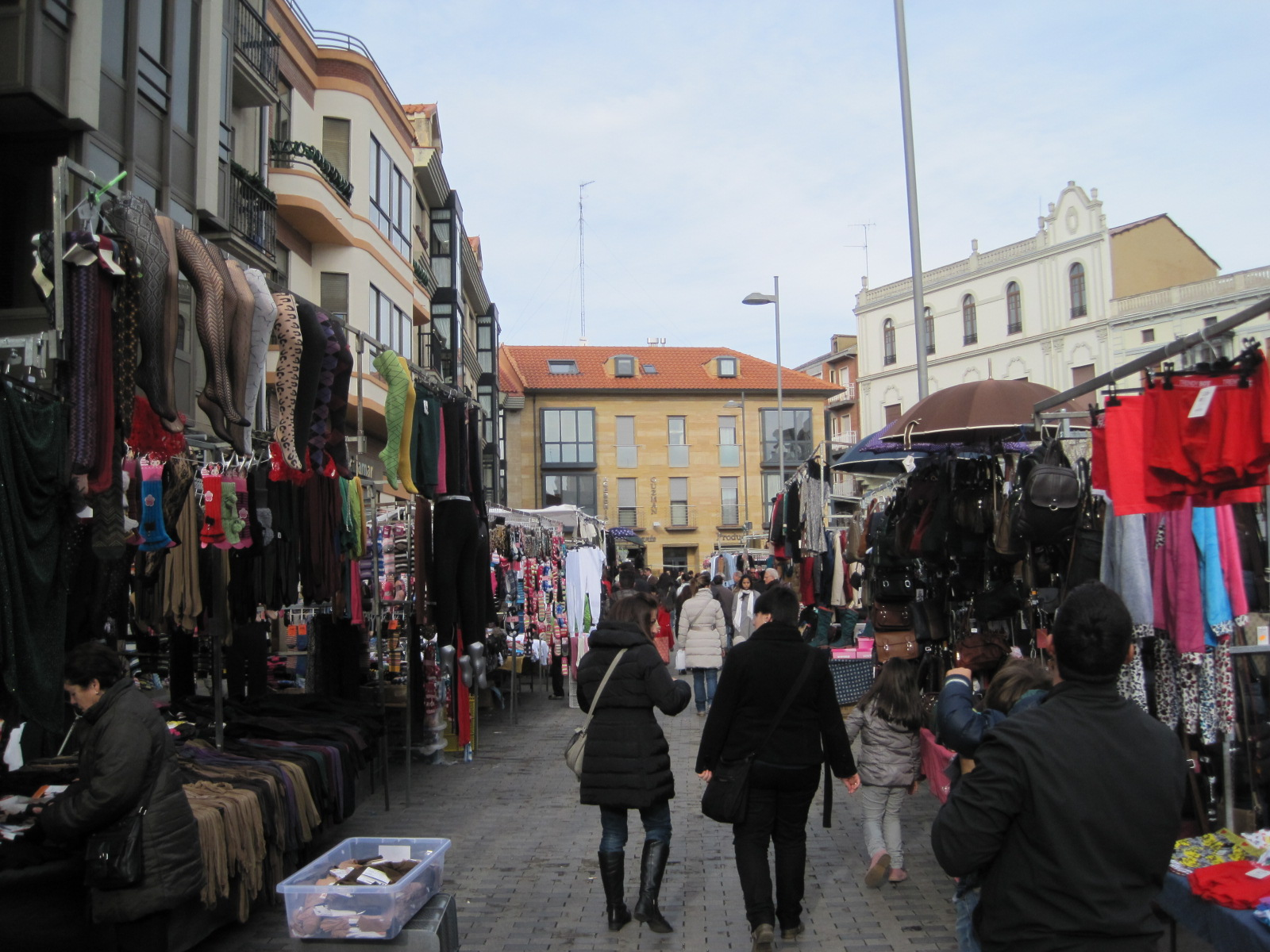
Mercado semanal

A maior parte da atividade industrial concentra-se no parque industrial promovido pelo ayuntamiento e pela câmara de comércio e indústria local. A sua evolução passou por quatro fases: a primeira, em 1991, com 65 000 m², em 2007 foi ampliado para 79 000 m² e em 2011 encontrava-se a decorrer outra ampliação. Em 2011, existiam na cidade 2 empresas de energia e água, 5 químicas, 24 metalúrgicas e 66 de manufatura, totalizando 97 empresas no setor industrial.

### Setor terciário
Em 2007, o setor de serviços era o mais importante para a economia do município, pois era responsável por 69,5% dos empregos e 75% das empresas. A cidade é o polo económico das comarcas em volta, como a Maragateria e La Cepeda, pelo que tem intensa atividade comercial. Em 2012 tinha 60 empresas grossistas e 316 retalhistas, das quais 114 eram de comércio alimentar, que incluíam 16 supermercados, 188 de comércio de produtos não alimentares e 14 de comércio misto. Em 2012 havia 14 entidades financeiras, das quais cinco eram bancos e seis caixas de aforro.[carece de fontes?]
O turismo cultural tem um grande peso no setor de serviços da cidade devido ao património histórico e monumental, às festividades e por ser um lugar de passagem do Caminho de Santiago e da Via da Prata. Além disso nas proximidades há várias localidades maragatas típicas, como Castrillo de los Polvazares ou Santiago Millas e locais emblemáticos do Caminho de Santiago como  Foncebadón. Em 2013 a cidade tinha 47 estabelecimentos turísticos dos quais três eram agências de viagens, nove alojamentos de turismo rural (com capacidade para 115 pessoas), 16 eram estabelecimentos hoteleiros doutros tipos (com capacidade para 549 pessoas) e 47 eram restaurantes. Em 2011 havia na cidade 115 cafés e bares. Desde 2004 que a cidade tem uma área de estacionamiento para autocaravanas.

### Transportes e comunicações
Parque automóvel
Em 2012, Astorga tinha registados 5 491 automóveis, a que se somavam 1 250 eram furgonetas e camiões e 1 150 veículos automóveis de outros tipos, somando um total de 7 926. No ano anterior, havia 465,3 automóveis por cada mil habitantes Na cidade há uma oficina de inspeção de veículos.

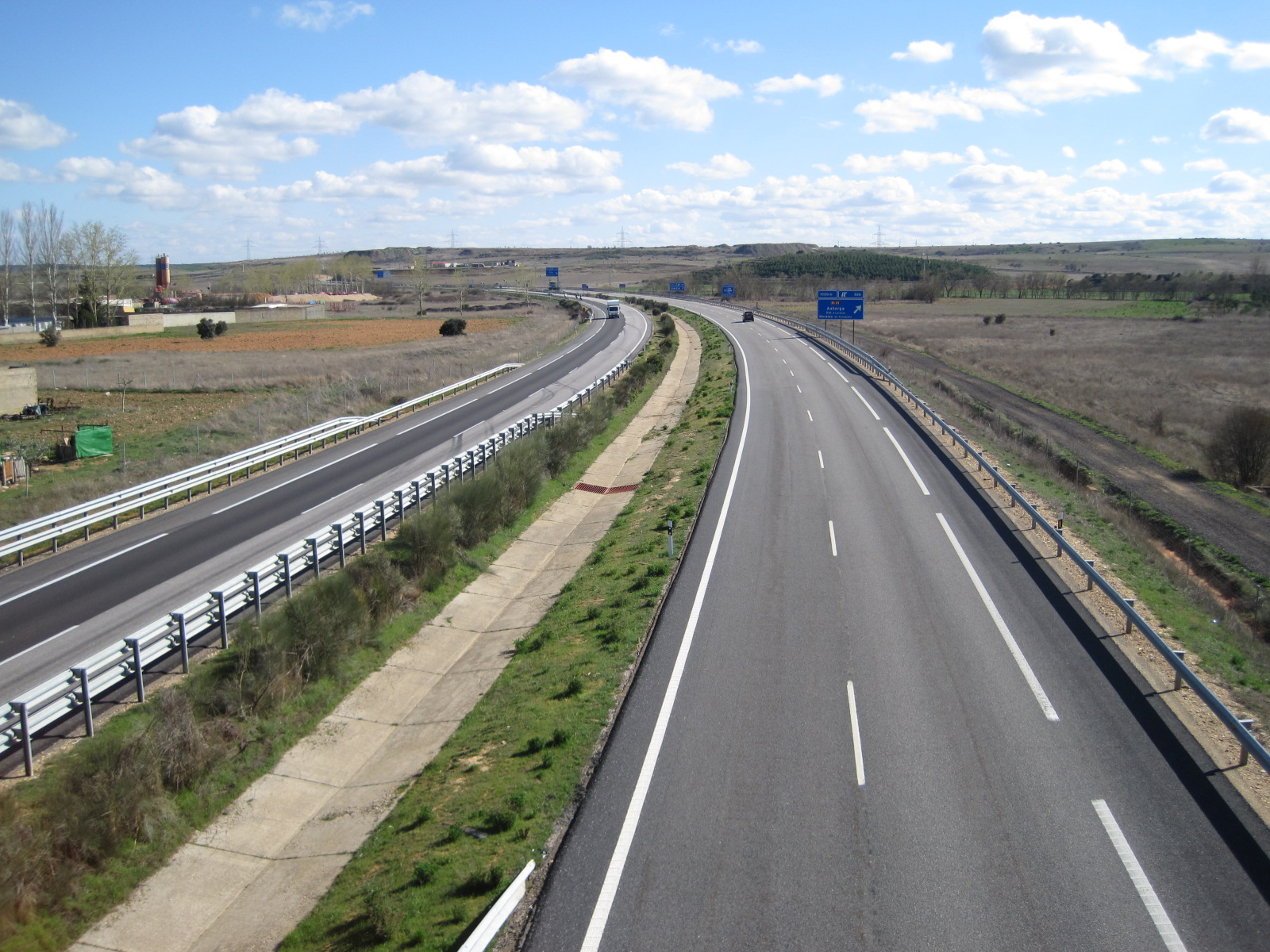
A Autovia A-6 junto a Astorga

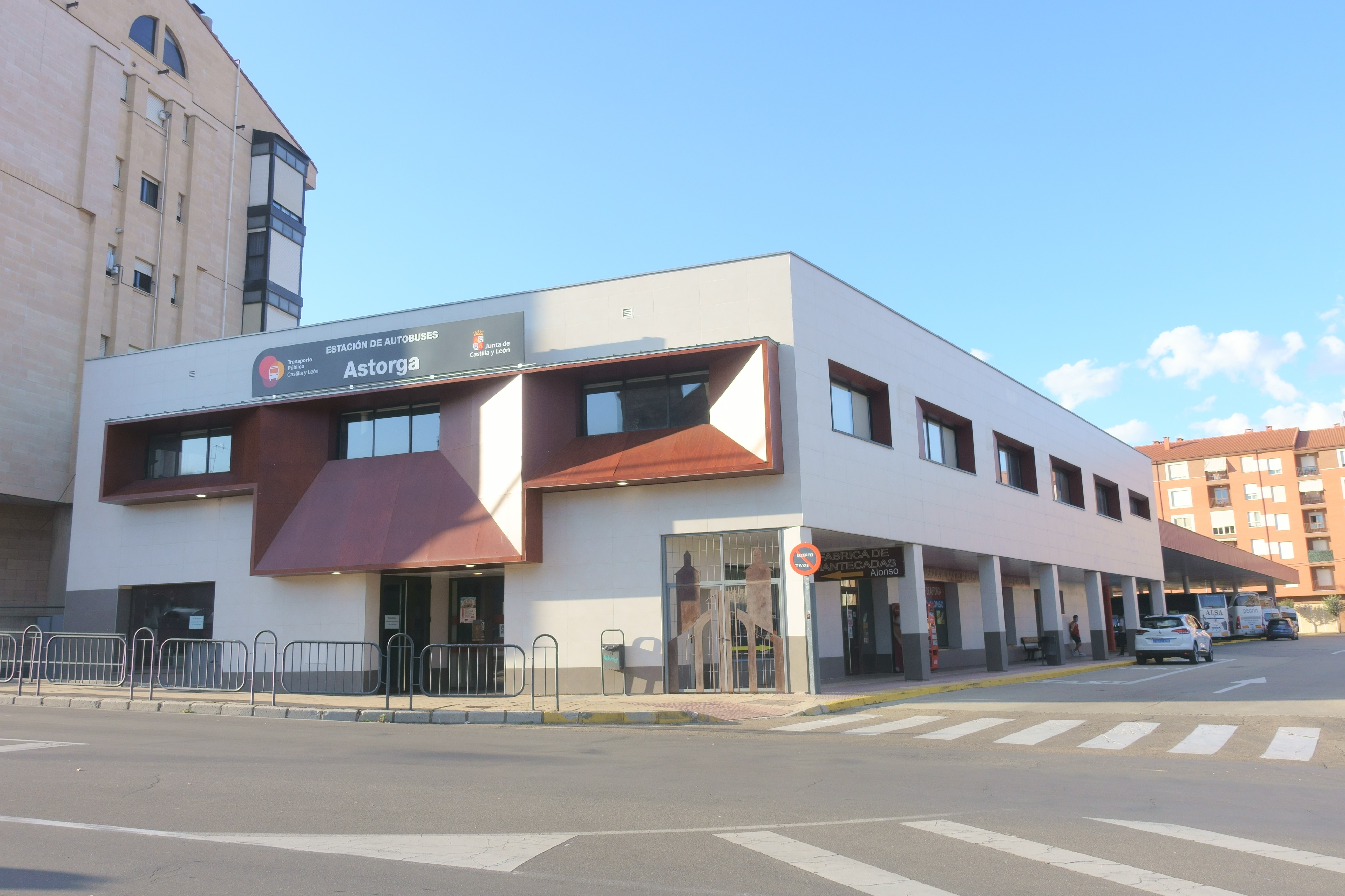
Terminal rodoviário de Astorga

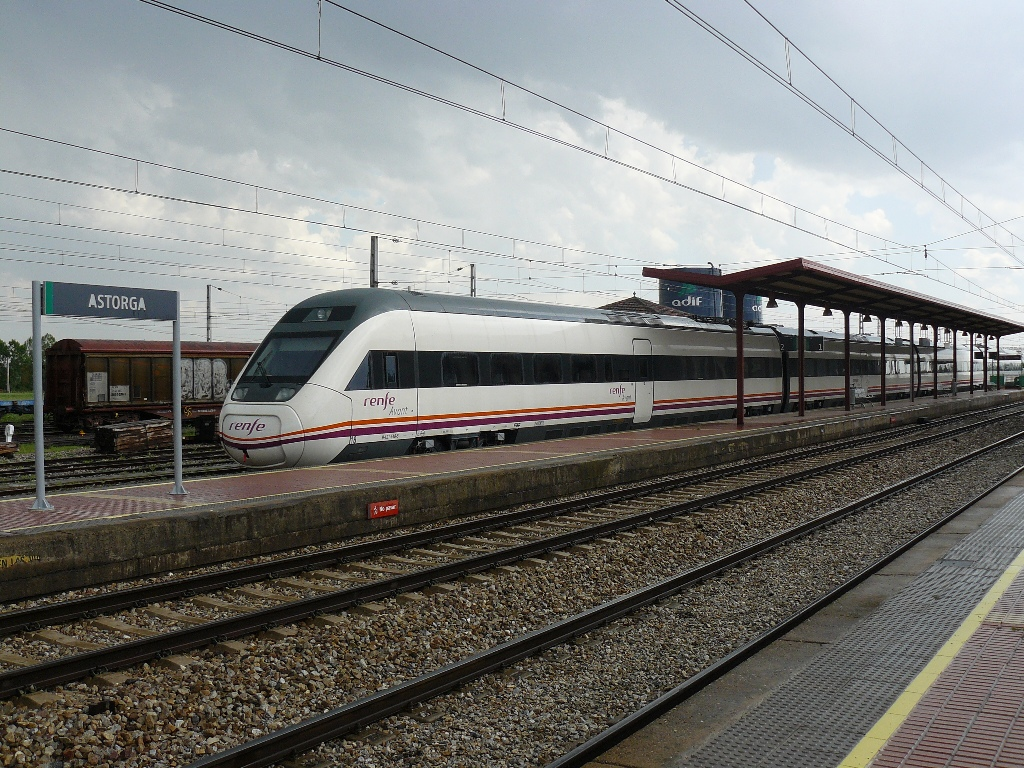
comboio de alta velocidade na estação de Astorga

Rede viária
| Principais estradas que servem Astorga | Principais estradas que servem Astorga | Principais estradas que servem Astorga                                |
| Identificador                          | Nome                                   | Percurso                                                              |
| -------------------------------------- | -------------------------------------- | --------------------------------------------------------------------- |
| A-6                                    | Autovia do Noroeste                    | Entre Madrid e Arteixo / Corunha                                      |
| AP-71                                  | Autopista Leão-Astorga                 | Entre Leão e Astorga; na maior parte da sua extensão tem portagem     |
| N-6                                    | Estrada da Corunha                     | Entre Madrid e Corunha                                                |
| N-120                                  | Estrada nacional                       | Um dos principais eixos do norte da Espanha, que liga Logronho a Vigo |
| LE-451                                 | Estrada provincial                     | Liga La Cepeda a Astorga                                              |
| LE-141                                 | Estrada provincial                     | Liga Astorga ao interior da Maragateria                               |
| LE-133                                 | Estrada provincial                     | Liga Astorga ao município de Castrocontrigo e a Zamora                |
| LE-142                                 | Estrada provincial                     | Liga a Ponferrada através do porto de Foncebadón                      |

### Transportes públicos
Autocarro
A empresa rodoviária ALSA oferece serviços de autocarro entre a cidade e múltiplos destinos na Espanha, como sejam Leão, Ponferrada, Corunha, Valladolid, Madrid, Gijón e Barcelona. Há várias outras empresas que têm serviços entre Astorga e as localidades vizinhas.
Caminho de ferro
Desde a chegada do caminho de ferro à cidade em 1866 que existe uma  estação, situada na parte noroeste da cidade, que é gerida pela Adif e pertence à Linha Leão-Corunha (conhecida historicamente como Linha Palência-Corunha). Em 2013, Astorga tinha as seguintes ligações ferroviárias, asseguradas pela Renfe:
- Ponferrada (por comboios de alta velocidade Alvia)
- Corunha (Alvia, Arco e Trenhotel)
- Vigo (Alvia, Arco e Trenhotel)
- Ferrol (Trenhotel)
- Madrid (Alvia e Trenhotel)
- Barcelona (Alvia e Trenhotel)
- Bilbau (Arco)
- Irun (Arco)
- Leão (Intercity e Regional Exprés)

Até 1983, a cidade era também o ponto de partida da Linha Plasencia-Astorga, parte da Linha da Rota da Prata, inaugurada a 21 de julho de 1896, que ligava Astorga e Plasencia. Há vários anos que numerosas organizações e empresas reclamam a sua reabertura para servir eficazmente o oeste espanhol e recuperar a alternativa de transporte de mercadorias por via férrea.
Transporte aéreo
O aeroporto mais próximo, situado a 44 km da cidade, é o de Leão (IATA: LEN, ICAO: LELN), que foi inuagurado em 1999 e é o único da província de Leão. As outras opções de transporte aéreo são os aeroportos de Valladolid (IATA: VLL, ICAO: LEVD) e o das Astúrias (IATA: OVD, ICAO: LEAS), situados a 157 e 193 km de Astorga, respetivamente.

### Meios de comunicação social
Publicações em papel

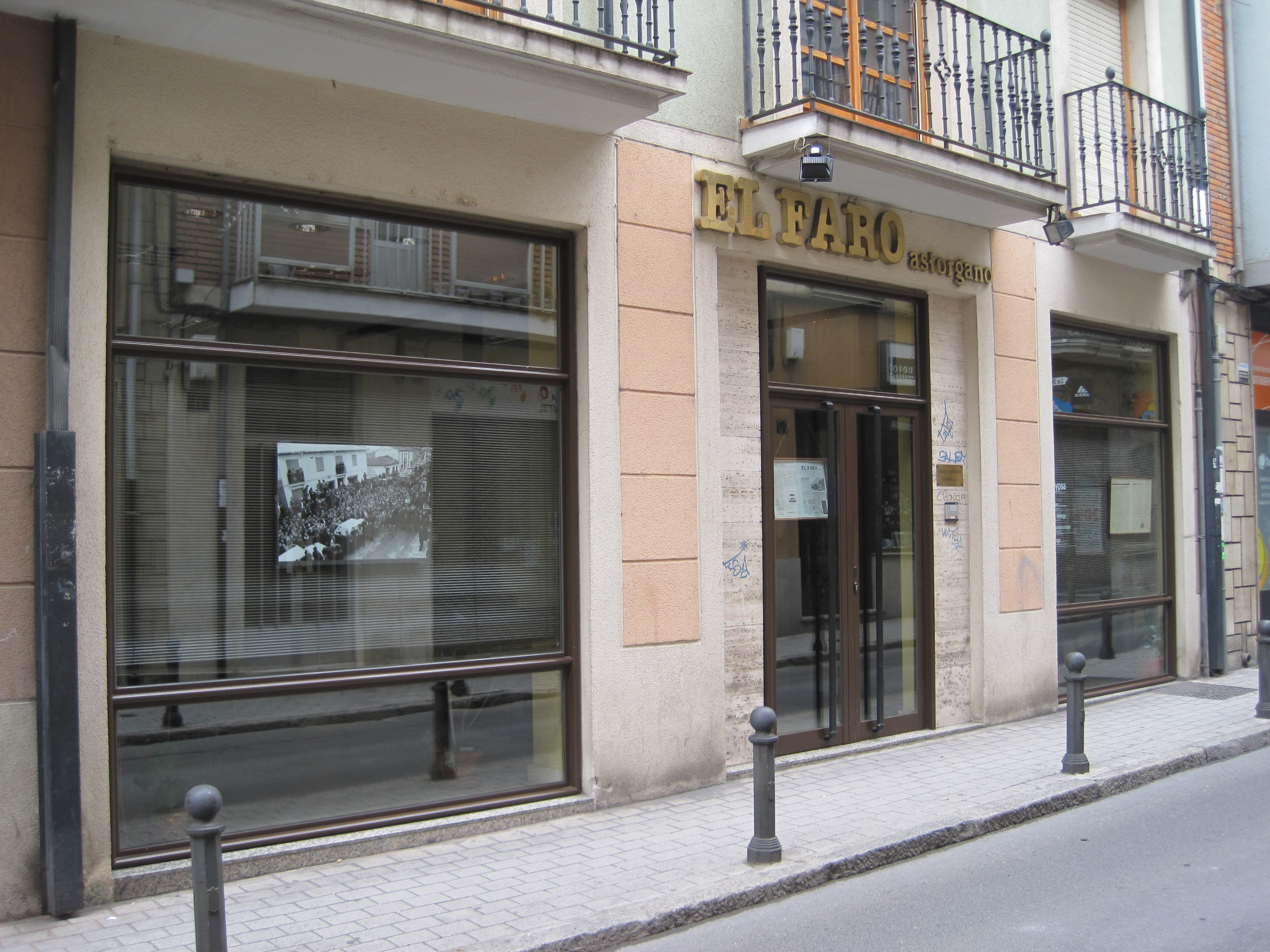
Sede do jornal El Faro Astorgano

A presença jornalística em Astorga remonta a 1852, quando começou a ser publicada a primeira publicação periódica, o Boletim Eclesiástico do Bispado. Em 1885 surgiu o semanário Pedro Mato, em 1892 o semanário católico La Luz de Astorga e em 1899 o El Heraldo Astorgano. Em 1903 saía três vezes por semana o La Lid, sob o lema «liberdade, progresso, moralidade e trabalho" e foi fundado o El Faro Astorgano, de caráter católico. No ano seguinte começou a publicar-se o El Pensamiento Astorgano, em 1906 o El Evangelio en Astorga e em 1907 o El Adalid. Em 1917 surgiu o semanário El Fresco e em 1928 o semanário Humo, sob a tutela de Ricardo Gullón, Leopoldo Panero e Luis Alonso Luengo.
No início da década de 2010 continuavam a existir o El Pensamiento e o El Faro Astorgano, este último com maior tiragem e que é distribuído por toda a Castela e Leão, com edições impressas e digitais. Além disso, existem as publicações Cuadernos Municipales, dedicada ao patrimonio histórico, a revista Catedral, da Associação de Amigos da Catedral, a revista Argutorio, da Associação Cultural Monte Irago, bem como as publicações de várias confrarias da Semana Santa. A generalidade das publicações nacionais espanholas chega à cidade, assim como os jornais da província leonesa Diario de León e La Nueva Crónica.[carece de fontes?]
Meios eletrónicos
Em Astorga podem ser sintonizadas algumas das principais cadeias de rádio que operam a nível nacional e regional, como a Rádio Nacional de Espanha e Cadena SER, além das que dispõem de emissoras locais na cidade que emitem espaços dedicado à atualidade local em alguns horários, como a COPE Astorga, Onda Cero La Bañeza-Astorga, bem como emissoras de caráter específico como a Cadena 100, 40 Principales León ou Cadena Dial.
Com a entrada em funcionamento da televisão digital terrestre (TDT), multiplicaram-se os canais de televisão, tanto generalistas como temáticos, grátis e pagos, que estão disponíveis no município.
Em relação à internet a nível local e regional, cabe assinalar os dois sítios web do ayuntamiento, que oferecem informação institucional e turística, a versão digital do El Faro Astorgano, os jornais digitais Astorga RedAcción, fundado en 2013, e Diario de Astorga, fundado en 2014, e o portal Astorga.com.

### Infraestruturas e serviços sociais
Educação
A oferta educativa pública na cidade é composta por três centros de educação infantil e primária, um instituto de ensino secundário e um centro de educação especial. Em termos de ensino privado, há três centros que oferecem desde o ensino infantil até ao secundário.
No instituto é lecionada a educação secundário obrigatória, bachillerato e alguns ciclos de formação profissional — em grau básico: eletricidade e eletrónica ou cozinha e restauração; em grau médio: padaria, pastelaria, gestão administrativa, instalação de telecomunicações, instalações elétricas e automáticas; em grau superior: administração e finanças, automação e robótica industrial.
No que toca a ensino de regimes especiais, Astorga conta com uma escola oficial de idiomas, na qual se ensina francês, inglês e alemão, um conservatório profissional de música e um centro de educação de pessoas adultas.

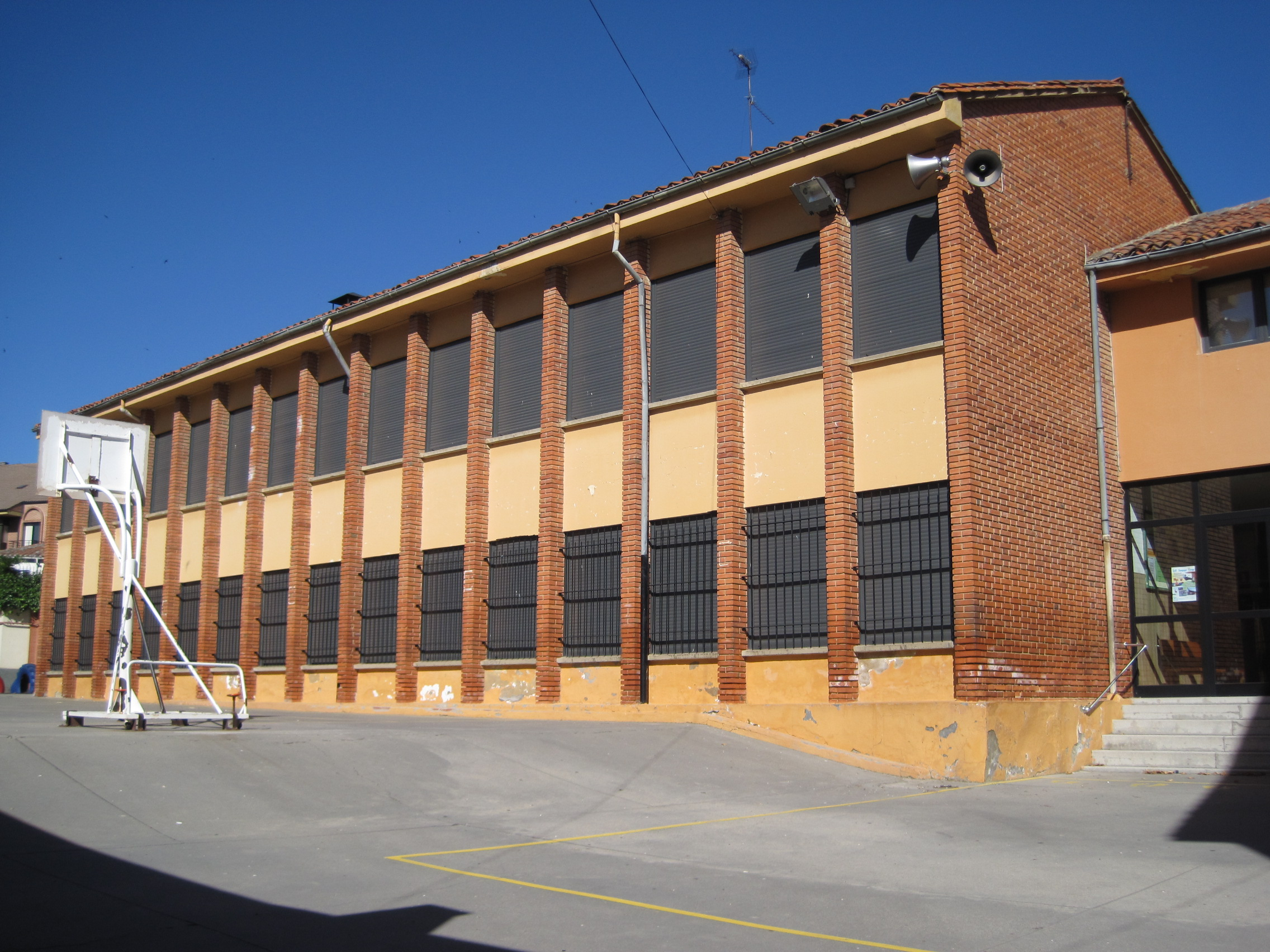
Escola infantil e primária CEIP Santa Marta
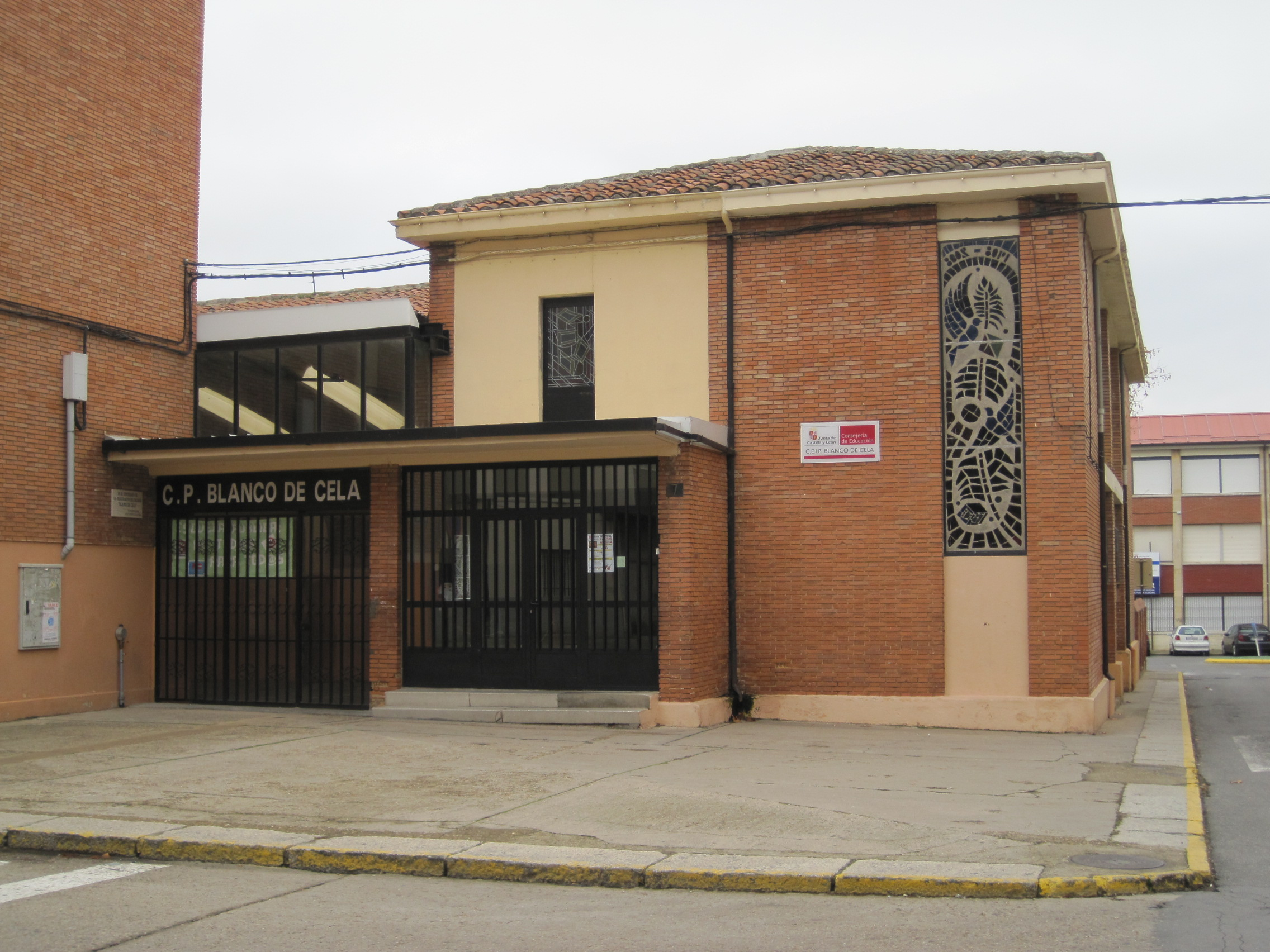
Escola infantil e primária CEIP Blanco de Cela
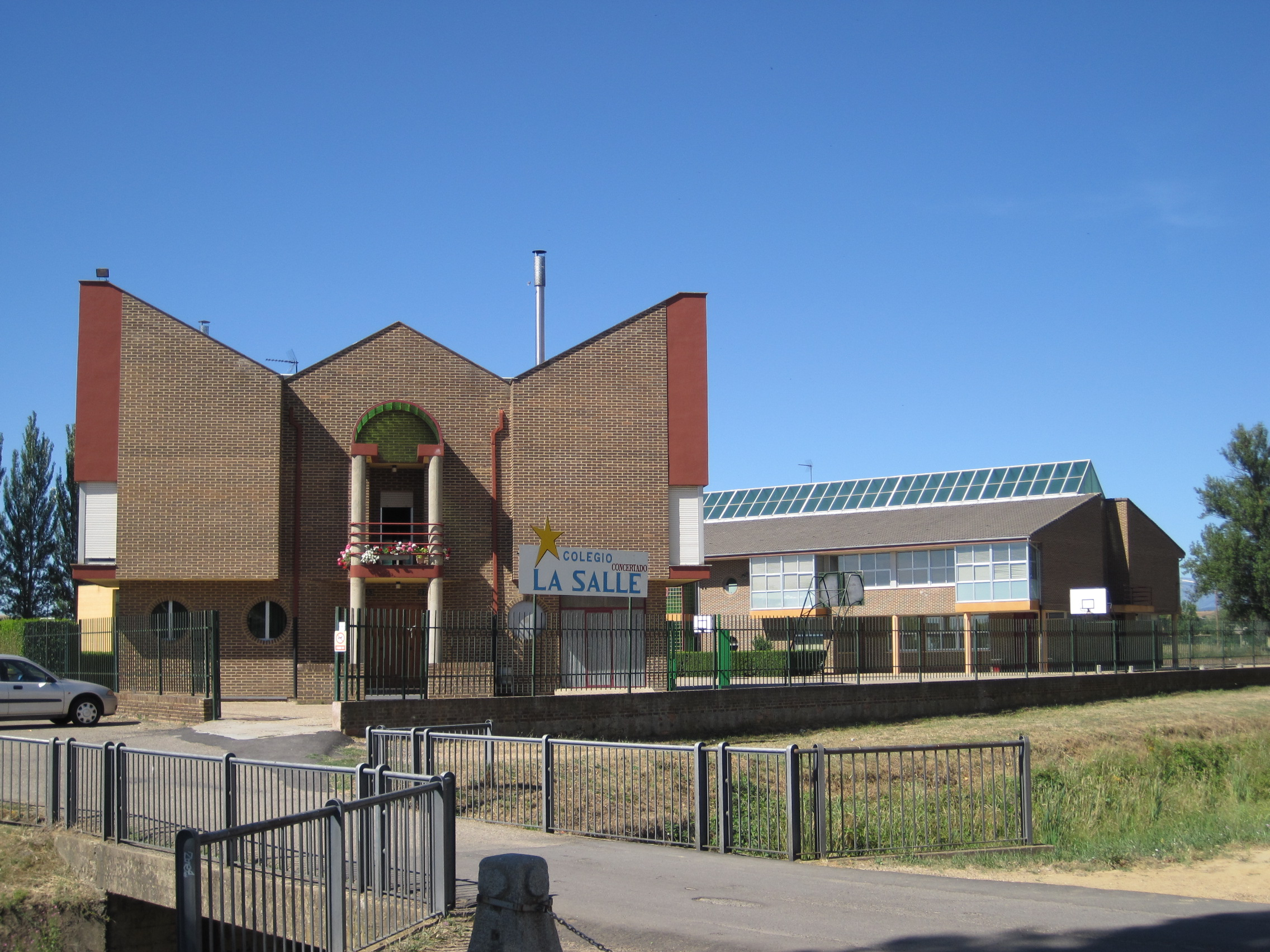
Colégio La Salle (ensino infantil, primário e secundário)
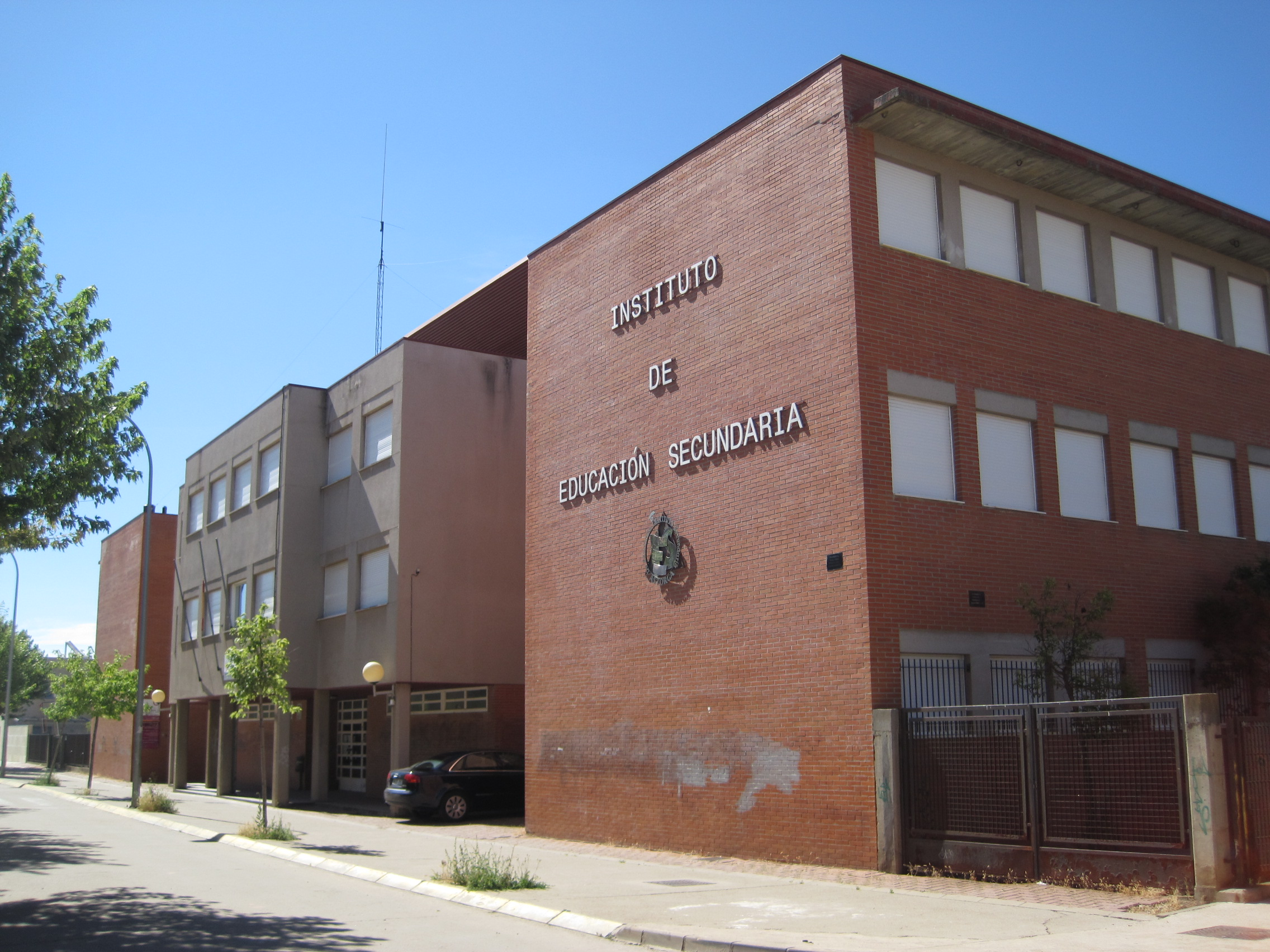
Instituto de Educação Secundária IES Astorga
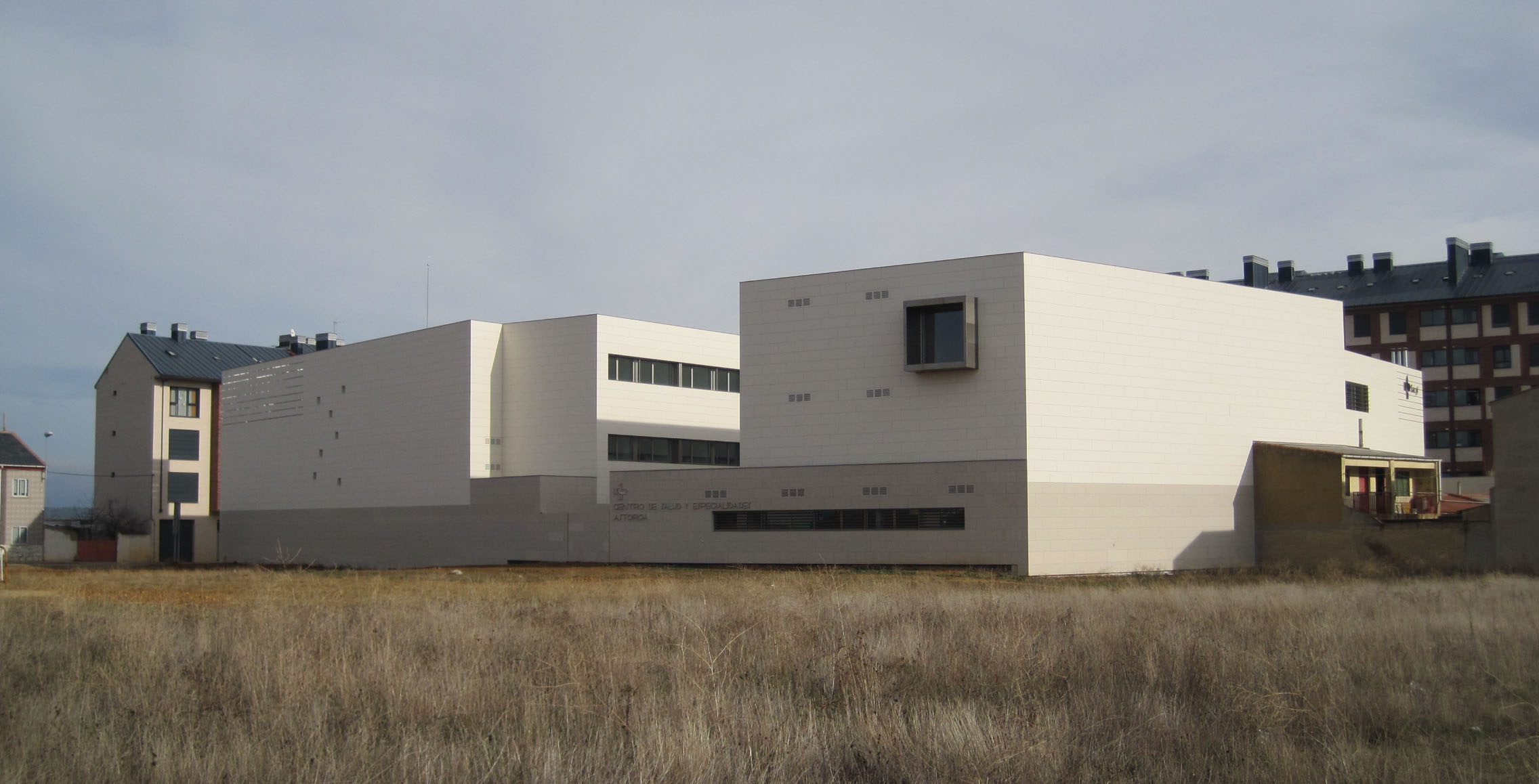
Centro de Saúde
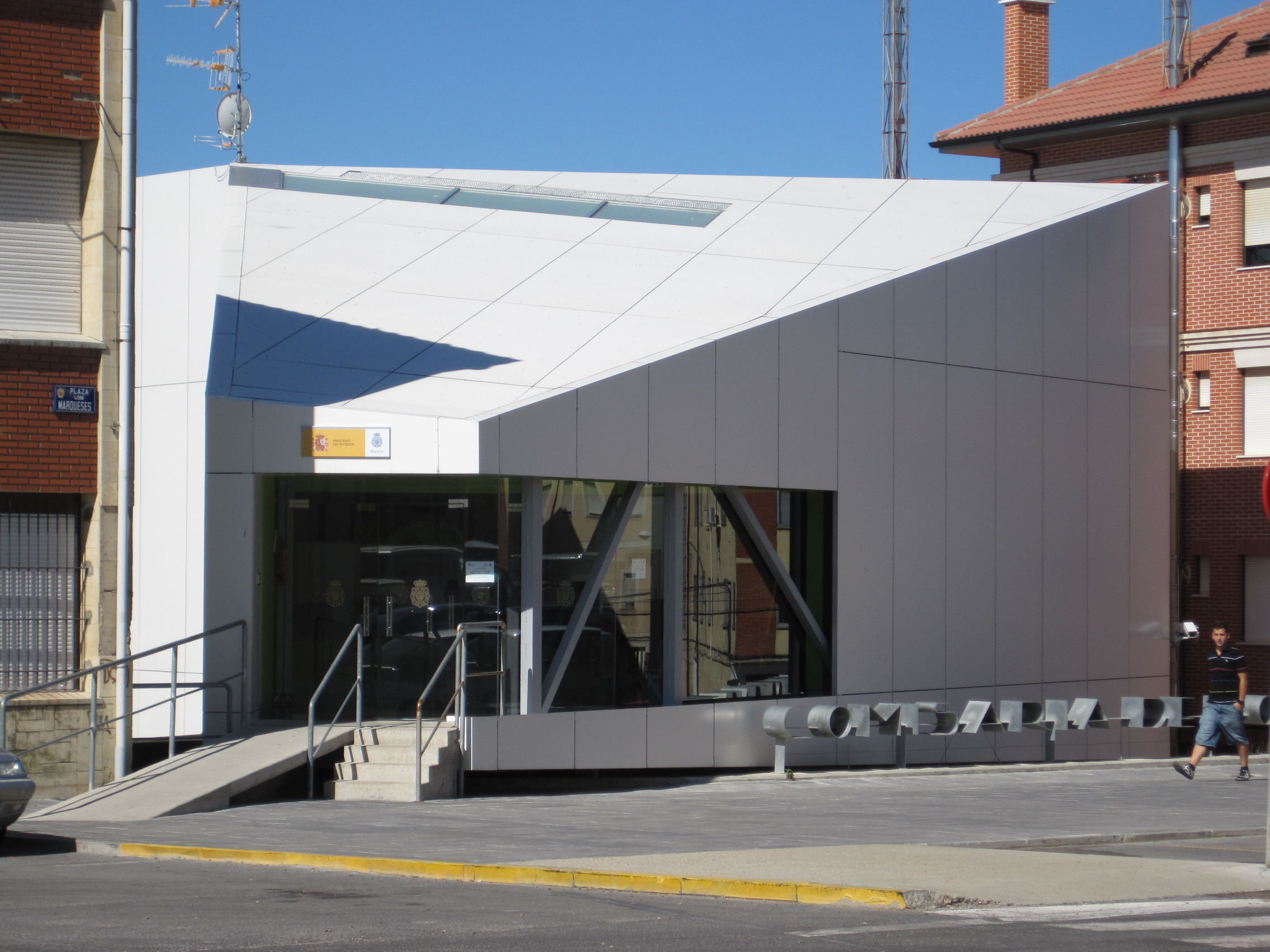
Sede da Corpo Nacional de Polícia
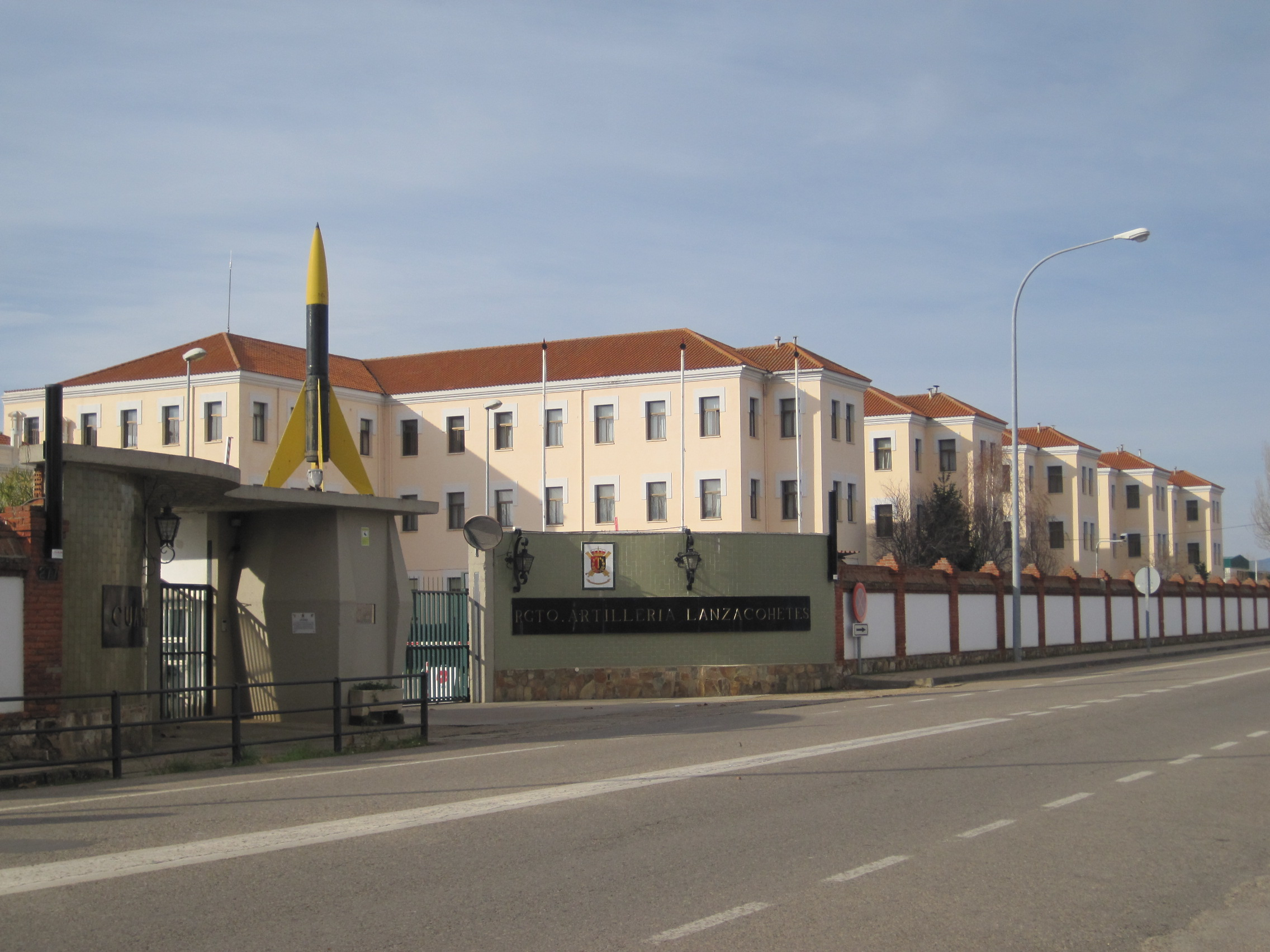
Quartel de Santocildes

Saúde
O sistema sanitário da cidade divide-se entre os serviços do sistema público de saúde e os de medicina privada. Em relação ao primeiro, Astorga tem dois centros de saúde. O centro Astorga I, no qual se centralizam as zonas básicas da região, além do município de Astorga, também abarca os municípios de San Justo de la Vega e Villaobispo de Otero. O centro Astorga II, que serve os municípios de Brazuelo, Val de San Lorenzo, Valderrey, Quintana del Castillo, Santa Colomba de Somoza, Magaz de Cepeda, Luyego, Lucillo, Villamejil, Villagatón e Santiago Millas. Há também um heliporto no qual tem a sua base helicóptero do serviço serviço de emergência 112.
A administração municipal está encarregada da gestão das competências estabelecidas pelo artigo 42 da Lei Geral de Saúde, que dispõe que os ayuntamientos, sem prejuízo das competências das demais administrações públicas, têm as seguintes responsabilidades mínimas em assuntos sanitários:
- Controlo sanitário do meio ambiente: poluição atmosférica, abastecimento de água, saneamento de águas residuais, Resíduos urbanos e industriais.
- Controlo sanitário de indústrias, atividades e serviços, transportes, ruídos e vibrações.
- Controlo sanitário de edifícios e locais de residência e convivência humana, especialmente os centros de alimentação, cabeleireiros, saunas, centros de higiene pessoal, hotéis e centros residenciais, escolas, acampamentos turísticos, áreas de atividade física desportiva e de recreio.
- Controlo sanitário da distribuição e abastecimento de alimentos perecíveis, bebidas e demais produtos, direta ou indiretamente relacionados com o uso ou consumo humanos, assim como os seus meios de transporte.
- Controlo sanitário dos cemitérios e política sanitária mortuária.

Astorga tem também um posto da  Cruz Vermelha Espanhola e sete farmácias.
Serviços sociais
A cidade tem vários centros privados de assistência, como a Residência São João Batista, a Residência São Francisco de Assis, o Lar Residência El Chapin e a Residência Virgem dos Desamparados, e o Centro Social Las Cinco Llagas, destinado a incapacitados físicos e gerido pela Caritas diocesana de Astorga. Desde 1986 que existe a Casa do Pensionista, lugar de convívio e realização de atividades para pessoas idosas.
Segurança
Astorga tem postos da Guarda Civil, Corpo Nacional de Polícia e Polícia Local. No quartel de Santocildes estão sediados o comando do Campo de Manobras e Tiro de El Teleno e o Regimento de Artilharia Lança-foguetes de Campanha n.º 63, dependentes do Ministério da Defesa.

### Serviços públicos e abastecimentos
Serviços de águas

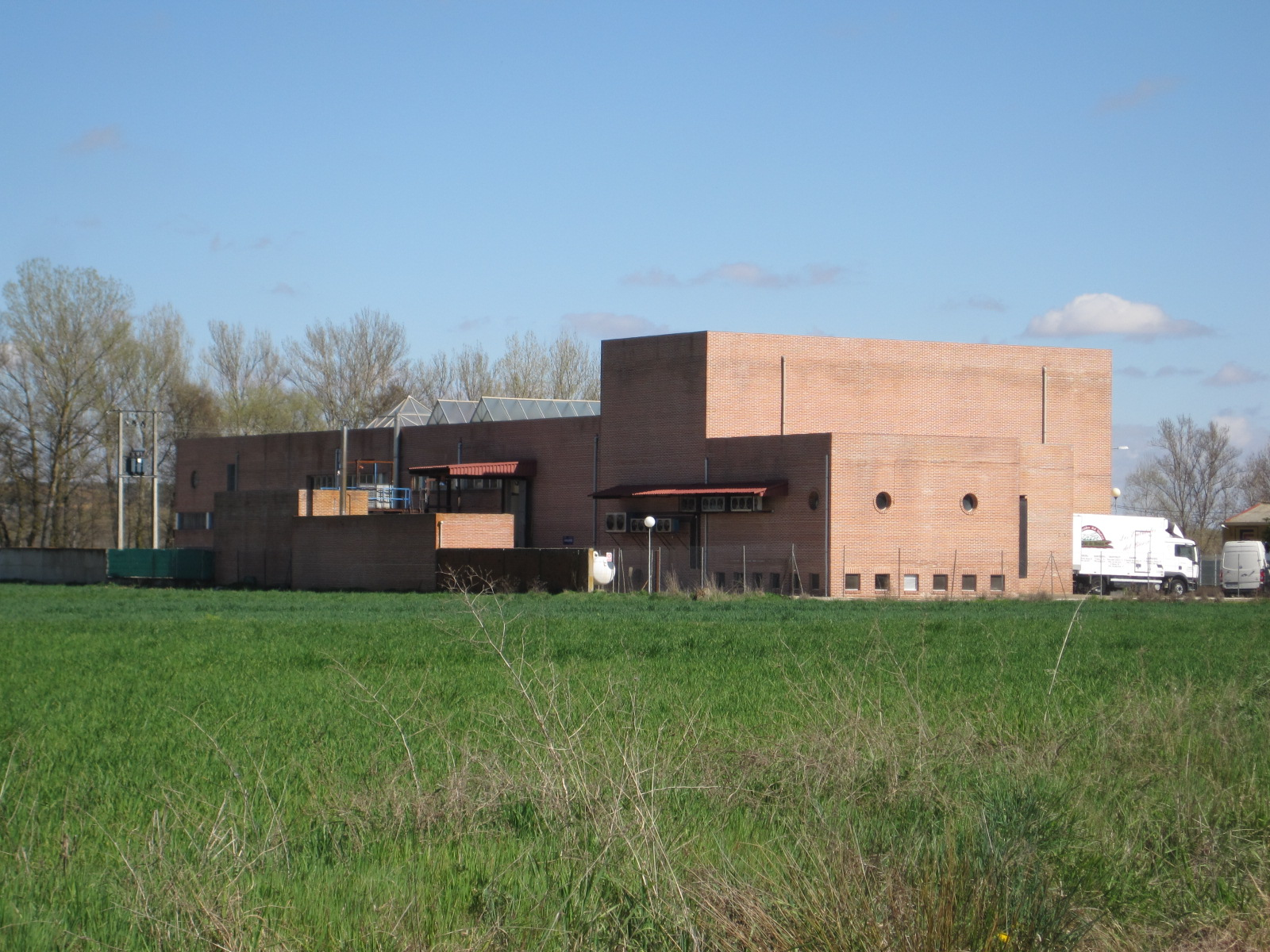
Matadouro de Astorga

A gestão integral da água em Astorga está a cargo da empresa Aquona. A captação é feita na barragem de Villameca, do rio Tuerto, de onde é bombeada até à estação de tratamento de água potável situada em El Sierro. Uma vez tratada, a água passa para os depósitos de one é distribuída. Desde 2008 que a cidade tem uma estação de tratamento de águas residuais, à qual vão parar todas as águas procedentes da rede de saneamento.
Resíduos e limpeza
Em finais da década de 2000, a gestão dos resíduos urbanos estava concessionada à Urbaser, a qual realiza as tarefas de recolha de lixo, limpeza viária e o tratamento do "pontos limpo" (local onde são depositados separadamente resíduos), o qual se situa no bairro de Puerta de Rey. O município tinha uma lixeira, mas graças ao Plano de Resíduos Urbanos de Castela e Leão, em 2008 foi decidida o seu encerramento e recuperação da zona por ela degradada. Na localidade vizinha de San Román de la Vega encontra-se o Centro de Tratamento de Resíduos (CTR), que inclui uma unidade de classificação de embalagens, outra de reciclagem e compostagem de resíduos sólidos urbanos.
Abastecimento de alimentos
Para o abastecimento de alimentos perecíveis, como fruta, verduras, carne e peixe, existem na cidade vários supermercados e pequenos estabelecimentos tradicionais de alimentação. Nas terças feiras realiza-se um mercado semanal, que ocupa várias ruas do centro urbano e no qual, além de roupa, calçado e bijuteria, também se vendem alimentos.

## Património histórico e artístico

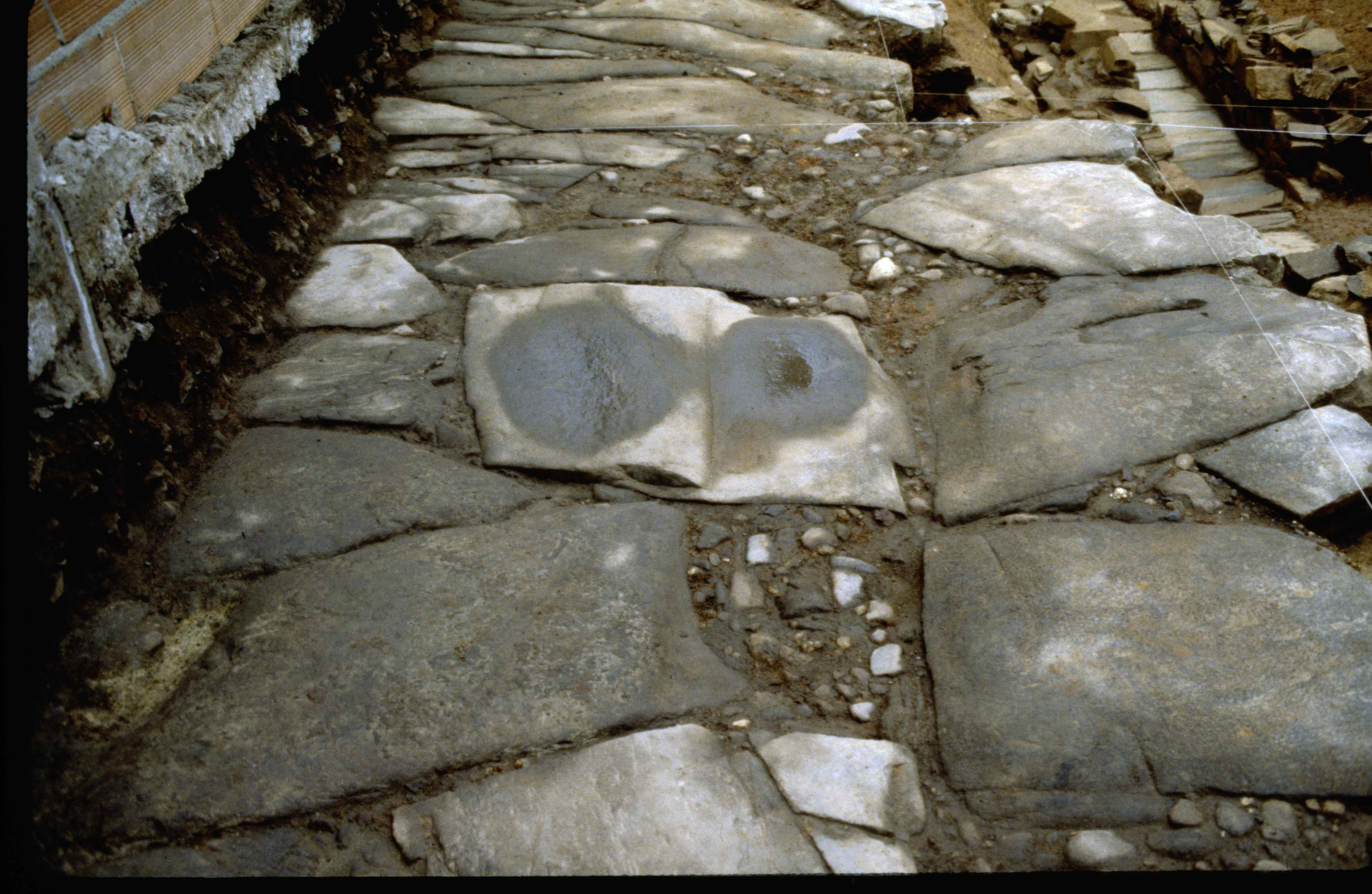
Vestígios do Cardo Máximo de Asturica Augusta, uma das ruas principais da cidade romana

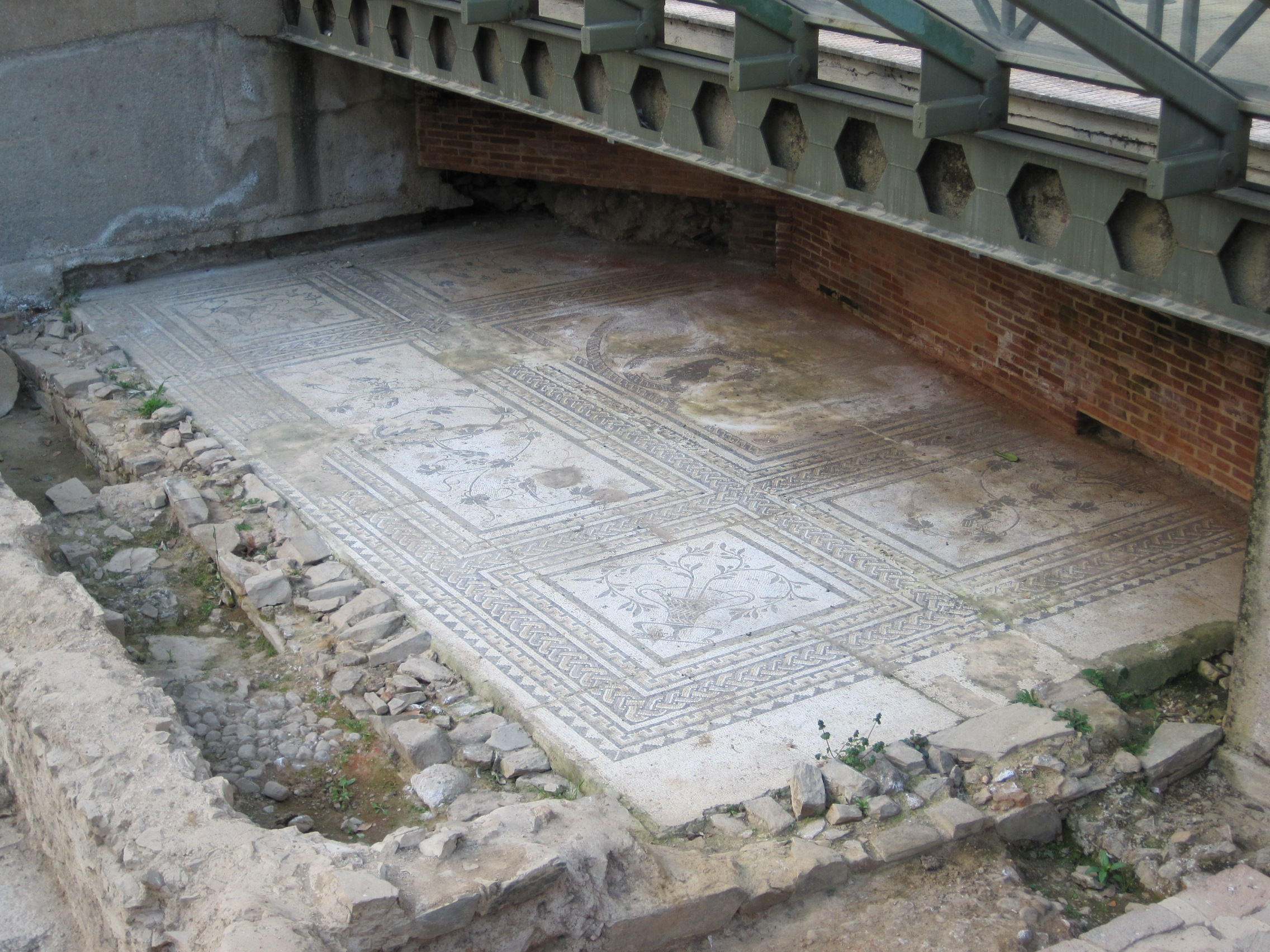
Mosaico do "Domus do mosaico do urso e dos pássaros", uma residência romana de Asturica Augusta

Astorga tem uma riqueza monumental de relevo, tanto em edifícios civis como religiosos, com exemplos romanos, românicos, góticos, renascentitas, barrocos e modernistas. No município há sete sítios classificados como bens de interesse cultural: na categoria de conjunto históricos estão o da própria Astorga e o de Castrillo de los Polvazares; na categoria de monumentos encontram-se a zona do Palácio Episcopal, o próprio palácio, a Catedral de Santa Maria, o   ergástulo romano e o ayuntamiento.

### Rota romana
As primeiras escavações em Astorga foram feitas em 1835, mas só na década de 1940 é que ganharam relevância, pela mão de José María Luengo. Os trabalhos foram retomados desde o final do século XX, o que permitiu que fosse criada uma rota que permite visitar diversos vestígios do passado romano conservados no subsolo da cidade. Os achados mais importantes são de infraestruturas públicas, como duas termas, a rede de esgotos, ainda em uso, e o fórum. Neste último encontra-se o Aedes Augusti, um templo dedicado ao culto imperial, e o   ergástulo romano, sobre cuja galeria ou criptopórtico se construiu o Museu Romano. No que respeita a construções privadas, conserva-se o chamado "Domus do mosaico do urso e dos pássaros", uma casa residencial que segue o esquema tradicional das domus romanas e que representa uma das construções mais caraterísticas da época romana na cidade.
Outra peça importante do legado romano é a muralha. A primeira estrutura defensiva do núcleo romano foi o fosso e valo do acampamento que era a base da  Legio X Gemina, terminado anos antes do ano 1 a.C. Tratava-se de duas trincheiras em forma de W, que eram acompanhadas terraplenos inclinados e uma paliçada de madeira. Mais tarde, no século I d.C., foi erigido um primeiro recinto muralhado, com torres circulares, e no século III o cerro sobre o qual está o centro histórico foi completamente rodeado por uma nova muralha. Esta tem um pouco mais de dois quilómetros de perímetro e é de forma quase retangular. Tinha 27 torreões semicirculares, separados entre si por cerca de 16 metros, e foi reaproveitada na época medieval. No início do século XIX, durante a Guerra Peninsular, sofreu vários estragos e posteriormente foram totalmente demolidas as partes norte e sul, além de numerosos torreões da parte ocidental. Não restam vestígios das antigas portas, apesar dos seus nomes estarem presentes na toponímia das ruas: Puerta Obispo, Puerta del Rey, El Postigo, Puerta del Sol e Puerta de San Miguel.

### Catedral

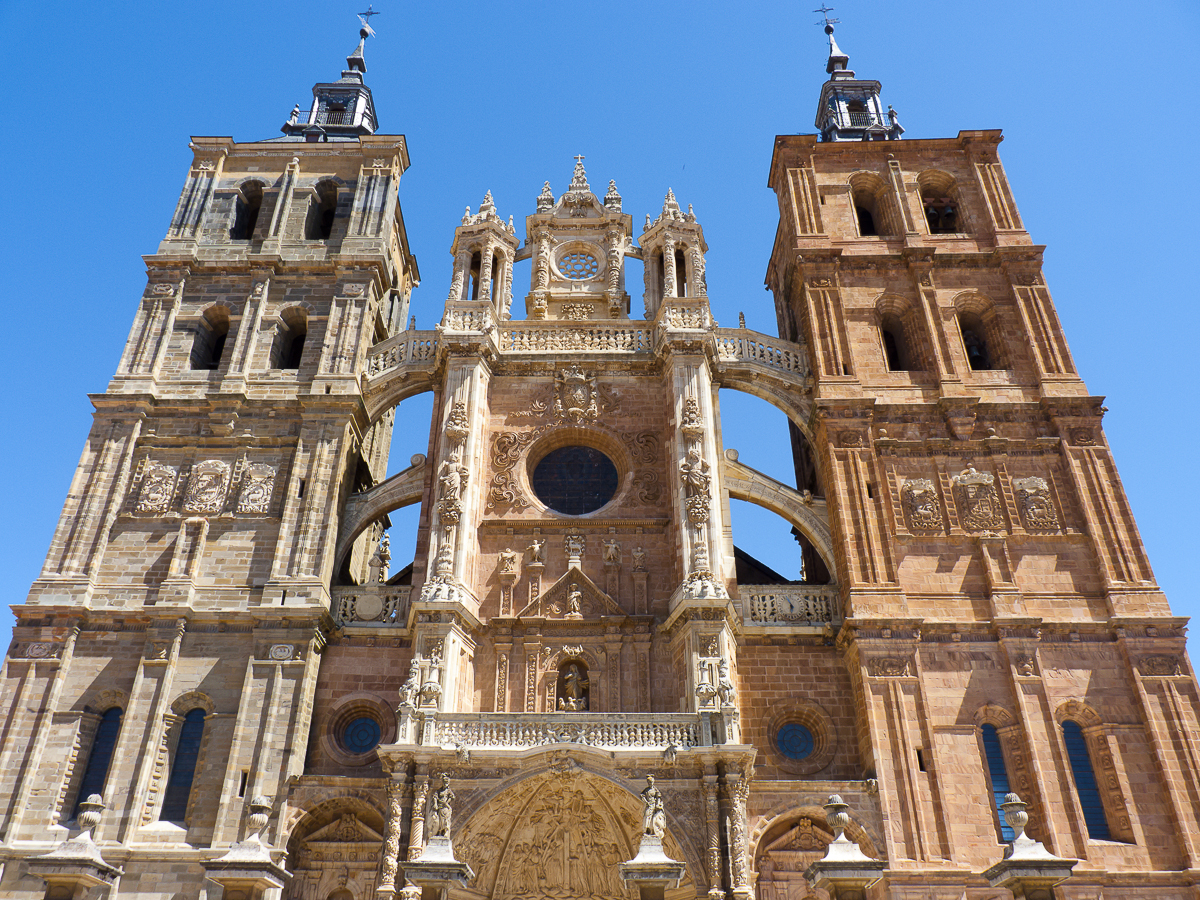
Parte superior da Catedral de Astorga

A origem da catedral, dedicada a Santa Maria, remonta a 1069, quando um primeiro templo foi consagrado pelo bispo Pedro Núñez, que foi reconstruído em 1087 e no século XIII. A ampliação definitiva foi iniciada em 1471 e as obras prolongaram-se até ao século XVIII, motivo pelo qual a catedral mistura elementos góticos, renascentistas e barrocos. O templo tem planta retangular, cabeceira de três absides, três naves e falso cruzeiro. A fachada é flanqueada por duas torres. A primeira parte do edifício, de traços góticos, foi construída em finais do século XV e no primeiro terço do século XVI.
A fachada atual começou a ser construída em finais do século XVII. Tem estilo barroco churrigueresco, com três portas com arcos e flanqueada por duas torres. Está organizada em forma de retábulo em pedra, com abundante decoração. A torre da esquerda, datada de 1678, foi afetada pelo sismo de Lisboa de 1755 e pela Guerra Peninsular, e só foi finalizada em 1965. A torre da direita começou a ser construída em 1692 e foi terminada em 1704. Sobre umas das pequenas torres que coroam o exterior da cabeceira encontra-se uma estátua de Pedro Mato, um personagem lendário ligado à Batalha de Clavijo.

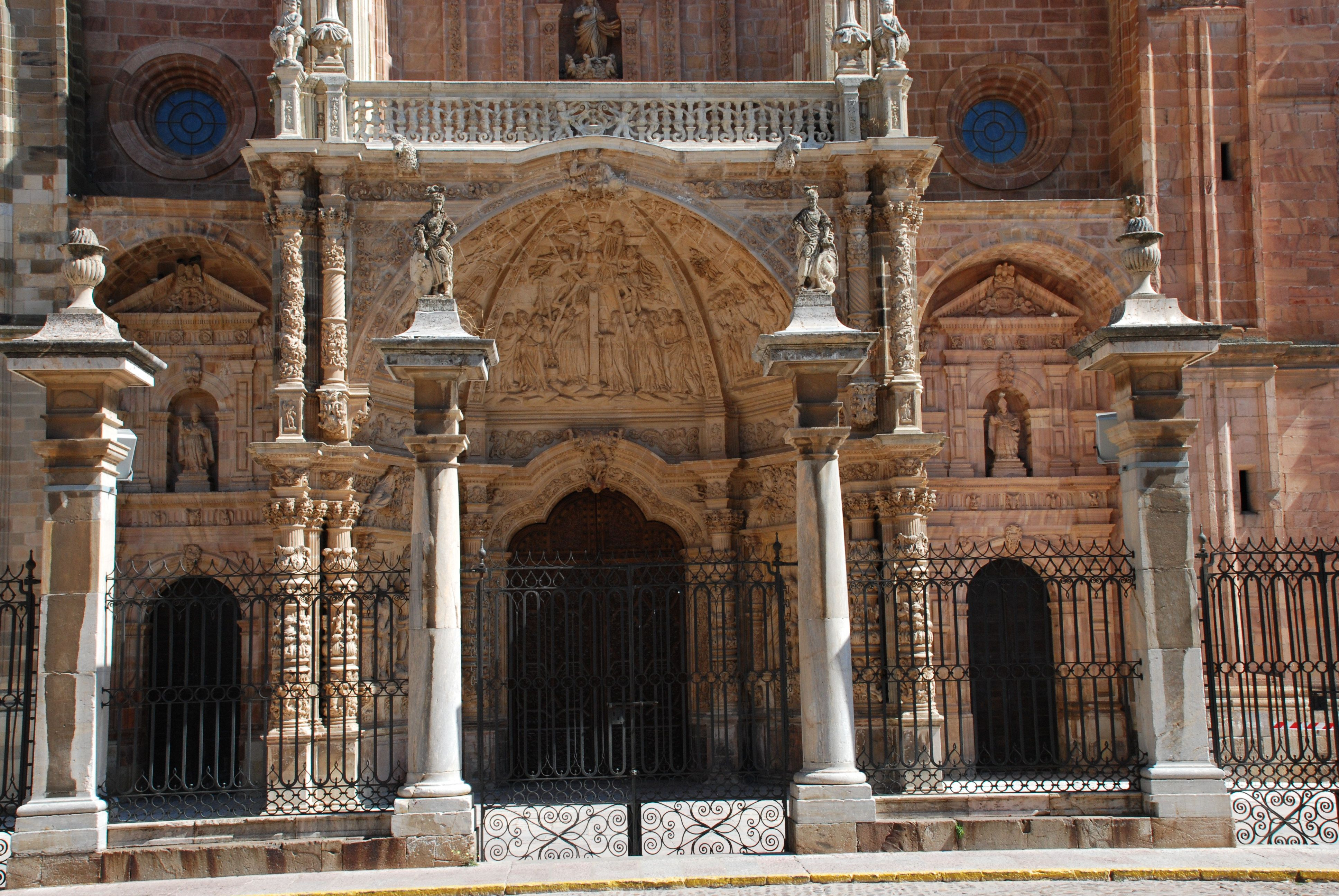
Porta principal da catedral

No interior, além do coro com cadeirado em nogueira do século XVI e grade do século XVII, distribuem-se várias capelas: sete nas partes laterais das três naves, três na cabeceira, uma em cada braço do falso cruzeiro e duas na base de cada uma das torres. Entre elas destacam-se especialmente a capela de Nossa Senhora da Majestade, em cujo retábulo se encontra a imagem da Virgem da Majestade, do século XII; a Capela-Mor, na qual se encontra um retábulo de estilo renascentista da autoria de Gaspar Becerra; e a capela do retábulo de São Miguel, um exemplo da arte hispano-flamenga do século XVI. A cripta foi construída em 1521 abaixo do presbitério para ser o panteão dos marqueses de Astorga. O claustro, de estilo neoclássico, foi construído em 1755 e é constituído por cinco arcadas em cada ala, unidas por pilastras jónicas. Na sacristia, de 1772, destaca-se um altar-relicário em estilo rococó. Do conjunto catedralesco fazem também parte o Museu Diocesano e o Arquivo Diocesano.

### Palácio Episcopal

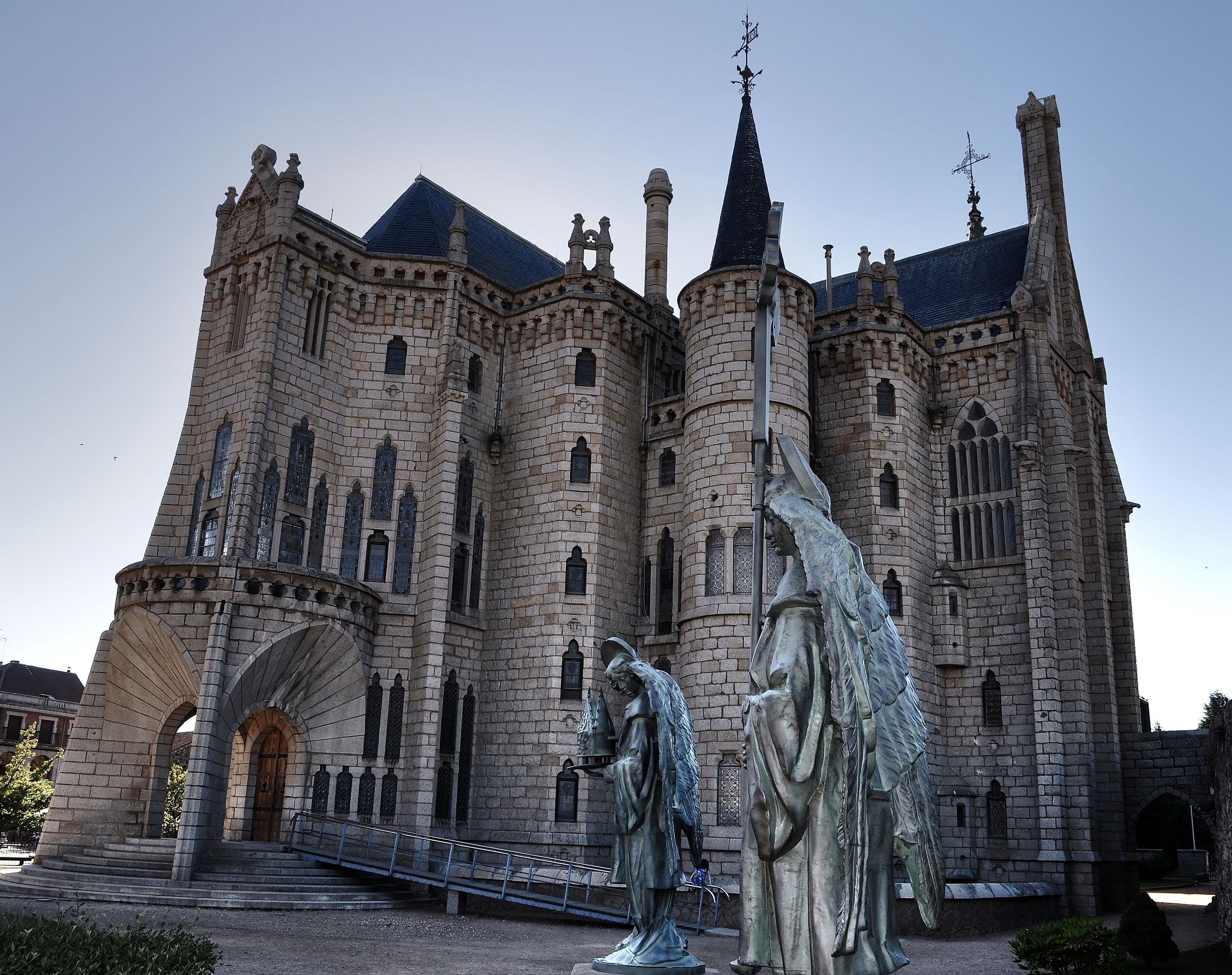
Fachada lateral direita e porta principal do Palácio Episcopal

Após o incêndio que destruiu o antigo palácio episcopal em 1886, o bispo Joan Baptista Grau i Vallespinós encomendou o projeto dum novo palácio ao arquiteto modernista Antoni Gaudí, de quem o bispo era amigo de longa data. As obras foram iniciadas em 1889, mas após a morte do bispo em 1893, Gaudí renunciou à direção das obras por desavenças com o cabido, quando ainda faltava construir o segundo andar e o ático. A Gaudí sucederam-se, sem êxito, os arquitetos Francisco Blanch y Pons e Manuel Hernández Álvarez-Reyero. As obras foram concluídas em 1913, sob a direção de Ricardo García Guereta, nomeado pelo bispo Julián de Diego y Alcolea.
Durante a Guerra Civil Espanhola, o palácio foi usado como quartel e sede da Falange e em 1943 e 1956 houve várias obras de reparação com o objetivo de o converter na residência do bispo, o que nunca chegou a acontecer. Durante os pontificados dos bispos Marcelo González Martín e Antonio Briva Miravent foi transformado no Museu dos Caminhos (de Santiago), o qual foi inaugurado em 1963. O edifício é também conhecido como Palácio Gaudí.
O palácio foi construído em granito cinzento proveniente da região vizinha de El Bierzo e segue os cânones historicistas da arquitetura de finais do século XIX e princípio do século XX, neste caso em estilo neogótico. Tem planta em cruz latina e quatro fachadas, com uma torre em cada uma das suas esquinas. A pretensão inicial era conjungar no mesmo edifício as caraterísticas dum castelo e dum palácio, o que explica a incorporação, por exemplo, dum fosso. A entrada é um pórtico com três arcos afunilados separados entre si por contrafortes, que é rematado por um frontão. Gaudí tinha projetado coroar a fachada com um anjo de cinco metros de altura, mas isso acabou por não ser feito. A parte posterior apresenta uma abside, correspondente à capela, que é rodeada por três pequenos absidíolos. O rés de chão tem um grande vestíbulo, do qual parte a escadaria nobre, cuja altura permite a abertura de janelas triangulares que proporcionam uma grande luminosidade, um esquema já usado por Gaudí no Palácio Güell, em Barcelona, e que se repete noutras divisões do palácio, como no gabinete, no salão do trono, na sal de jantar e no dormitório. A estrutura do edifício é sustentada por pilares com capitéis decorados e em abóbadas em cruzaria sobre arcos ogivais cobertos com cerâmica vidrada.
No exterior conservam-se as estátuas de três anjos, com os correspondentes atributos episcopais (mitra, cruz peitoral e báculo), que foram desenhados por Gaudí para ficarem na parte exterior do teto mas nunca chegaram a lá ser colocados.

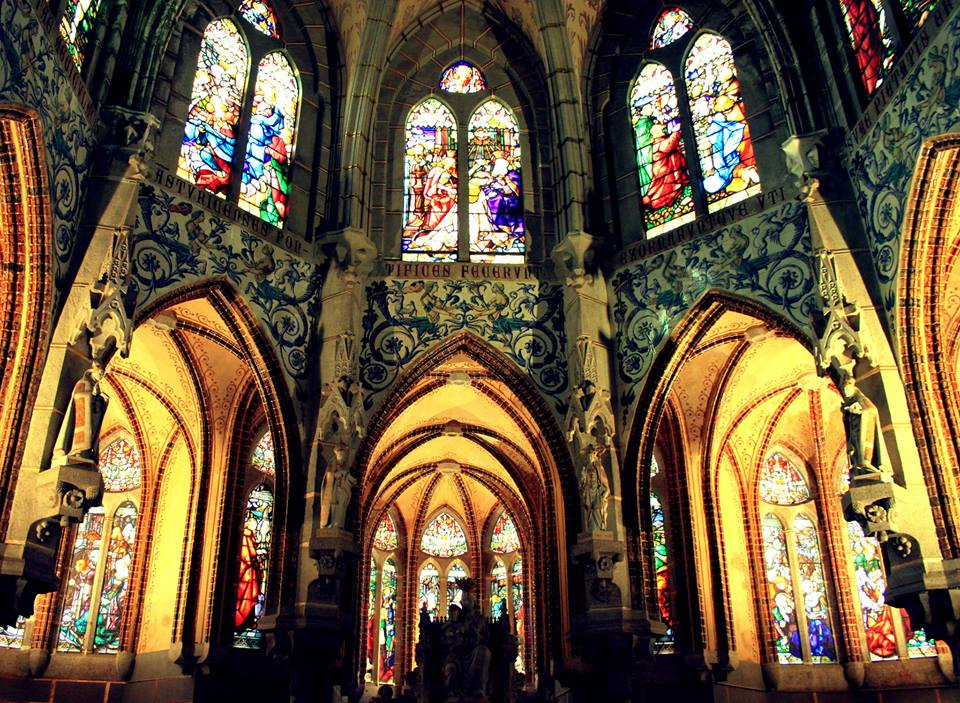
Interior do Palácio Episcopal
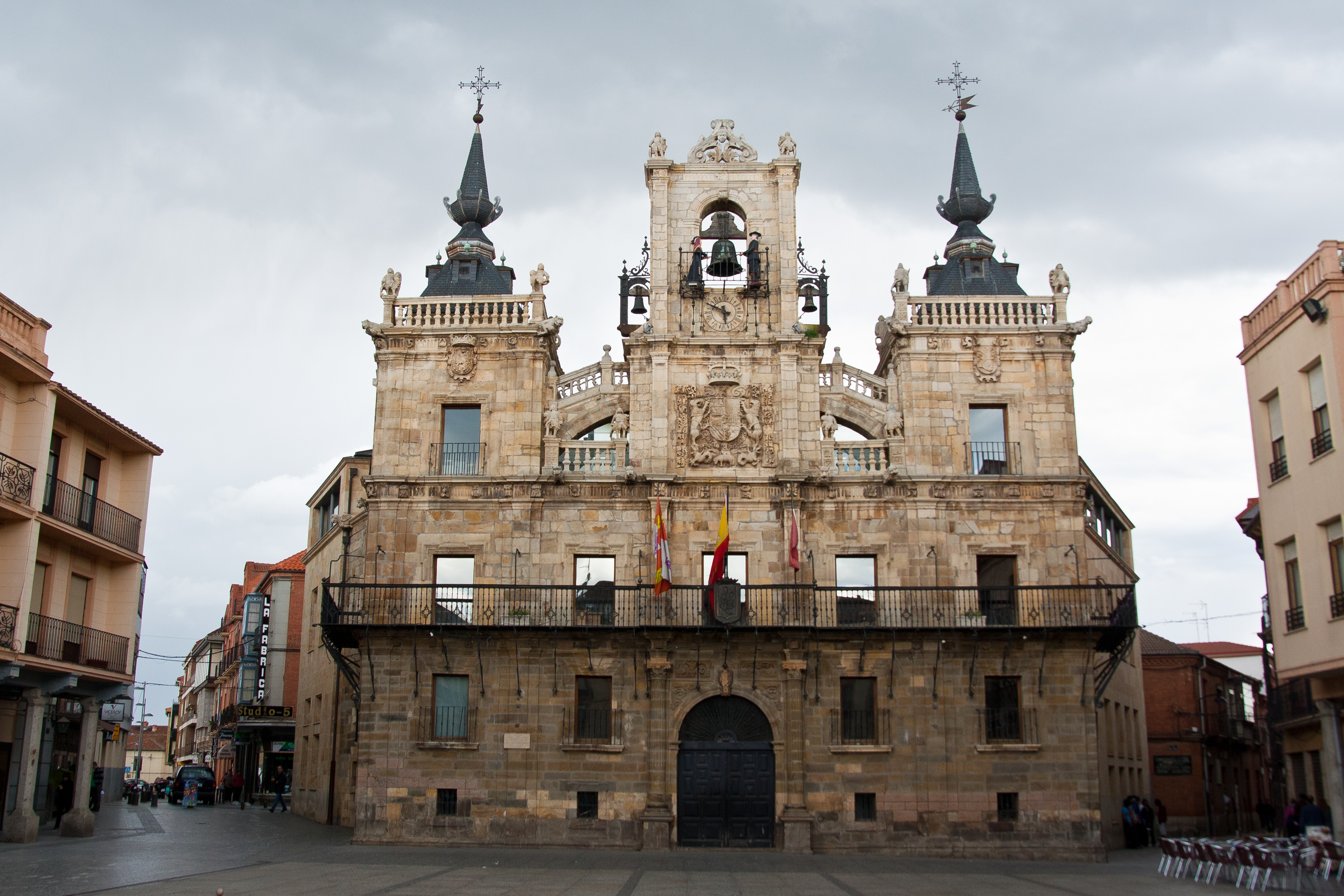
Fachada da casa consistorial[nt 2]
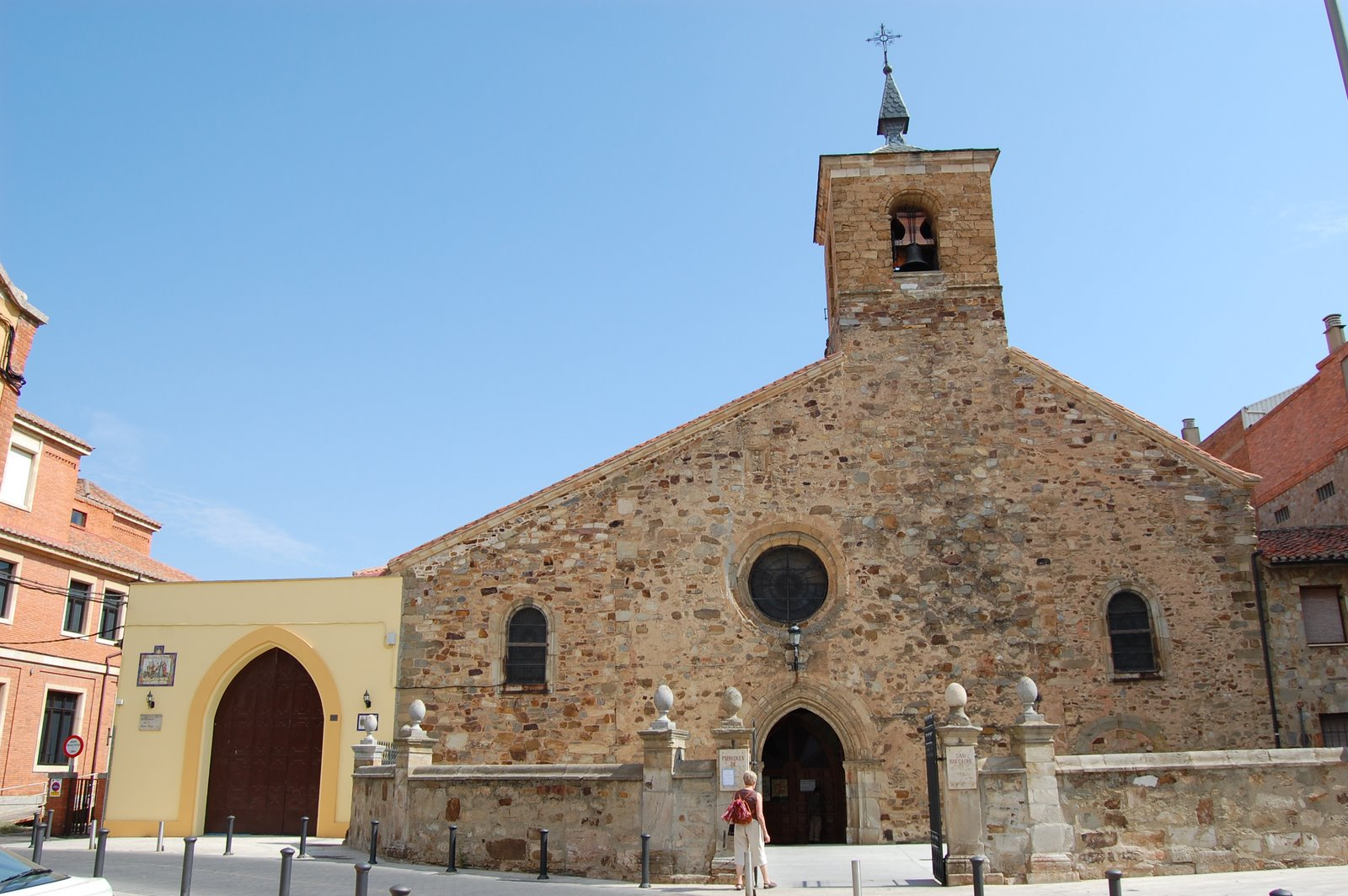
Igreja de São Bartolomeu
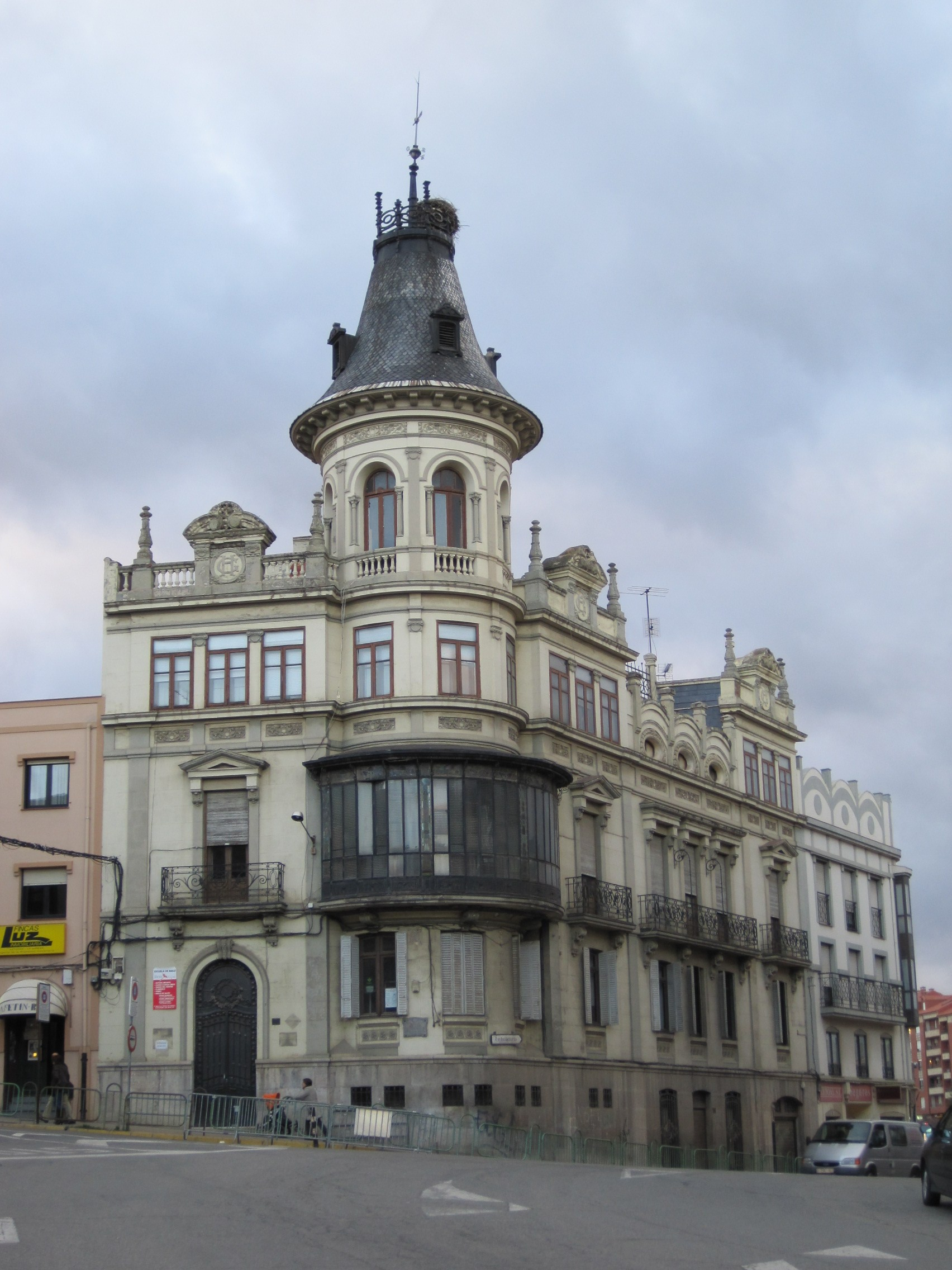
Casa Granell [a]

[a] ^ A Casa Granell foi construída na década de 1910 e é da autoria do arquiteto modernista de Antonio Palacios.

### Casa consistorial
A construção da casa consistorial (sede do ayuntamiento) começou em 1683, segundo o projeto de Francisco de La Lastra e terminou em 1703. Posteriormente foram construídas as varandas (em 1730, por Francisco García Casella), os remates das torres laterais (1739, José Álvarez de la Viña) e o campanário central (1748, Domingo Martínez), que serviu para alojar o relógio e os sinos, o maior dos quais está acompanhado por dois bonecos vestidos de maragatos, chamados Juan Zancuda e Colasa, que marcam as horas batendo no sino com um maço. A fachada tem três andares, com o eixo de simetria no arco de meio ponto que dá acesso ao edifício, campanário e o escudo real. No conjunto escultórico destacam-se os elementos que fazem a função de gárgulas e os escudos da cidade e dos marqueses de Astorga na torre direita e esquerda, respetivamente. No interior sobressai o salão de reunião, presidido por várias lápides comemorativas, que recordam personagens ilustres, como Manuel García Prieto, Pío Gullón Iglesias, Lope María Blanco de Cela, Manuel Gullón y García Prieto ou Marcelo Macías, e algumas das datas mais importantes da história da cidade. O edifício foi reabilitado em 1987 por Andrés Lozano.

### Outros monumentos
Astorga tem outros edifícios com interesse cultural e arquitetónico, localizados principalmente na parte antiga. Entre eles destacam-se os seguintes. O Santuário de Nossa Senhora de Fátima, antigamente chamado Igreja de São Julião, é de origem românica; dessa época conserva os capitéis do portal. A Igreja de São Bartolomeu, também ela originalmente românica, teve reformas posteriores e tem decoração interior barroca; era no seu átrio que se realizavam os concejos antes da construção da casa consitorial. A Igreja de Santa Marta, dedicada à padroeira da cidade, foi construída em 1741 sobre uma igreja anterior e tem uma fachada de traços neoclássicos e interior barroco. O Convento do Espírito Santo (Sancti Spiritus) é do século XVI e a decoração do interior da sua igreja é barroca.

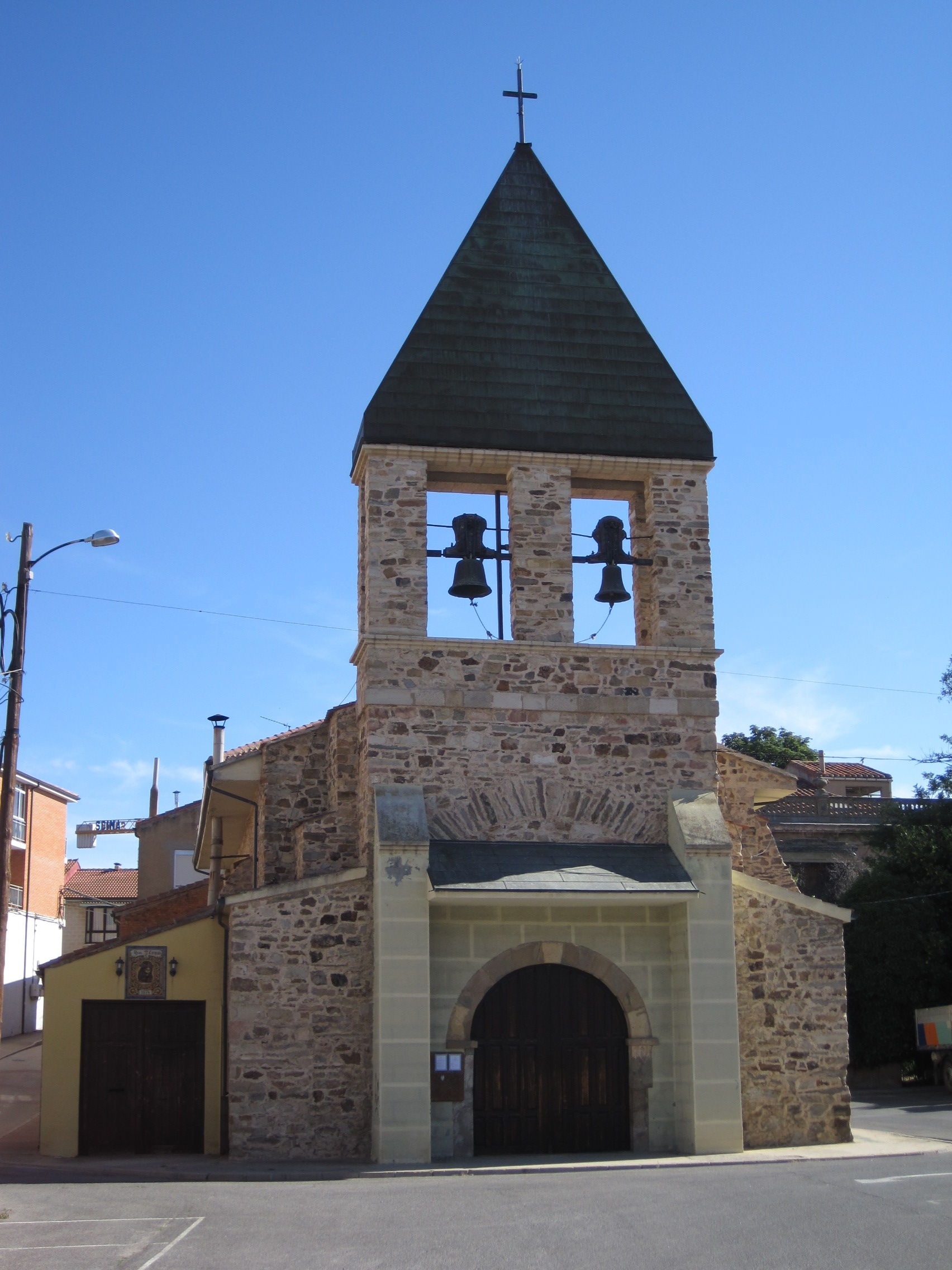
Igreja de Santa Colomba de Puerta de Rey

O Convento de Santa Clara passou por momentos difíceis em 1810, durante os cercos de Astorga, quando o general Santocildes se fortificou nela perante o ataque das tropas francesas, mas em 1816 acolheu de novo a comunidade e que não foi afetada pela desamortização por se dedicar ao ensino. A Igreja e Convento de São Francisco foi originalmente erigida no século XIII, mas sobre ele foi construído um novo edifício pelos Padres Redentoristas, pelo que o convento original atualmente faz parte da lista do património astorgano perdido.
O Seminário Maior é uma obra de 1756 com fachada de três andares e traços herrerianos, que tem três claustros fechado e uma capela neoclássica. A Igreja de Santa Colomba de Puerta de Rey foi originalmente construída no século XVII na vizinhança do já inexistente Convento de São Dictínio, mas o edifício atual é o fruto de várias reformas posteriores. A Capela da Vera Cruz é do século XV mas foi reconstruída em 1816. A Igreja de São Pedro de Rectivía, situada ao lado do Caminho de Santiago, tem traços modernos e é coberta de mosaicos instalado nos anos 1990. A Igreja de Santo André foi construída no início do século XX e é da autoria de Hernández Álvarez-Reyero. É de estilo historicista, apresenta influências de Gaudí e tem traços de estética gótica. No seu interior está um retábulo barroco que veio da desaparecida Igreja de São Miguel.
Outra edificação com traços modernistas é a Casa Granell, construída entre 1910 e 1915 por Antonio Palacios (autor do Palácio das Comunicações em Madrid), por encomenda dum empresário chocolateiro.
Outras construções com valor patrimonial são o Hospital das Cinco Chagas, que foi um dos mais importantes dos muitos hospitais de peregrinos que existiram na cidade e cujas  origens remontam ao século XI. Sobre o edifício original foi construído outro no século XVIII, do qual só resta o portal. A Celda de las Emparedadas ("Cela das Emparedadas") é um pequeno espaço entre a Capela de Santo Estêvão e a Igreja de Santa Marta que foi usado na Idade Média por mulheres que se emparedavam (ficavam fechadas entre paredes) durante toda a vida por penitência;tem uma pequena janela com grades que permitia a caridade e sobre a qual há uma inscrição onde se lê «lembra-te da minha condição, pois esta será a tua. Eu ontem, tu hoje.».

### Monumentos desaparecidos
Em Astorga houve numerosos conventos e hospitais ou albergues para peregrinos, tanto no interior da cidade como nos arredores, devido à importância da localização não só como lugar de passagem a em direção a  Santiago de Compostela, mas também como encruzilhada de caminhos. A maioria desses edifícios desapareceu completamente, não restando deles memória de qualquer vestígio. Sabe-se da sua existência pelas descrições existentes em documentos. Em 1872 também desapareceu o castelo, a residência dos marqueses de Astorga, do qual o único vestígio dele é o nome duma rua: calle del Castillo.
A documentação histórica pela qual se conhece o património desaparecido são principalmente relatos escritos por viajantes e historiadores de várias áreas que desde o século XVI até ao século XX perpetuaram factos e curiosidades sobre a cidade. Outras fontes fidedignas podem encontra-se nos arquivos conservados pelas confrarias e alguns conventos, em alguns casos doutras localidades, bem como o arquivo da Catedral de Leão. Do património perdido fazem também parte os arquivos municipais e da catedral, destruídos ou perdidos durante a Guerra da Independência, as desamortizações e a Guerra Civil, os quais provavelmente poderiam proporcionar referências sobre os monumentos da cidade desaparecidos.

### Escultura urbana
| Nome(ano)                       | Escultor              | Fotografia |                                           | Nome(ano)               | Escultor | Fotografia |
| Monumento aos Cercos(1910)      | Enrique Marín Higuero |            | O Confrade(2008)                          | Castorina               |          |            |
| Monumento a Leopoldo Panero     | Marino Amaya          |            | Onze lados, onze séculos, uma coroa(2011) | José Luis de la Iglesia |          |            |
| Monumento a Manuel Gullón       |                       |            | Quo Vadis(2011)                           | Sendo García            |          |            |
| Imaculada Conceição(1954)       | Marino Amaya          |            | Maternidade(2013)                         | Castorina               |          |            |
| Monumento ao Bimilenário (1986) | Castorina             |            |                                           |                         |          |            |

## Cultura

### Museus, arquivos e biblioteca

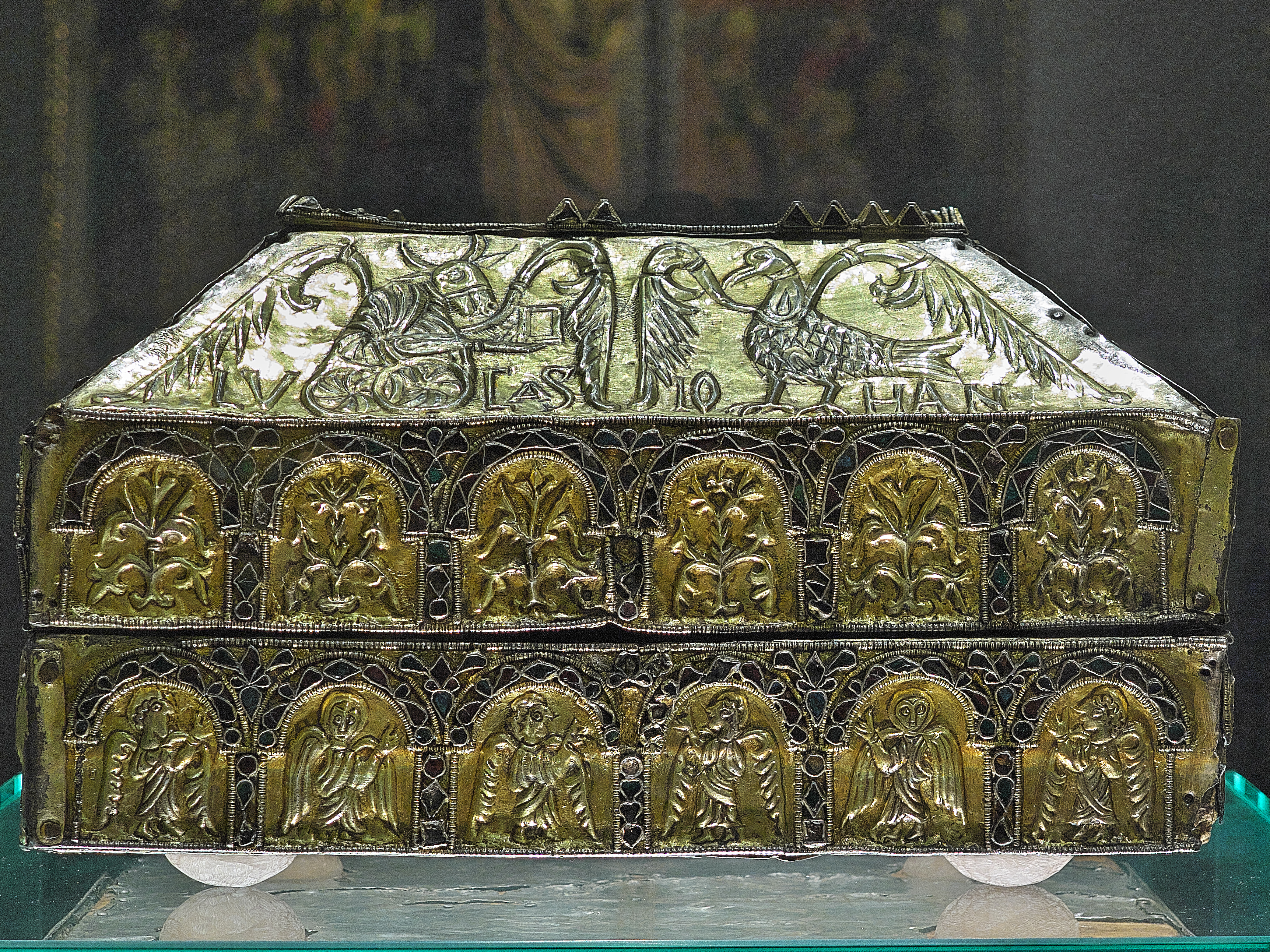
, oferecida àquele bispo de Astorga pelo rei no início do século X, considerada uma das obras-primas da ourivesaria pré-românica, exposta no Museu da Catedral

As artes plásticas estão presentes no Museu da Catedral, no Museu dos Caminhos e no Museu da Semana Santa. O primeiro, projetado a partir de 1889 pelo bispo Juan Bautista Grau, foi inaugurado em abril de 1954 com duas salas, quando era bispo Jesús Mérida Pérez. Entre os seus visitantes esteve o futuro Papa João XXIII e o Papa João Paulo II, que lá esteve em 1989 quando estava a caminho de Santiago de Compostela. A reforma de 1982 triplicou o espaço de exposição com incorporação da antiga escola da catedral e a sala capitular. No total tem dez salas de exposição, em dois andares, numa área de 400 m². Nele se conservam e expõe obras litúrgicas e religiosas da catedral.
O Museu dos Caminhos está instalado no Palácio Episcopal, que o bispo Mérida Pérez transformou em museu em 1962, mantendo a distribuição espacial interior. Tem peças recolhidas por toda a diocese, relacionadas em maior ou menor medida com o Caminho de Santiago e que, por estarem abandonadas ou em risco de deterioração, precisavam dum lugar apropriado para a sua instalação. Nas diversas dependências desenhadas por Gaudí, entre as quais se encontram a sala de jantar, o gabinete oficial, o salão do trono, o dormitório, a capela e o grande vestíbulo, estão expostas peças de elevado valor artístico, como esculturas românica em madeira ou ourivesaria medieval. Na cave há uma coleção de numismática e outra de arqueologia romana e medieval. O andar superior, da autoria de García Guereta, foi adaptado em 1975 para exposição de obras de artistas leoneses contemporâneos.
O Museu Diocesano da Semana Santa, foi inaugurado em julho de 2020 e tem em exposição peças relacionadas com as celebrações da Semana Santa não só em Astorga mas também de outros locais da província de Leão. As imagens e andores usados na Semana Santa na cidade são guardadas de forma independente em cada uma das paróquias, bem como no Palácio Episcopal, mas nos meses de verão a Confraria da Santa Vera Cruz y Confalón organiza nas suas dependências uma exposição do seu património, no qual se destaca um Cristo Jacente do início do século XVII da autoria de Gregorio Español, a Cruz Dourada, portadora dum pedaço do Lignum Crucis (madeira da cruz onde Jesus foi crucificado), o Jesus Atado à Coluna e o Crucificado, do século XVI e uma série de imagens procedentes de oficinas levantinas.

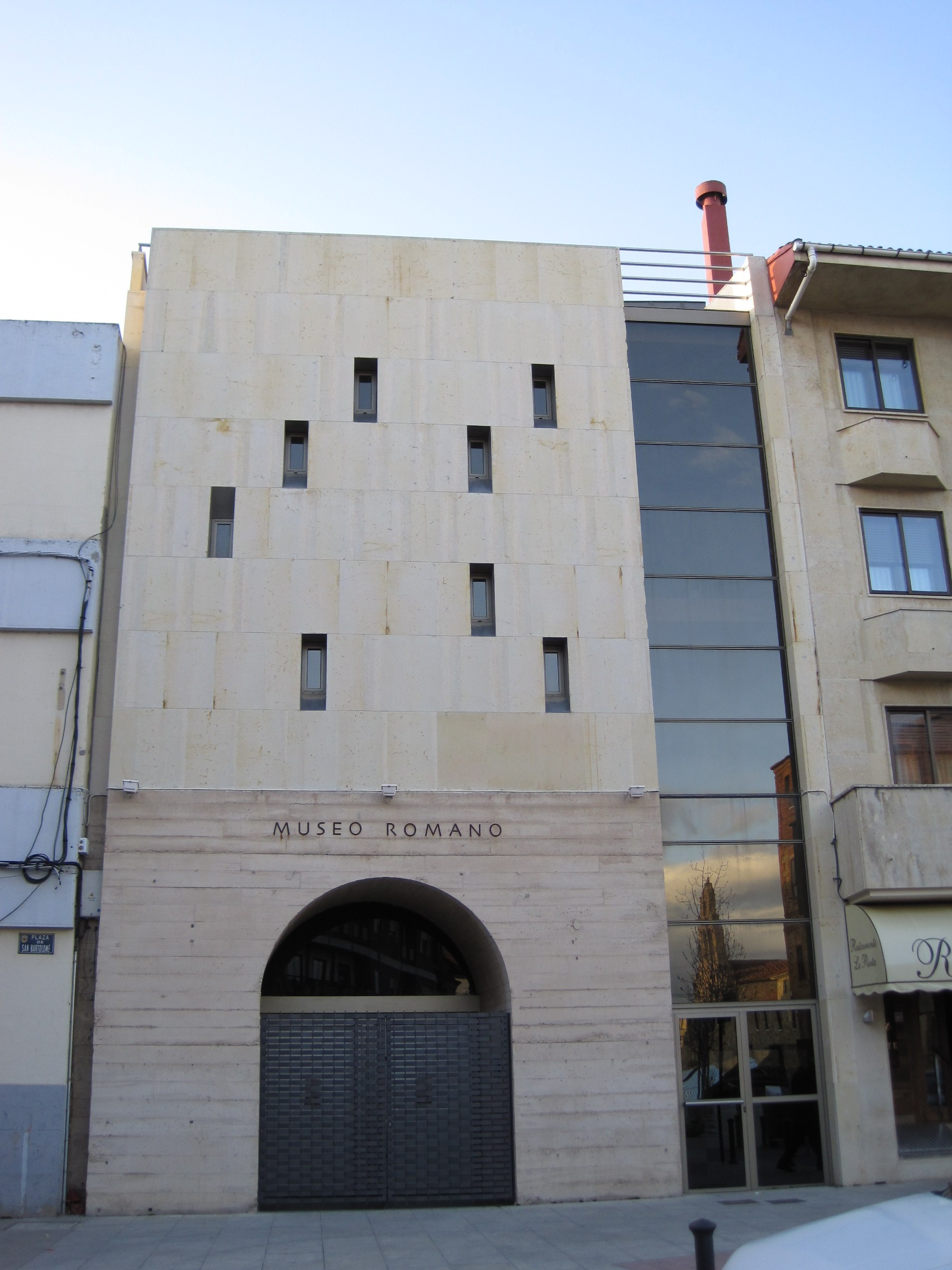
Fachada do Museu Romano de Astorga, instalado no que foi o romano

O Museu Romano de Astorga, instalado sobre a construção romana conhecida como  Ergastula Romana. O edifício foi reabilitado após ter sido adquirido pelo município, tendo sido construídos dois pisos, e o museu foi inaugurado em 1999. Ali estão expostas peças achadas nas escavações da cidade, que mostram o modo de vida das gentes da antiga Asturica Augusta, desde as suas origens até à época romana tardia.
O Museu do Chocolate de Astorga é dedicado à indústria chocolateira da cidade. Foi fundado em 1994 por iniciativa particular de José Luis López García e pertence ao município desde 2005.
O Museu do Chocolate de Astorga é dedicado à indústria chocolateira da cidade. Foi fundado em 1994 por iniciativa particular de José Luis López García e pertence ao município desde 2005. Tem em exposição objetos representativos da fase de industrialização da cidade no século XIX, quando o apogeu da arriería (condução de mulas e cavalos) originou uma indústria incipiente de chocolate na comarca maragata. A sua coleção, única na Espanha, contém maquinaria antiga, chapas litográficas, pranchas de gravação e coleções de cupões de oferta, entre outras peças. Desde 2015 que tem novas instalações, no palacete modernista do chocolateiro Magín Rubio, que foi desenhado pelo arquiteto Eduardo Sánchez Eznarriaga.
A Casa Panero é um espaço museológico dedicado à chamada "Escola de Astorga", à qual pertenceram vários membros do grupo literário Geração de 27, como Gerardo Diego ou Luis Rosales, que frequentaram a casa, onde residia a família Panero. O museu foi inaugurado em 2011 e tem uma coleção de objetos ligados ao escritores daquela escola, bem como o legado do arqueólogo astorgano José María Luengo Martínez.
A biblioteca municipal de Astorga foi criada em 1931 e reorganizada en 1944. Tem a sede no antigo Hospício, um edifício do século XIX reabilitado em 1983 para uso cultural. Do acervo do Arquivo Histórico Municipal destacam-se um documento de 1253 e uma das atas de concejos (municipal) mais antigas de Espanha, datada de 27 de dezembro de 1427. O Arquivo Diocesano foi criado em 1973 e alberga a documentação gerada epla diocese desde 898 até à atualidade.

### Artes cénicas e tauromaquia

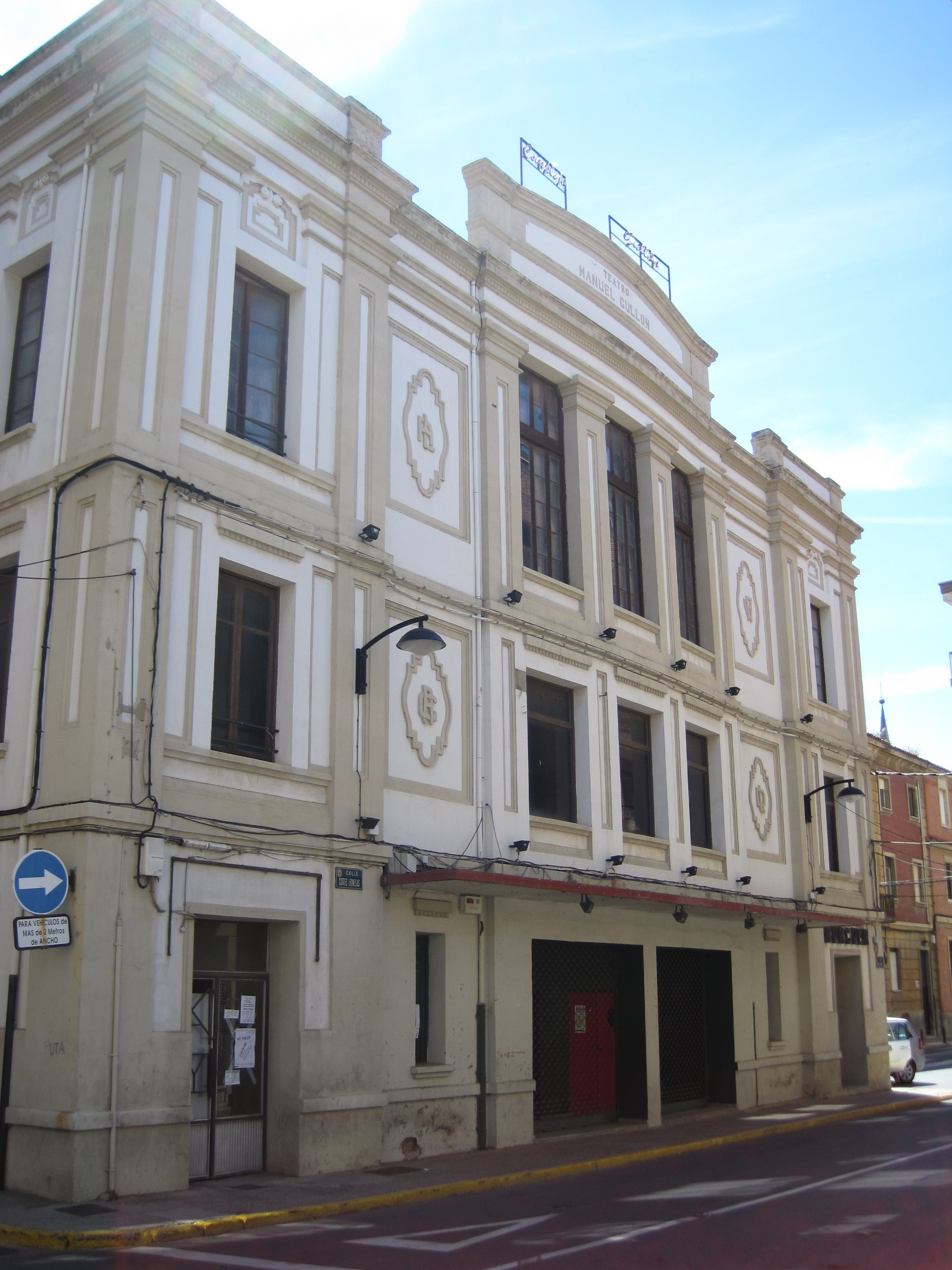
Teatro Gullón

Entre outros espaços, Astorga dispõe do Teatro Gullón, inaugurado en 1923. Após ter sido encerrado, esteve abandonado durante algum tempo, até que nos anos 1990 foi transformado numa discoteca. Em 2006 o ayuntamiento comprou o imóvel e em 2011 começou a sua reabilitação, que terminou em 20117, quando foi novamente aberto como teatro. A cidade tem um cinema desde os anos 1930, que funciona num edifício que foi um teatro que abriu em 1911.
Na cidade têm lugar vários eventos relacionados com as artes cénicas. Durante as festas de Carnaval (realizadas no primeiro fim de semana depois da quarta-feira de cinzas) é organizado o Festival Internacional de Magia, que desde 2004 reúne ilusionistas espanhóis e estrangeiros. Em agosto, durante as festas da padroeira Santa Marta, tem lugar o festival de teatro de rua Ars Via, que dura vários dias nos quais diversas companhias representam espetáculos em vários pontos da cidade. Durante o período natalício, desde 2002 que se realiza em vários locais do centro histórico a representação dum conto histórico adaptado a teatro de rua. O  Festival de Cinema de Astorga é realizado em setembro desde 1998. Além dum concurso nacional de curtas-metragens, durante o festival têm lugar várias atividades, como ciclos de cinema, exposições e conferências.
A tauromaquia tem poucos aficionados em Astorga, mas a realização duma tourada é habitual durante as festas de Santa Marta. A cidade tem uma praça de touros, construída no início do século XX, em parte com materiais provenientes da demolição do castelo dos marqueses; até então, os festejos taurinos decorriam na Plaza Mayor. A toureiro astorgano mais famoso é Julio Norte, que fez a sua alternativa na praça de touros de Íscar em 1989.

### Música
A música é um elemento importante na vida cultural de Astorga, que entre os seus músicos conta com o compositor Evaristo Fernández Blanco (1902–1993), membro da Geração de 27, considerado um precursor do serialismo e autor de Obertura Dramática; Venancio Blanco, que recompilou Las mil y una canciones populares de la región leonesa; Antonio Celada (1930–2010); ou autores de música sacra como José María Álvarez, Manuel Ansola ou González Barrón. Roberto Fresco, organista da Catedral de Madrid em 2020, é natural de Astorga.
Na cidade há vários grupos musicais, entre os quais se destaca a Banda Municipal de Música, fundada en 1894 e cujas origens remontam pelo menos a 1841. As restantes formações representam géneros musicais muito variados, que vão desde a música coral ao rock, passando pela música instrumental, celta, etc., além de várias bandas de música que atuam sobretudo na Semana Santa.[carece de fontes?]
Em julho tem lugar o Curso Internacional de Música, realizado anualmente desde 1993, considerado uma referência na educação musical de Castela e Leão por ser o único que oferece todas as especialidades de orquestra e banda. Também no verão, decorre o ciclo Música na Catedral, durante o qual há concertos de música sacra. Outro acontecimento musical é o concurso de bandas de música, que decorre anualmente nos dias anteriores à Semana Santa durante os quais são tocadas marchas processionais.

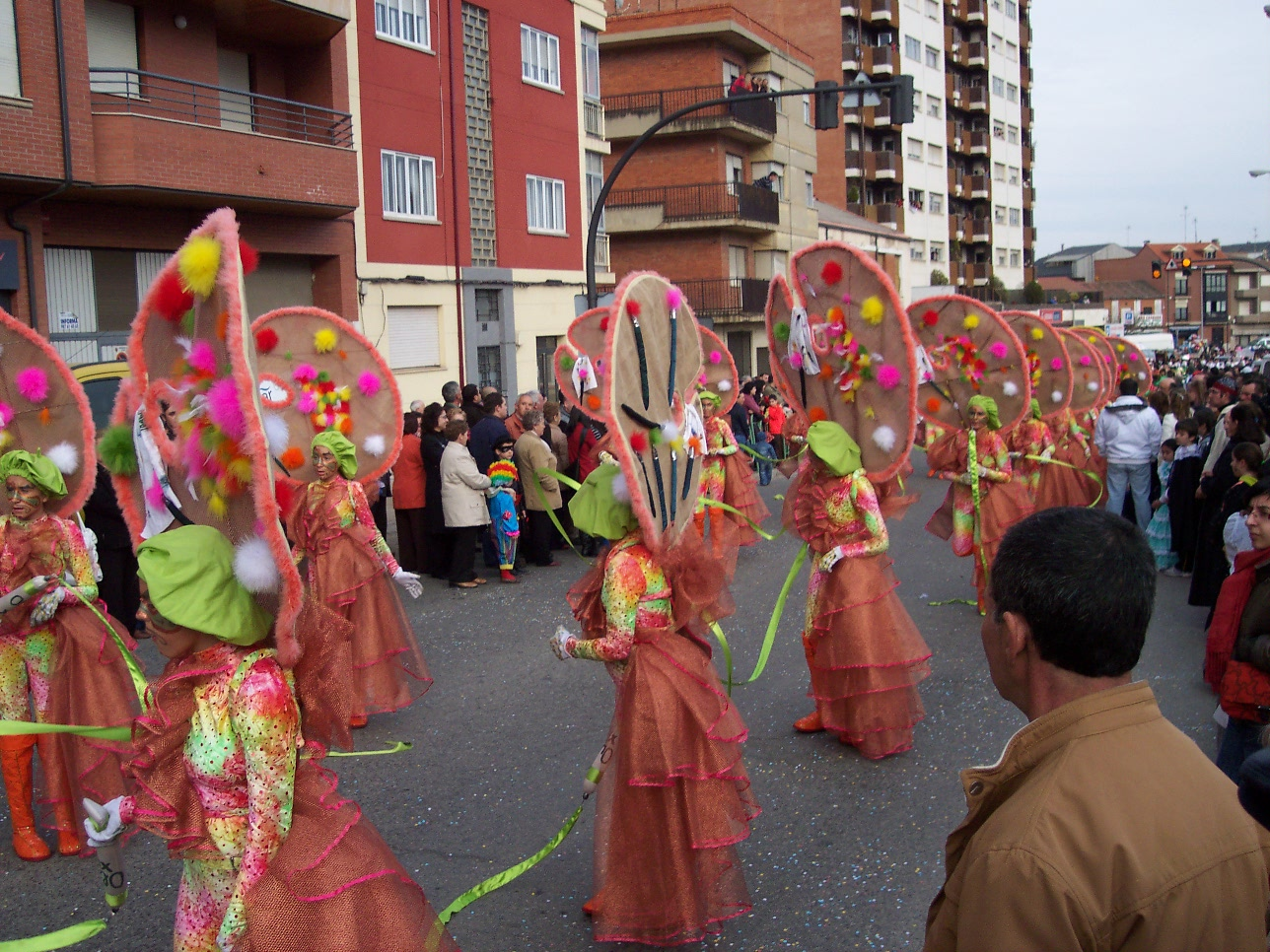
Desfile de Carnavale em 2009
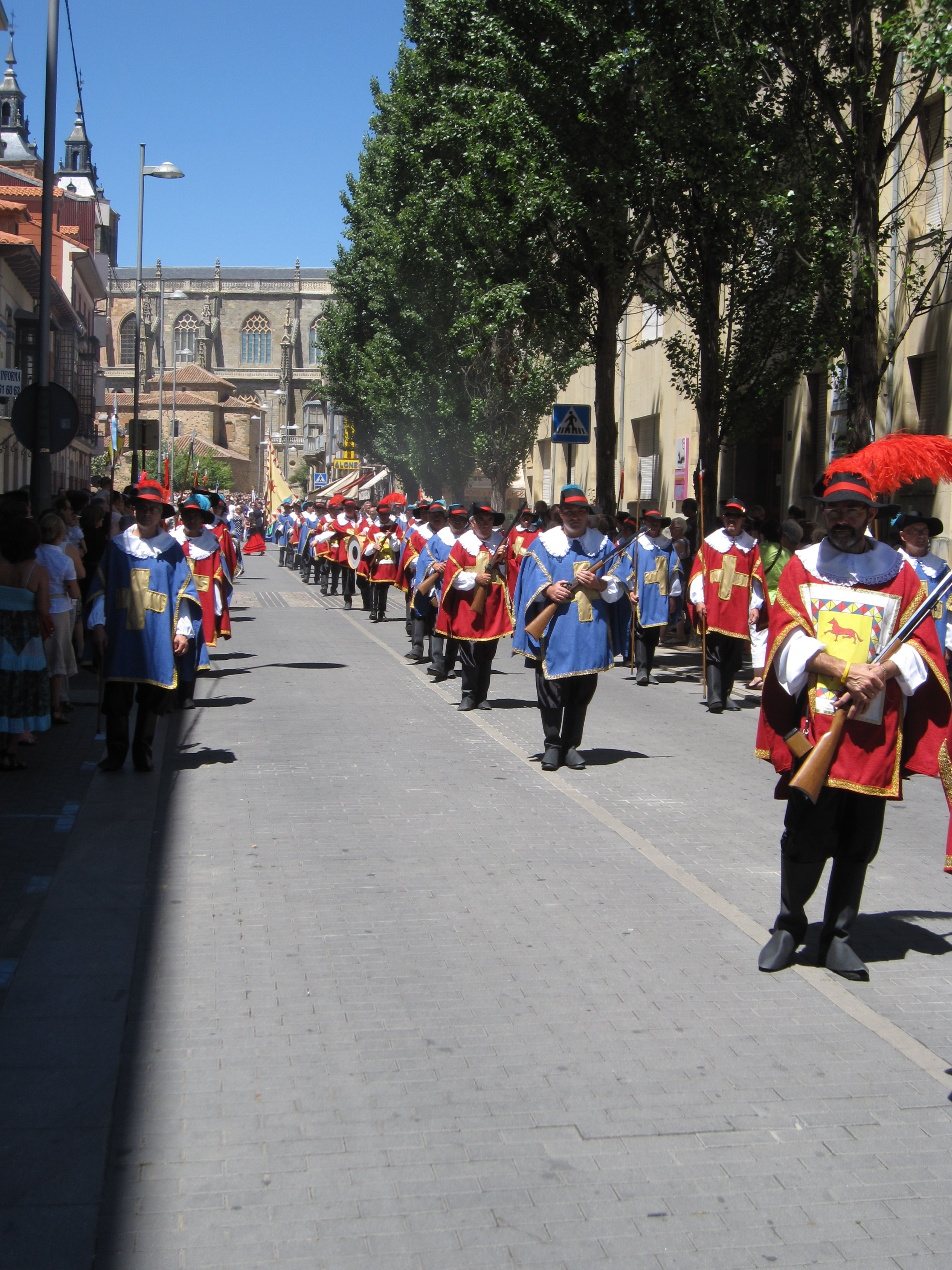
Comitiva da Zuiza em 2010
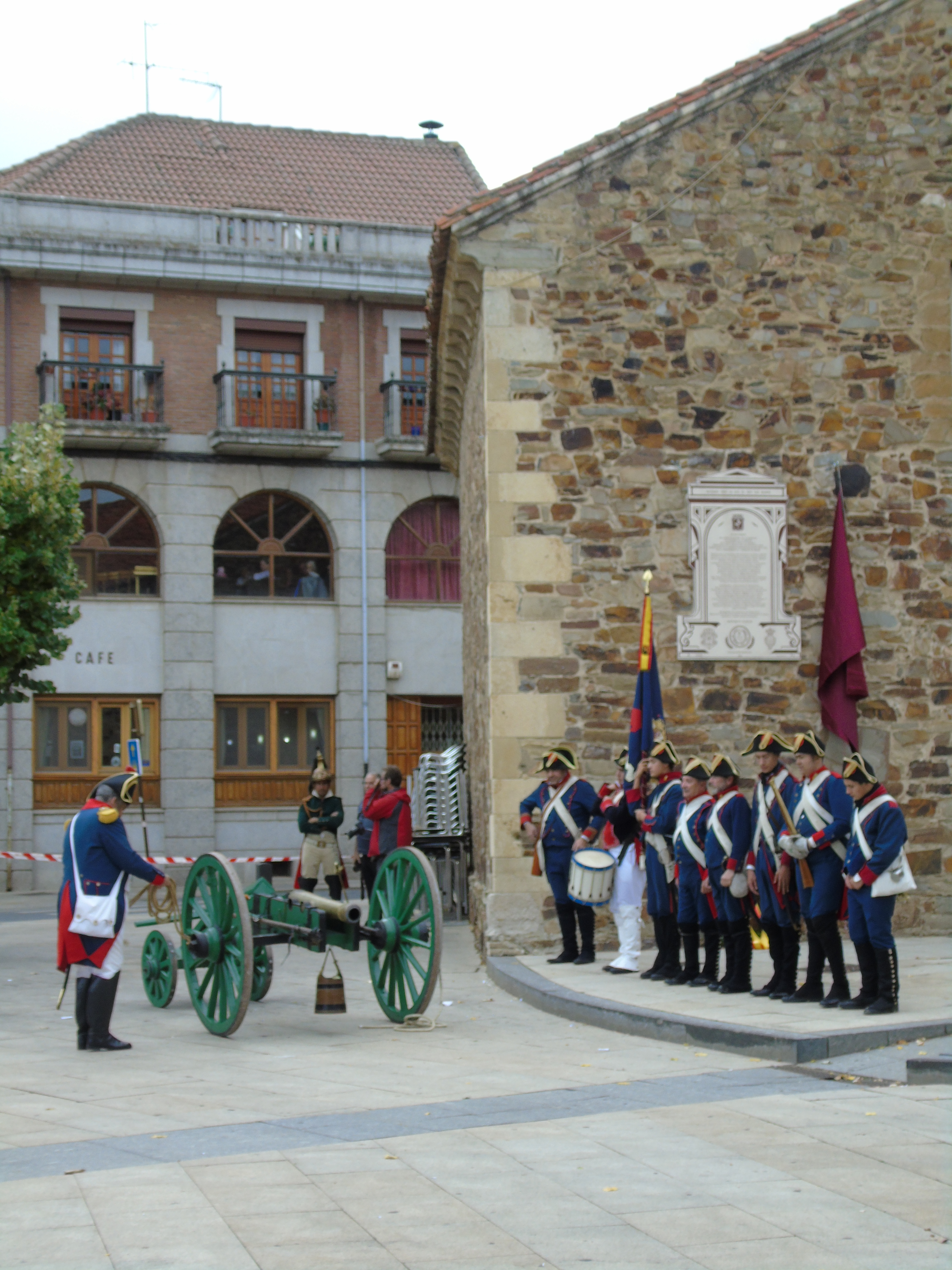
Jornadas Napoleónicas de 2018
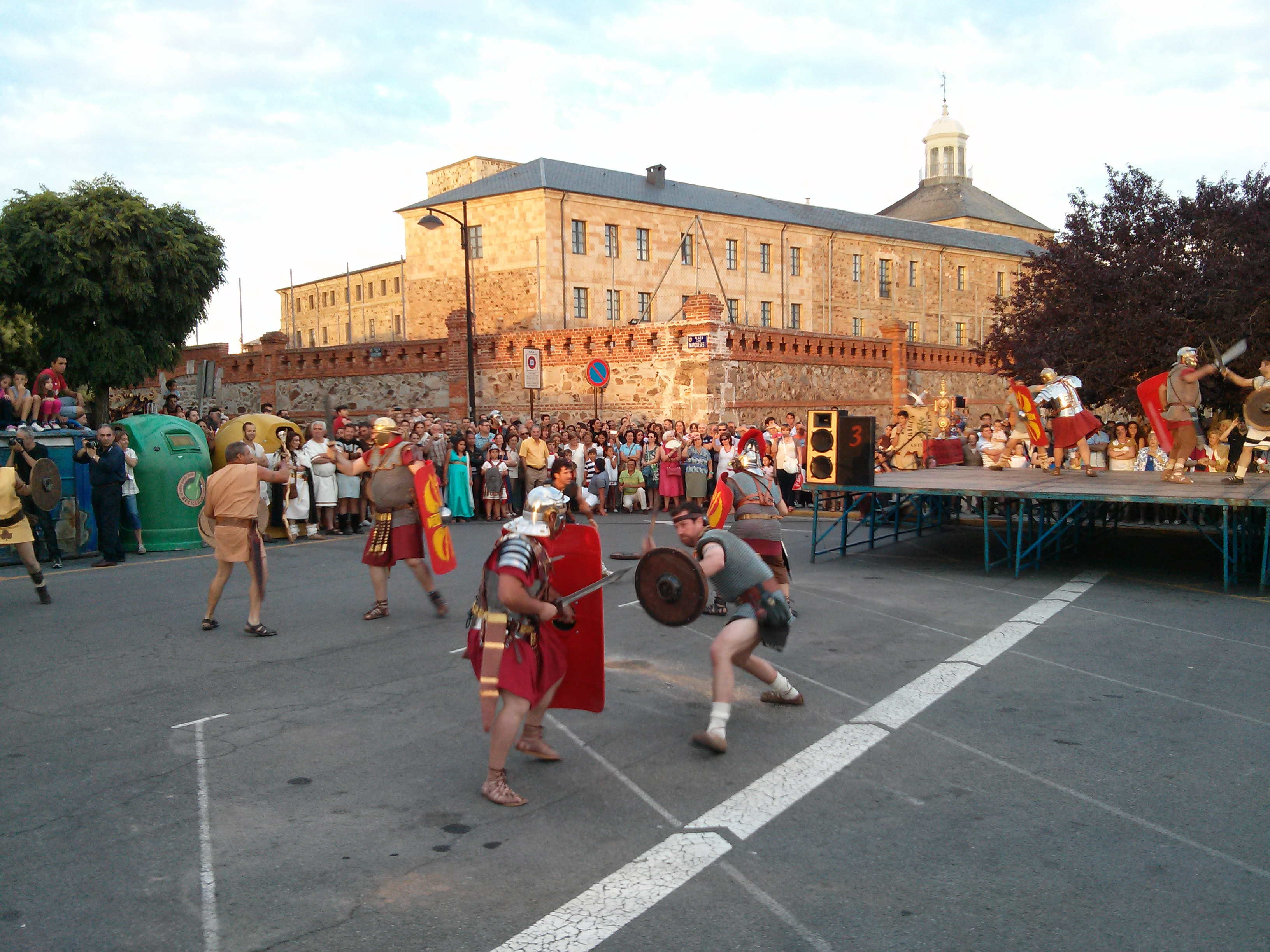
Festa dos Ástures e Romanos de 2013
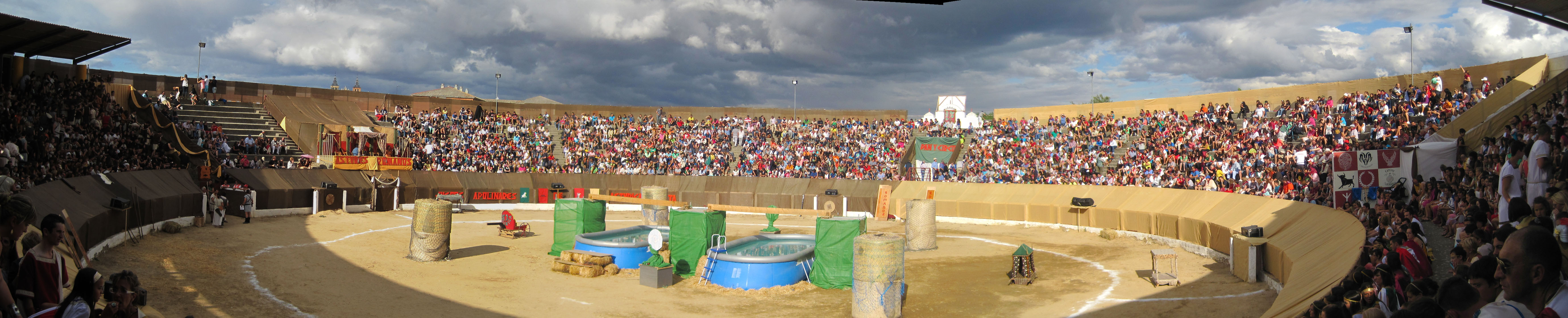
Reconstituição dum circo romano na Festa dos Ástures e Romanos de 2013

### Festividades e eventos
Ao longo do ano têm lugar na cidade vários eventos culturais e festivos. Em meados de janeiro, a paróquia de Puerta de Rey celebra a festa de Santo Antão, que incluem procissões e bênção de mascotes. Em fevereiro, a paróquia de São Pedro de Rectivía venera a Virgem da Candelária com uma procissão. No mesmo mês ou no seguinte, em data variável, ocorrem os  festejos de Carnaval. Começam no sábado de pinhata, o primeiro depois quarta-feira de cinzas, com um desfile com mais de cem grupos, charangas e carros, e terminam no domingo à noite, com a queima da pinhata.
Em meados de abril celebra-se a festa do padroeiro São Turíbio, que desde o início do século XXI é complementada com a Feira do Comércio e um concurso de tapas entre los restaurantes da cidade. Em data variável, em anos de seca, há a tradição de fazer orações durante nove dias na catedral à Virgem de Castrotierra, cuja imagem é trazida em procissão desde o seu santuário, situado a 17 km da cidade. Nessa procissão participam, além dos habitantes da cidade, também os residentes nas comarcas vizinhas, acompanhados pelos pendões das suas localidades. A decisão de fazer a procissão é feita por votação dos Procuradores de la Tierra.
Em data variável de maio ou junho, realiza-se a procissão do Corpus Christi. A cada três anos, em junho, tem lugar a festa da Zuiza, uma antiga comemoração da vitória cristã na Batalha de Clavijo que foi retomada em 1994, na qual se faz uma procissão com o Pendão de Clavijo, guardado no ayuntamiento, que recebe honras do capitão general e é escoltado por 50 zuizones. Nos finais de junho celebram-se as festas dos bairros de Santo André e São Pedro de Rectivía com jogos populares, arraiais populares e outros eventos festivos.
Em finais de julho decorre a Festa dos Ástures e Romanos, que tem origens em 1986 e em 2011 foi declarada festa de interesse turístico regional. Nela se recorda o passado mais antigo de Astorga, com reconstituições de eventos como o circo romano, o mercado romano ou a instalação do acampamento militar romano e do povoado ásture no parque de El Melgar.
Em finais de agosto realizam-se as festas da padroeira Santa Marta, nas quais há arraiais, concertos, teatro de rua, desfile de gigantones e cabeçudos, competições desportivas, uma feira de artesanato. Culimina na tradicional Noche Larga (noite grande ou comprida), durante a qual há música sem parar até ao amanhecer.
Em data variável têm lugar as Jornadas Napoleónicas, durante as quais são representadas recriações de acontecimentos ocorridos durante os cercos de Astorga, na Guerra Peninsular. A primeira edição decorreu em 2004 e em 2012 foi comemorado o bicentenário da reconquista definitiva da cidade pelo general Santocildes.

### Semana Santa

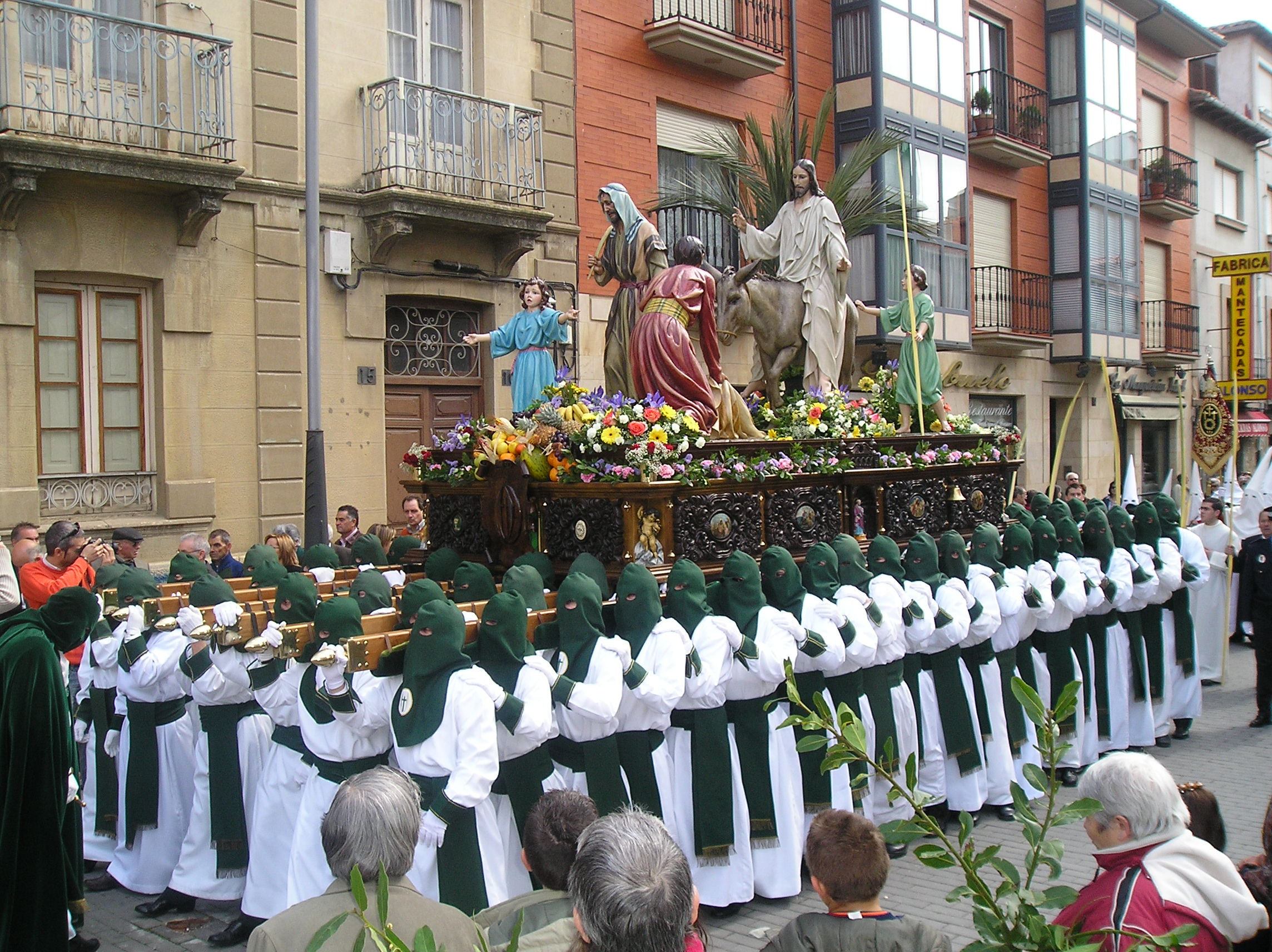
Andor da Borriquilla numa procissão de Domingo de Ramos da Confraria da Entrada de Jesús en Jerusalén

A  Semana Santa em Astorga está classificada como festa de festa de interesse turístico nacional e de interesse regional. Durante a Semana Santa há procissões organizadas pelas oito confrarias e irmandades da cidade e pela Junta Profomento de la Semana Santa, que envolvem 40 andores. A Confraria da Santa Vera Cruz y Confalón é uma das mais antigas da Espanha, sendo a sua existência atestada num documento de 1475; a Confraria de Nuestro Padre Jesús Nazareno y María Santísima de la Soledad foi fundada em 1674; a Arquiconfraria de Nuestra Señora de los Dolores em 1911; a Irmandade de Caballeros del Silencio de Nuestro Padre Jesús em Nazareno em 1926; a Confraria do Bendito Cristo de los Afligidos em 1943; a Confraria da Entrada de Jesús en Jerusalén em 1953; a Irmandade da Santa Cena em 1969; e a Confraria das Damas de la Virgen de la Piedad em 1992.
Entre os atos mais relevantes estão a Via Crúcis, na terça-feira, organizada pela Junta Profomento, em que participam todas as confrarias, alguns dos atos que decorrem na Sexta-feira Santa, como a procissão do Encontro, com a tradicional corrida de San Juanín, o Desenclavo na Plaza Mayor e a procissão da Soledade, e a procissão do Ressuscitado no Domingo da Ressureição. Entre as imagens religiosas da procissões sobressaem a do Cristo Crucificado, de 1560, o Bendito Cristo dos Alitos, de finais do século XVII, a Virgem da Soledade, também de finais do século XVII, a Virgem das Dores, uma obra de 1706 de José de Rozas, o Jesus Nazareno, de 1783, e a Cruz Dourada, de 1789. Além dos aspetos religiosos, durante a Semana Santa são mantidos diversas tradições que acompanham a celebração, como o matar judíos ("matar judeus") ou comer a bolla, um bolo feito de farinha, mel e leite, acompanhada com  vinho moscatel. O matar judíos é uma tradição da província de Leão que consiste em beber "limonada de vinho", uma bebida semelhante à sangria, feita à base de vinho, açúcar, fruta e canela.

### Atividade cultural

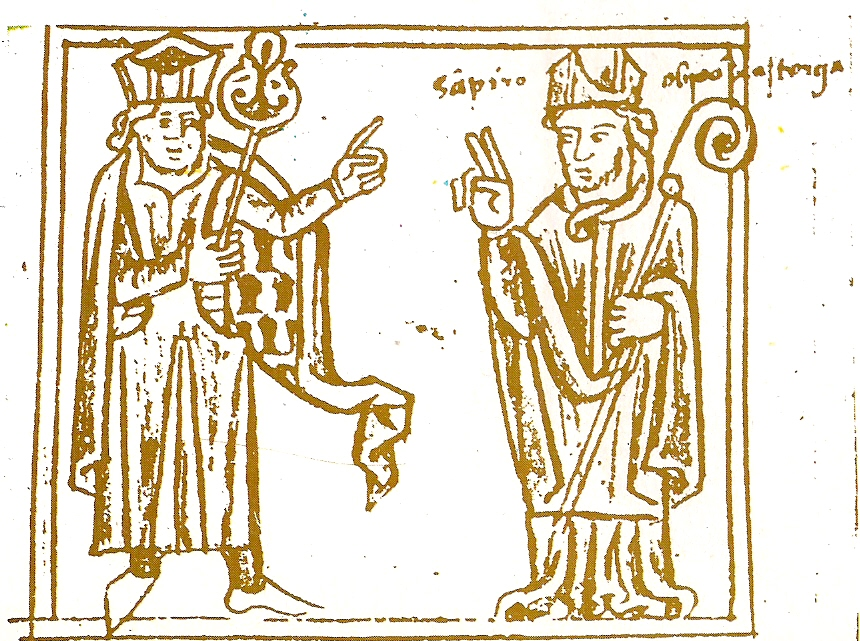
O bispo de Astorga Sampiro representado no

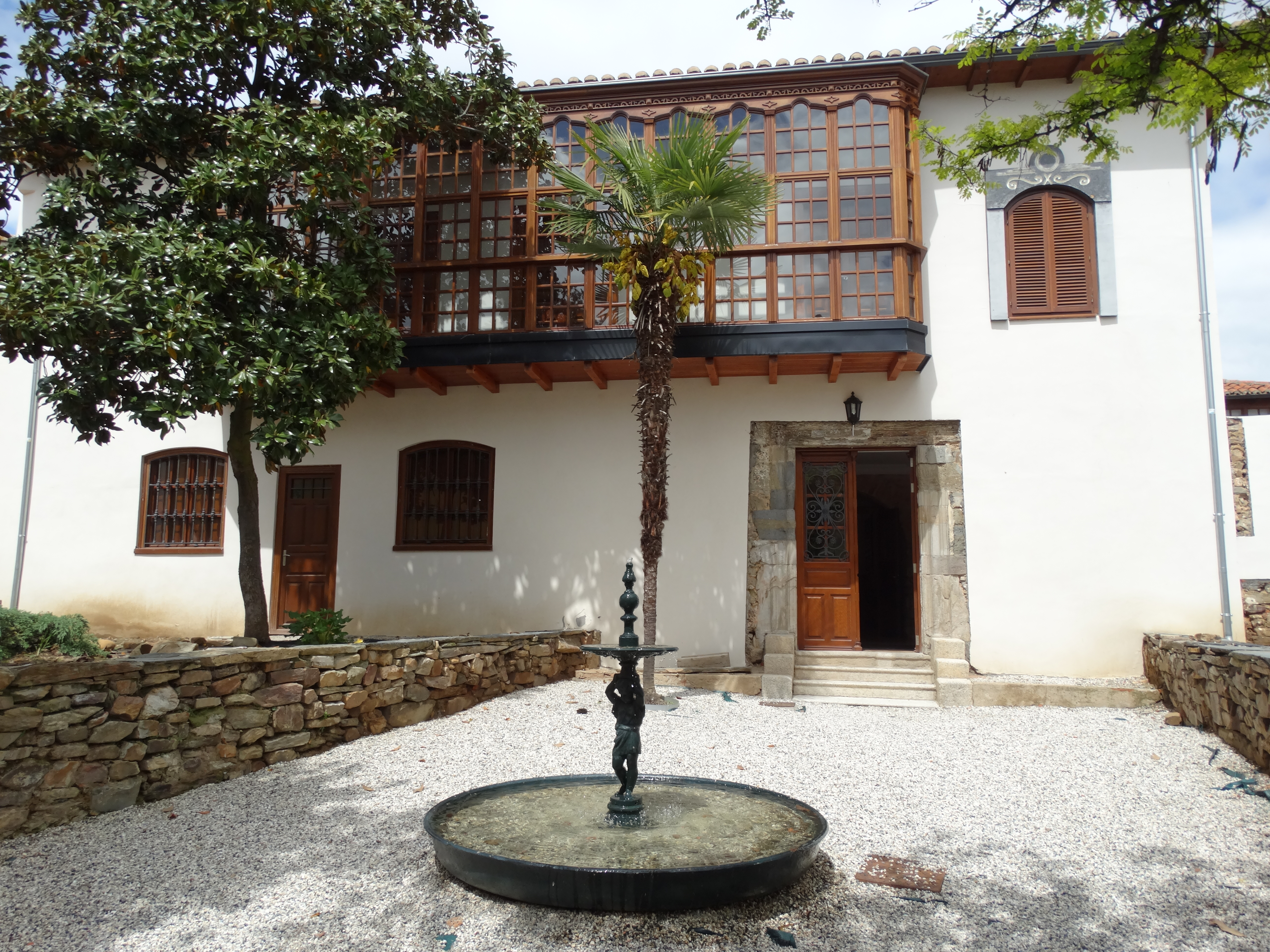
Casa-Museu Leopoldo Panero

Principalmente desde o século XIX que Astorga se destaca como um centro de cultura. Entre os seus primeiros autores de relevo destacam-se o bispo Sampiro, que entre os séculos X e XI escreveu a “Crónica de Sampiro”, e Juan Lorenzo de Astorga, a quem alguns estudiosos atribuem a autoria do “Livro de Alexandre”, uma biografia em verso de Alexandre Magno do século XIII ou XIV. A Igreja e os seus membros tiveram um papel importante na produção literária. Entre os religiosos ligados a Astorga podem referir-se Alfonso de la Madre de Dios, que publicou a “Chronica de la reforma de su religión” em 1618, Pedro Aingo de Ezpeleta, autor da “Fundación de la Santa, Cathedral Iglesia de la ciudad de Astorga”, de 1634, ou Pedro Junco, que em 1639 publicou a “Fundación, armas y nombres de Astorga”. A estes há que somar a ampla produção documental gerada pela diocese. No século XIX houve vários autores relevantes, como Marcelo Macías ou Francisco Blanco García, autor da “La literatura española en el siglo XIX”, ambos religiosos, os juristas Alfonso de Villadiego, Mateo Martínez Moreda, Manuel García Prieto (cinco vezes primeiro-ministro da Espanha) e Manuel Prieto de Castro, e o editor Andrés Martínez Salazar.[carece de fontes?]
No princípio do século XX, os lucros gerados pela indústria chocolateira tinham favorecido o surgimento duma burguesia endinheirada, entre cujos filhos surgiram vários autores, como os poetas Juan Panero e o seu irmão Leopoldo Panero, escritores como críticos literários como Ricardo Gullón e escritores como Luis Alonso Luengo, todos eles integrantes da chamada Escola de Astorga. Nas décadas seguintes destacaram-se poetas como Eugenio de Nora ou Esteban Carro Celada, romancistas como José María Goy, intelectuais como Julio Carro ou estudiosos como Augusto Quintana Prieto, Eduardo Aragón ou José María Luengo. Na cidade eram frequentes as tertúlias e debates, que tinham lugar em vários locais, nomeadamente nos cafés Moderno, Iris e no Gran Café Universal. Foram também criadas várias sociedades teatrais ligadas ao Casino, ao Círculo Católico, ao Centro Cultural Segura, à La Unión e à Sociedad de La Amistad.
Desde as últimas décadas do século XX, a vida cultural astorgana é protagonizada não só pelos diferentes eventos que nela se realizam, mas também pelas mais de 50 associações existentes (culturais, sociais, desportivas, de pais e mães, de bairro, etc.), as quais ao longo do ano organizam múltiplas atividades e eventos culturais.

### Língua
O idioma falado no muncípio é o espanhol (castelhano), mas até ao século XX eram comuns na fala quotidiana, tanto na cidade e seus arredores como no resto da Maragateria, numerosas formas do leonês que pertenciam à variante ocidental do asturo-leonês. Foneticamente algumas das principais caraterísticas eram a ditongação de /o/ e /e/, a conservação dos ditongos decrescentes, a inflexão da vogal tónica a substituição do /o/ final por /u/ e a conservação do /f-/ inicial latino. No aspeto morfológico, destacavam-se a escassez de prefixos e abundância de sufixos, especialmente os diminutivos. Em relação ao sistema verbal, usavam-se poucos tempos compostos e os pronomes pessoais eram colocados atrás do verbo.
| “ | Pastorcicus semus, d´Uriente venimus, bulsillus trayemus, diñeiro pidimus. Que Dios vus lo dea para nus lu dar. L´astrella nus guia a este santu hogar. Copla em leonês dos pastores para o Dia de Reis. | ” |

Nos últimos anos, diversas associações, como La Caleya, a Faceira e a Facendera pola Llengua têm desenvolvido trabalhos de defesa e promoção do património linguístico leonês através de várias atividades, como a organização de cursos de língua leonesa, conversas de divulgação e concursos lietrários. Algumas dessas atividades têm o apoio ou colaboração ou são organizadas pelo Gabinete de Cultura da Junta de Castela e Leão, a  Deputação Provincial de Leão, através do Instituto Leonês de Cultura, e o  Ayuntamiento de Astorga.

### Vestuário tradicional

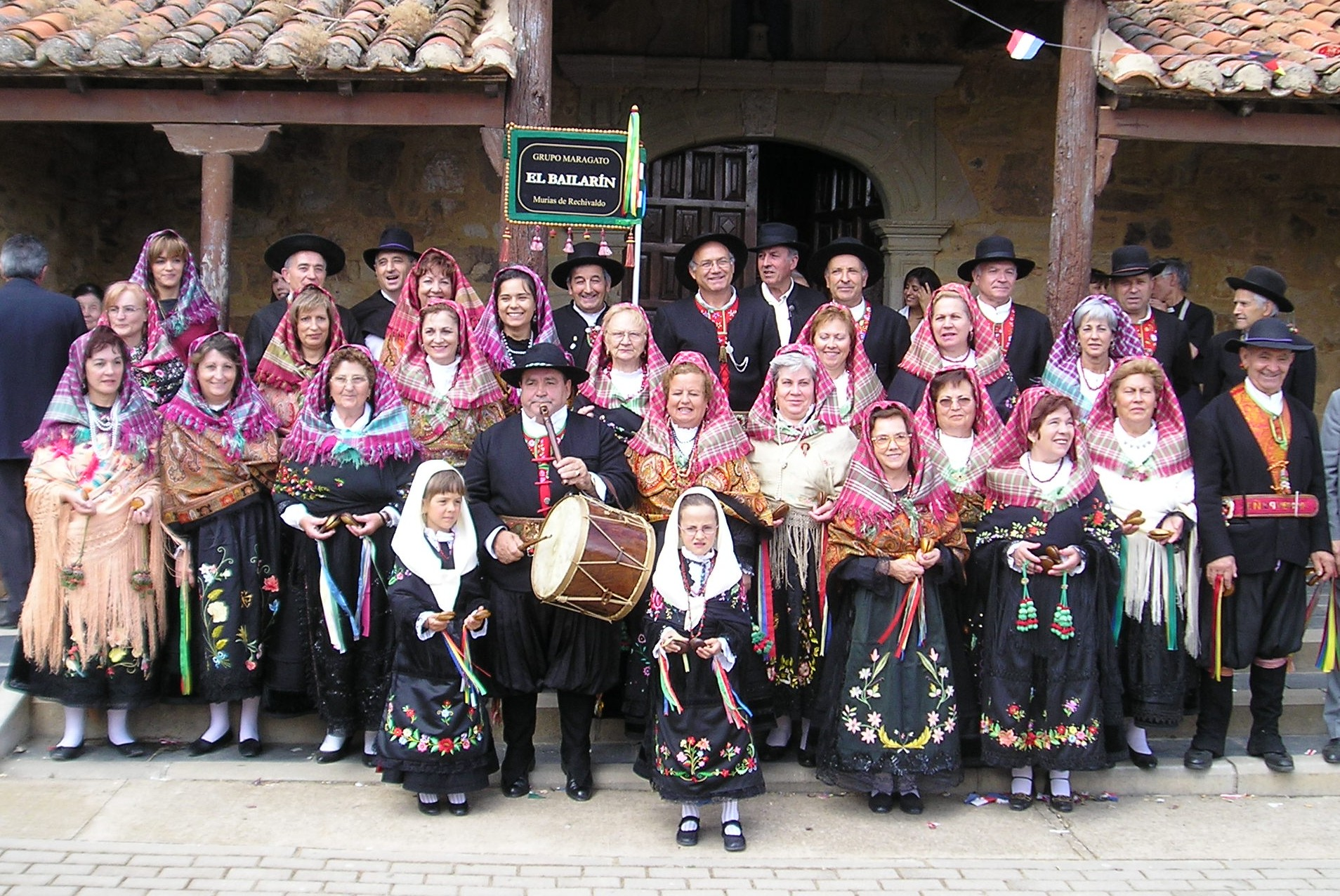
Grupo de maragatos de

Uma parte importante do folclore maragato é a sua indumentária tradicional. O traje típico de arriero (condutor de mulas e cavalos), em uso durante os séculos XVIII, XIX e princípio do século XX, é notável entre o vestuário tradicional por ter-se mantido em uso diário até uma data tardia. É um traje profissional, pois era o que vestiam quando viajavam, e carateriza-se por ser muito funcional, com materiais e formas que protegiam das intempéries e facilitavam a atividade da condução dos animais de carga. Evoluiu pouco com o passar do tempo e é totalmente diferente dos trajes tradicionais do resto das comarcas leonesas. Pelo contrário, o traje feminino, foi perdendo progressivamente variedade e singularidade.
O traje masculino compunha-se de camisa, colete, almilla (espécie de gibão apertado, ajustado ao corpo, calças ou calções, cinto (bordado segundo a categoria social para dias festivos e bailes), polainas, sapatos, chapéu e capa. Algumas das peças, como o gibão e as calças, parecem remontar ao século XVI ou XVII. As calças apresentam uma certa singularidade em relação às usadas noutras regiões da Espanha, por serem do tipo calção largo ou folgado, com as quais só se encontram semelhanças com o traje típico de Maiorca.
A indumentária feminina é uma evolução do traje antigo, com influências do vestuário de zonas limítrofes e sem a originalidade do traje masculino, mas que conserva uma grande riqueza no que se refere às peças e complementos.

### Encruzilhada de caminhos

Mapa das principais estradas romanas da Península Ibérica

Devido à sua situação e história, desde há muitos séculos que Astorga é um local de encontro e partida de caminhos e de trânsito de povos e culturas. Durante a época romana, a cidade estava ligada às principais cidades daquele tempo através de várias estradas. No chamado Itinerário de barro, do século III d.C., são citadas diversas rotas em que se menciona Asturica. No mesmo século, o Itinerário de Antonino assinala a rede de comunicações que ligava a cidade com Bracara Augusta (Braga) pela Via XVIII ou passando por Lucus Augusti (Lugo), na Via XIX, com Augusta Emerita (Mérida), a Tarraco (Tarragona), passando por Caesaraugusta (Saragoça) pela Via XXXII (Ab Asturica Terracone), ou com Burdigala (Bordéus) pela Via XXXIV (Ab Asturica Burdigalam), ou seja, praticamente em direção aos quatros pontos cardeais da província Tarraconense. Por essas estradas transitavam as tropas, os viajantes e transportavam-se os produtos, nomeadamente o ouro extraídos em Las Médulas.
Desde o sul, a chamada Via da Prata ligava Mérida a Astorga (Iter ab Emeritam Asturica) e séculos depois coincidira em alguns pontos com a Cañada Real de la Vizana, um caminho pelo qual se deslocavam os rebanhos transumantes entre a Estremadura e as montanhas leonesas. Os invasores muçulmanos usaram a Via da Prata para avançarem para o norte peninsular e atualmente ela faz parte das principais vias de comunicação que constituem a espinha dorsal do ocidente espanhol, entre Gijón e Sevilha, através da N-630, da Autovía Ruta de la Plata e da Autopista Ruta de la Plata. Várias instituições promovem este eixo como rota turística com o nome Rota da Prata, o que tem provocado celeumas, pois em rigor, historicamente essa rota só vai de Mérida a Astorga, e a Asociación de Pueblos de la Vía de la Plata, presidida pelo município de Astorga, desde 2006 que promove ações de protesto contra a extensão artificial da Via.
Em direção a leste, a estrada romana que ligava Asturica a Legio (Leão) e depois seguia para Caesaraugusta, foi usada pelo Caminho de Santiago e passou a ser a base da atual N-120. Em direção a oeste, a estrada para Lucus Augusti e a Galécia também se converteria, séculos depois, numa parte do Caminho de Santiago que, saindo de Astorga, passa por Foncebadón, Ponferrada e Villafranca del Bierzo, entre outros lugares. Em volta destas rotas principais foram surgindo outros caminho, como os da arriería ou os das razias, usados quer pelos muçulmanos Tárique, Muça ou Almançor, quer pelas tropas francesas durante a Guerra Peninsular. Todos esses caminhos tiveram sempre uma circulação que les deu vida e que contribuiu para o intercâmbio de gentes e culturas, assim como a introdução de diferentes estilos artísticos. Atualmente Astorga recolhe a história de alguma dessas vias de comunicação no Museu dos Caminhos.
Caminho de Santiago

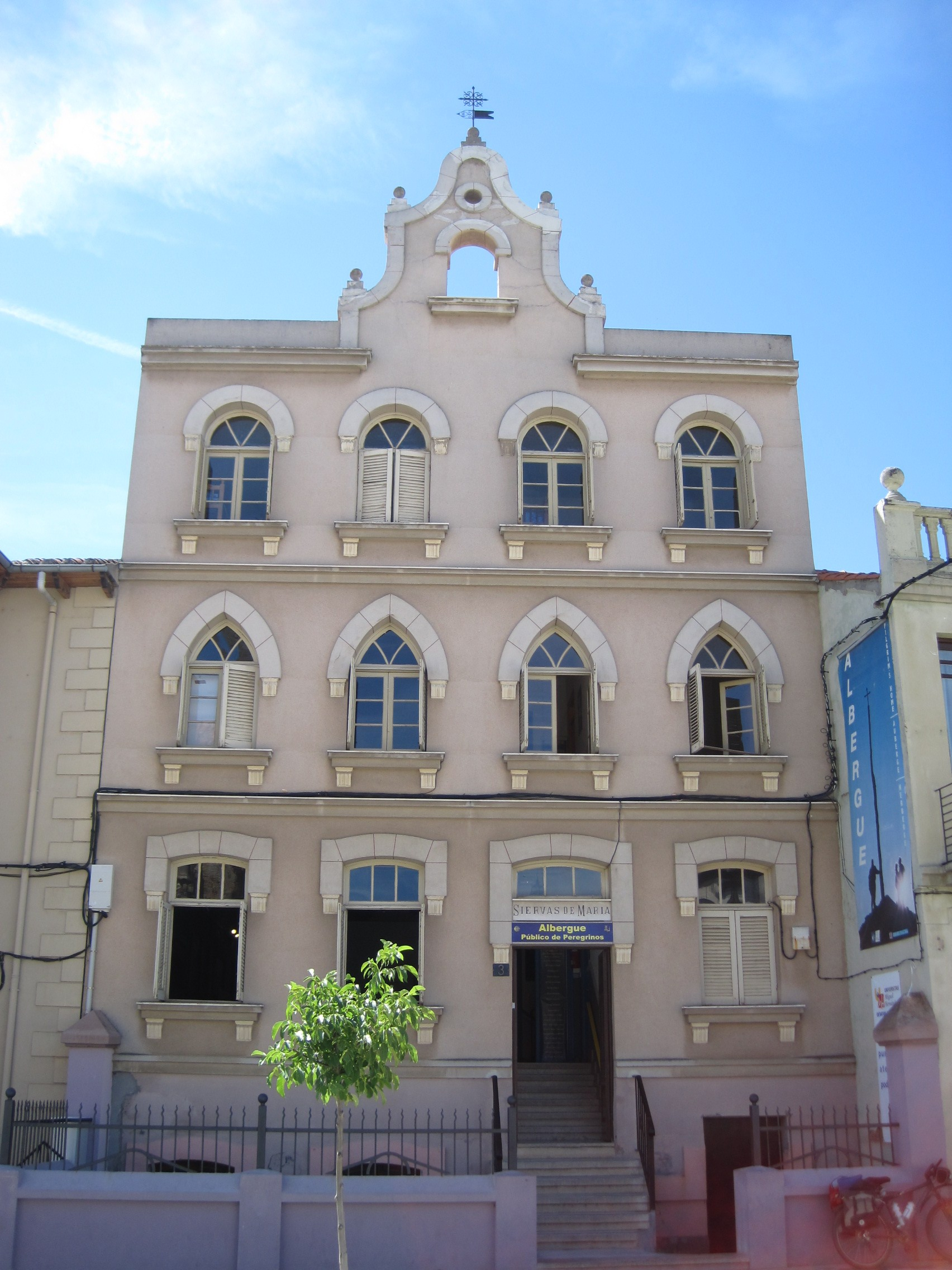
Albergue de peregrinos Servas de Maria

Entre as diversas rotas de peregrinação a Santiago de Compostela, a mais usada e a mais conhecida desde a Idade Média é o Caminho Francês, que tem a sua origem na estrada romana Ab Asturica Burdigalam. O seu percurso passa por Astorga vindo de San Justo de la Vega, entrando na cidade pela antiga Porta do Sol, hoje desaparecida. Os caminhantes seguem por rua de São Francisco (antiga Calle de las Tiendas), Plaza Mayor, rua Pío Gullón (antes Rua Nueva), rua Santiago Crespo e rua de Santiago (antigamente Caleya Yerma), desembocando em frente ao Palácio Episcopal, igreja de Santa Marta e na catedral. Dali os peregrinos continuam pelas ruas Leopoldo Panero e de São Pedro para chegarem à igreja de Saõ Pedro, de construção moderna e já no arrabalde de Rectivía. Atravessando a N-6, o caminho segue para o porto de Foncebadón.[carece de fontes?]
Durante a Idade Média, a cidade tinha numerosos albergues ou hospitais para os peregrinos. Alguns, como o Hospital de São João Batista, no qual segundo a tradição passou alguns dias de convalescença São Francisco, deram origem a instituições modernas beneméritas de assistência social, mas a maioria foram desaparecendo ao longo dos séculos, deles não restando mais do a sua recordação e alguma descrição do imóvel e a sua história na documentação conservada. Até finais dos anos 1980, os peregrinos encontravam refúgio e hospedaria graças à congregação dos Irmão de Nossa Senhora de Lurdes, mas desde então que esses serviços são prestados pela Associação de Amigos do Caminho de Santiago de Astorga e pelo albergue de São Xavier. A Associação de Amigos, depois de ter oferecido a sua assistência em várias sedes, desde 2006 que mantém o albergue Servas de Maria, com capacidade para 162 peregrinos; em 2007 recebeu da Junta da Junta da Galiza o prémio Elías Valiña, que reconhece o trabalho de promoção das rotas jacobeias. O albergue de São Xavier foi aberto em 2003, tem capacidade para 95 peregrinos e é gerido pela Associação Cultural Via da Prata.

### Gastronomia

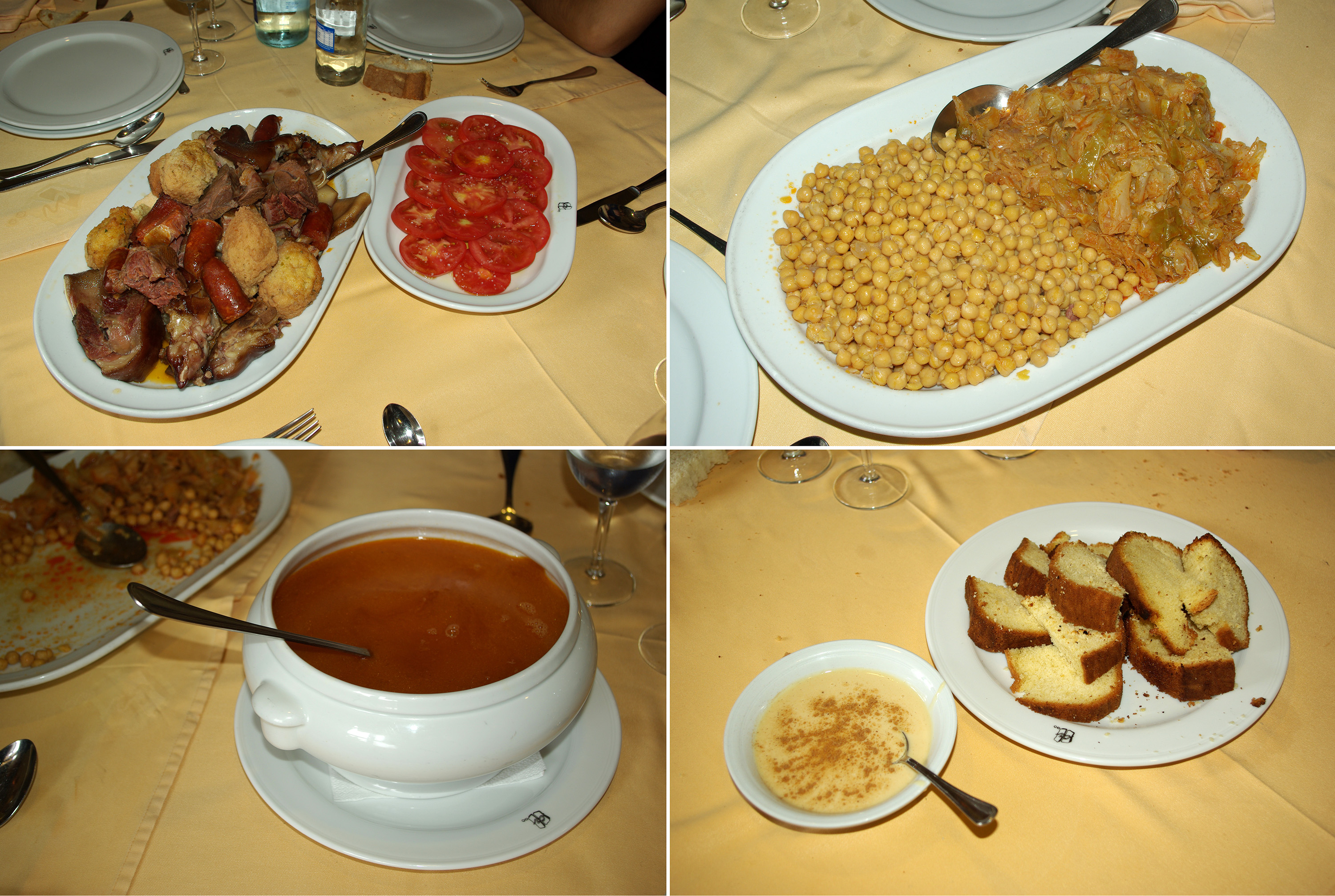
Os três pratos do cozido maragato e sobremesa de natillas con bizcocho

A cozinha tradiiconal em Astorga está ligada ao campo e à pecuária da região. O prato mais conhecido é o cozido maragato, cuja princiapl caraterística é que servido pela ordem contrária ao que é habitual, começando pelas carnes, cuja variedade pode chegar a doze tipos diferentes, seguindo-se os vegetais (grão-de-bico, batata, couve-galega ou repolho, etc.) e finalmente a sopa do cozido. Usualmente segue-se a sobremesa, que usualmente é natillas (semelhante, senão igual a algumas variedades do leite-creme português). A razão para a inversão da ordem dos pratos não é conhece ao certo, mas pode ter origem no hábito dos arrieros, que preferiam comer antes a carne fria para, uma vez chegados a uma povoação, aquecerem a sopa.
Outros pratos típicos são a sopa de alho, o safio ao ajoarriero, mollejas en salsa (vísceras com molho), couves com bacalhau e a cecina de León, um tipo de carne-fria de vaca que desde 1994 é uma Indicação Geográfica Protegida cujo conselho reguladora tem a sede em Astorga.
Todas essas especialidades culinárias são conservadas e difundidas pela Associação Gastronómica e Cultural El Borrallo, cujas jornadas de cozinha culminam com a matança do porco, da qual se obtêm vários produtos.
Em relação à pastelaria os doces ocupam um lugar de relevo na cozinha astorgana. Os mais famosos são as mantecadas (queques ou madalenas amanteigadas), que têm Indicação Geográfica Protegida. A primeira menção escrita a elas data de 1805 e em 1850 começaram a ser comercializadas. A sua origem é pouco segura, mas crê-se que a receita se deve a uma monja do Convento de Sancti Spiritus, que abandonou o hábito para se casar e a popularizou. Outro doce, que também se encontra no resto da província, é o hojaldre, que é um pastel de massa folhada banhado com calda de açúcar que apareceu em meados do século XX. Outros doces astorganos são o merle, um folhado recheado de creme e coberto com açúcar tostado e o chocolate, que é fabricado em Astorga desde meados do século XIX. Em 2000 havia quatro fábricas de chocolate na cidade, mas no passado chegou a ter várias dezenas (41 em 1916).

### Desporto
Entidades desportivas

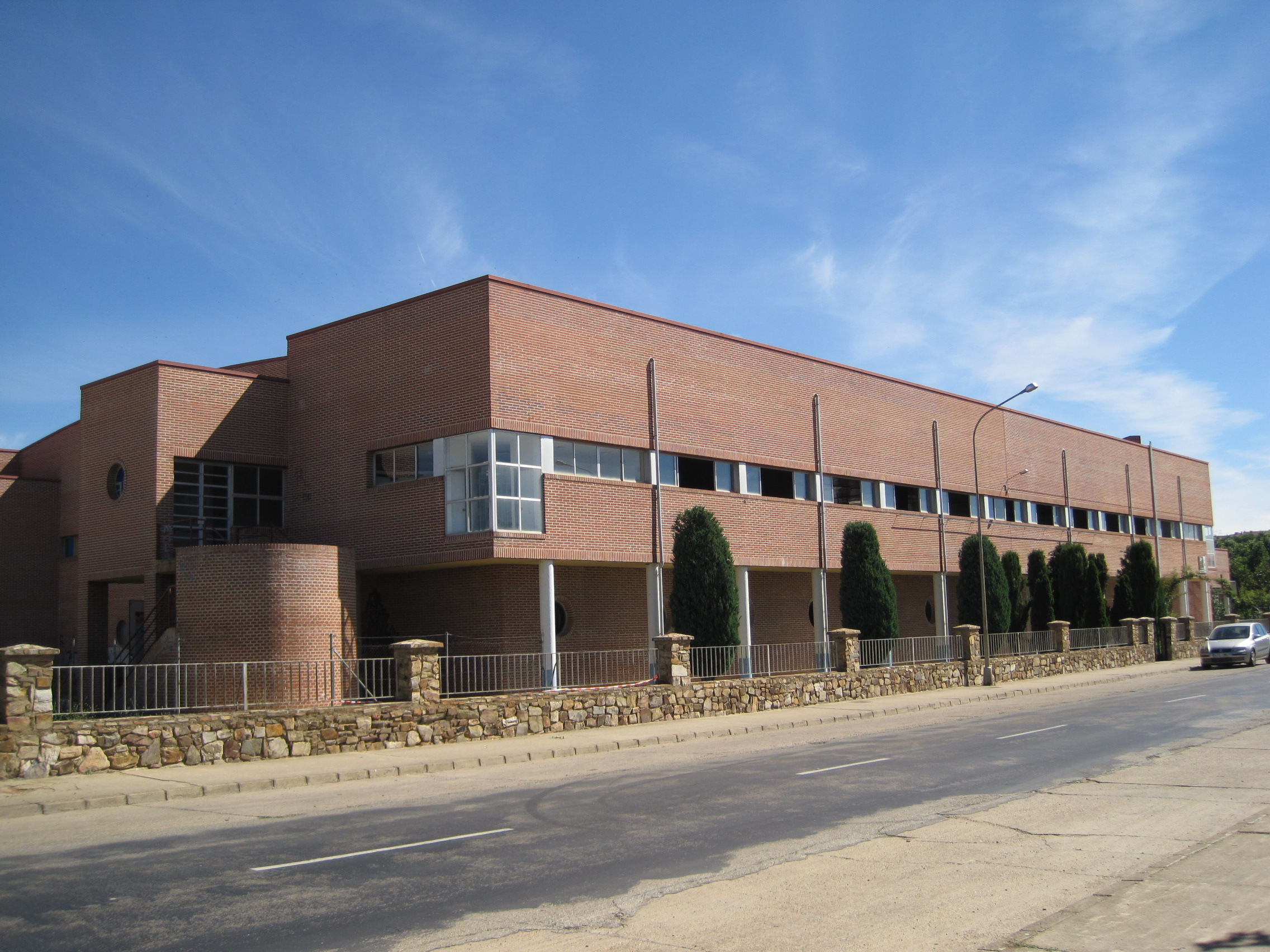
Pavilhão Municipal Felipe Miñambres

A entidade desportiva mais importante da cidade é o Atlético Astorga, que na época 2018-2019 jogou na 3.ª divisão (equivalente à 4.ª divisão nacional). Em junho de 2020 que a divisão de futebol do Club Deportivo Astorga, outro clube desportivo da cidade seria fundida na do Atlético Astorga. O futsal tem grande tradição na cidade, que teve um clube na primeira divisão espanhola, o Astorga Fútbol Sala, desde a fundação da Liga Nacional, em 1989, até 2001, quando o clube desapareceu devido a dificuldades económicas.
Outras modalidades ou atividades desportivas praticadas na cidade são o ciclismo, com o Club Deportivo Cicloturista de Astorga, o autorama com o Slot Club Astorga, os desportos motorizados com o Club Deportivo Moto-Quad Senderos Maragatos e o Moto Club Deportivo Astorga, a caminhada com o Club Polideportivo La Salle e o kung-fu na escola da Jiménez, que são conhecidos pelas suas exibições de força e resistência. Além disso, o ayuntamiento tem várias escolas desportivas municipais, como atletismo, basquetebol, futsal, natação e luta leonesa.
Eventos desportivos
Entre os principais eventos desportivos que são organizados em Astorga destacam-se a Marcha Cicloturista Contra a Droga, que anualmente reúne várias centenas de participantes num percurso nos arredores da cidade, e diversos torneios de modalidades como o futebol, bilhar ou ténis durante as festas da padroeira Santa Marta, em finais de agosto. A Volta a Espanha em bicicleta passa frequentemente pela cidade e em 1947, 1967 e 2011, a cidade foi meta ou saída de etapa. É também frequente a cidade estar no percurso da Volta a Castela e Leão.
Instalações desportivas
Existem diversas instalações para a prática de desporto, localizadas principalmente na área de La Eragudina: o estádio de futebol "La Eragudina", casa do Atlético Astorga, o Pavilhão Municipal Felipe Miñambres, as piscinas municipais, um ginásio, vários campos de ténis e dois de pádel. Há também um circuito de motocross, situado no local de El Sierro.[carece de fontes?]